# Sierra de Guadarrama

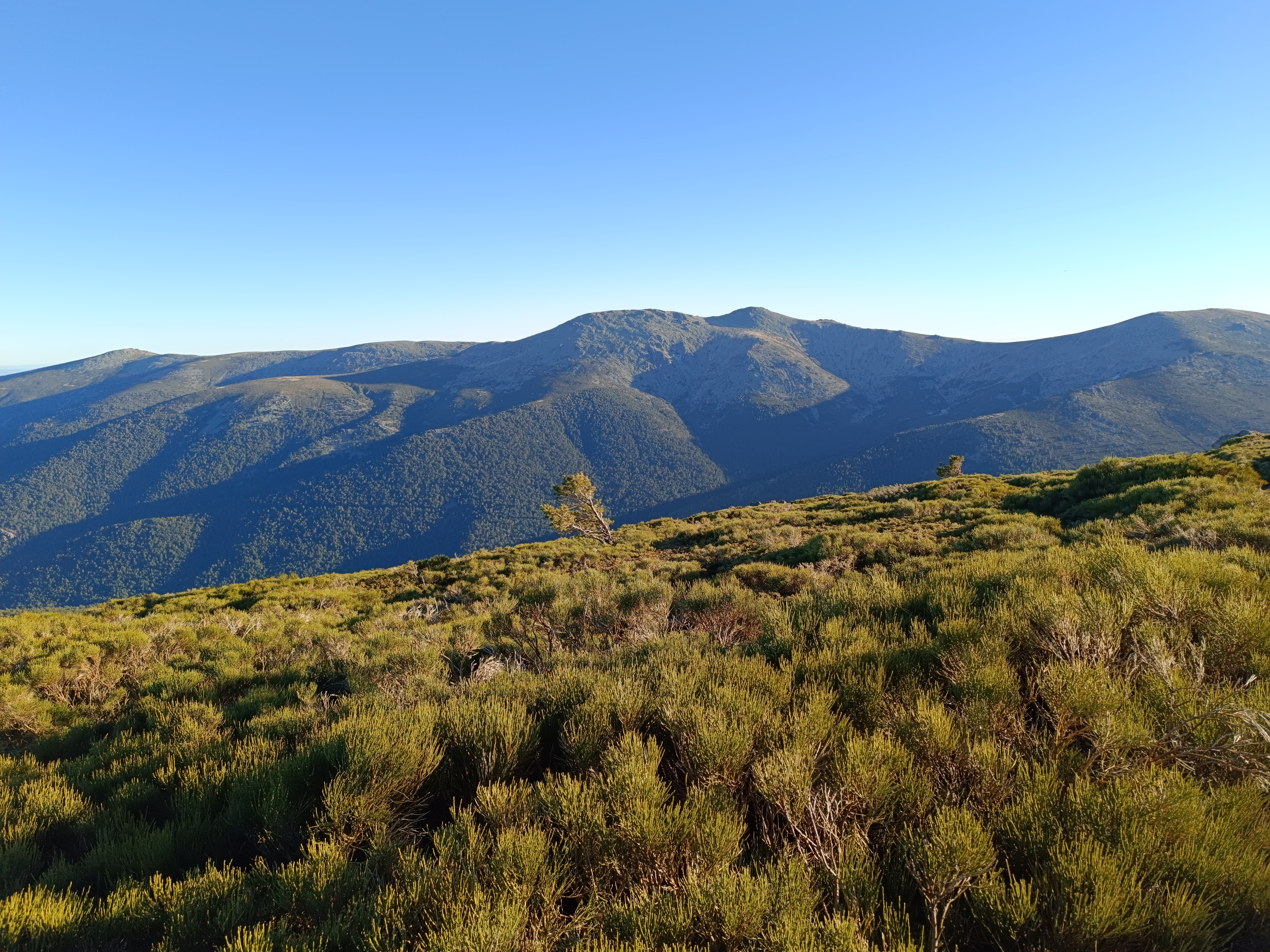
La Cuerda Larga desde la Hermana Menor.

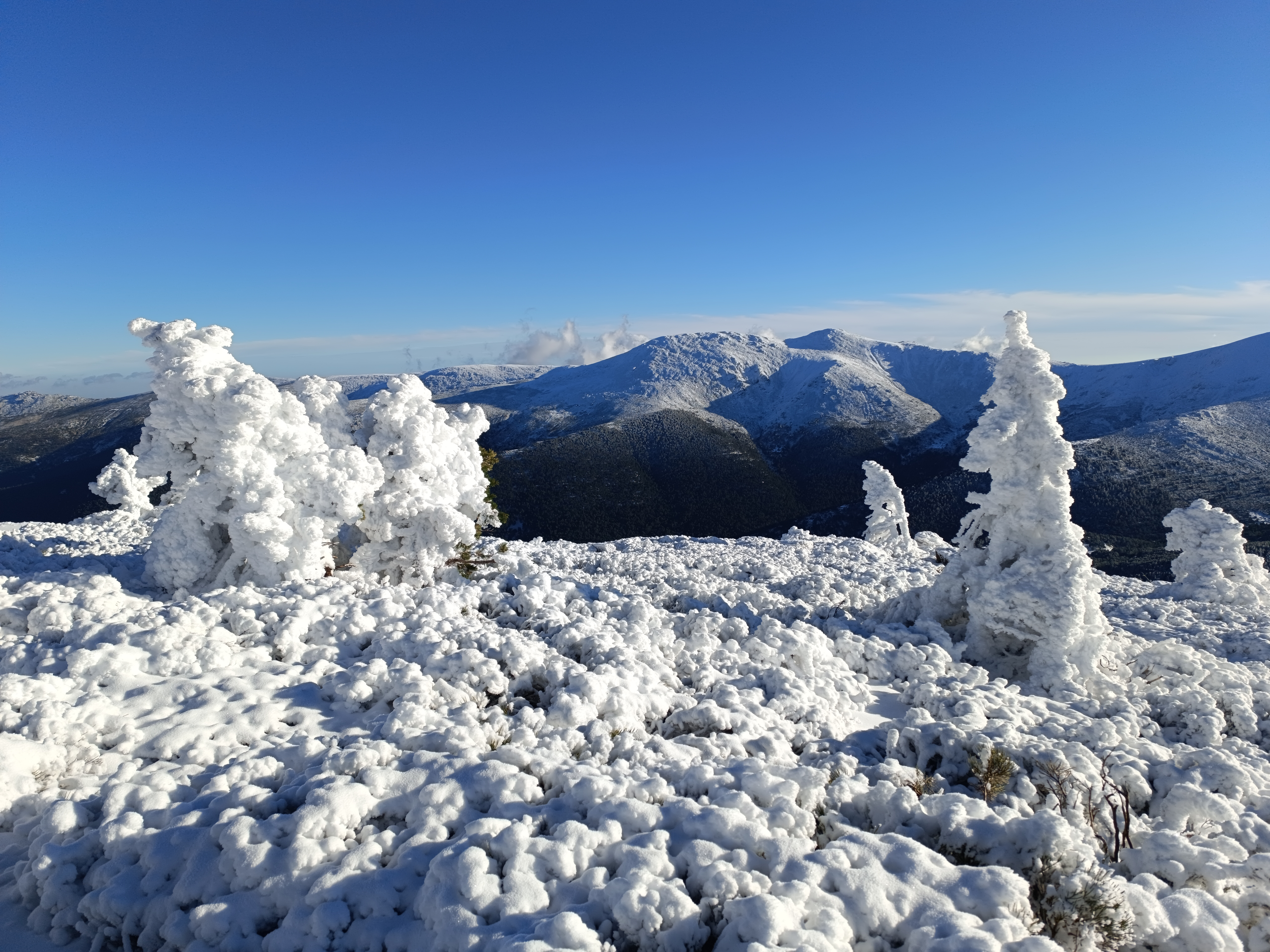
Vegetación tras una nevada intensa en el macizo de Peñalara.

La sierra de Guadarrama es una alineación montañosa perteneciente a la mitad este del Sistema Central, una cordillera del interior de la península ibérica. Se sitúa entre las sierras de Gredos y de Ayllón, extendiéndose en dirección suroeste-noreste en las provincias españolas de Madrid, al sureste, y Segovia y Ávila, al noroeste. Mide aproximadamente 80 km de longitud y su pico más alto es Peñalara con 2428 m. Hace de división entre las cuencas del Duero, al noroeste, y del Tajo, al sureste.
La flora de esta sierra se caracteriza por la abundancia de bosques de pino silvestre y la presencia de robledales de rebollo y encinares en zonas más bajas. En las cumbres predominan los pastizales y arbustos de alta montaña. En estos ecosistemas abundan mamíferos como ciervos, jabalíes, cabras montesas, corzos, gamos, tejones, varios mustélidos, gatos monteses, zorros y liebres. Hay una gran cantidad de especies de aves acuáticas en los embalses, y grandes rapaces como el águila imperial o el buitre negro, entre otras.
Atravesadas por muchos puertos y hoy en día también por vías ferroviarias, estas montañas tienen una notable afluencia de montañeros y turistas, lo que hace que las infraestructuras para el turismo y los deportes de montaña estén muy desarrolladas, condición peligrosa en ocasiones para el medio ambiente.
Desde 2013 parte de la sierra está protegida por el Parque nacional de la Sierra de Guadarrama, que abarca unas 30 000 hectáreas. Críticas de oposición y ecologistas son que solo se protejan cotas muy altas por encima de los 1700 metros, donde las condiciones climáticas evitan ya per se actividades humanas.

## Etimología
La sierra de Guadarrama recibe el nombre del río Guadarrama, el cual nace en ella. La palabra Guadarrama proviene de la palabra latina Aquae dīrrama y después arabizado Uad-ar-rámel, que significa río del arenal y hace referencia al río Guadarrama. La palabra Uad(i)- significa río, mientras que la segunda parte -ar-rámel denota arenoso. Siendo esta la explicación más común es muy posible que los árabes reinterpretaran (etimología popular), el topónimo preexistente latino Aquae dirrama> guaderrama, 'divisoria de aguas', por ser la sierra la divisoria principal de las cuencas del Tajo y el Duero. El río tomaría el nombre de la sierra y no al revés.
Esta sierra también es conocida por el nombre de «sierra del Guadarrama»,[cita requerida] haciendo referencia al río de manera más explícita. Pero durante buena parte de la Edad Media a la sierra de Guadarrama se la conoció como la «sierra del Dragón», probablemente por la silueta del monte de Siete Picos, que se asemeja al lomo de un dragón, y con este nombre la citan, por ejemplo, el arzobispo Rodrigo Jiménez de Rada en su Historia Ghotica, o Alfonso X el Sabio en su Estoria de España.

## Medio físico

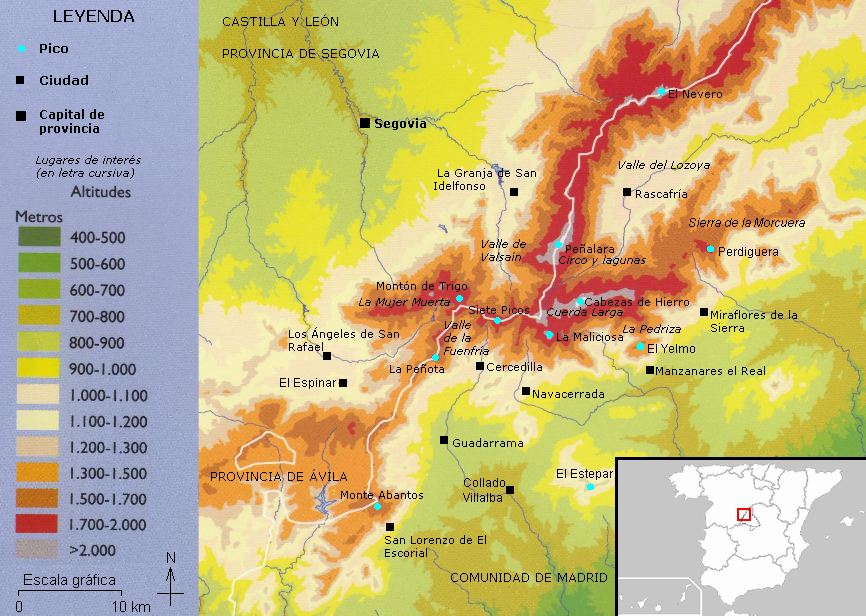
Mapa hipsométrico de la sierra.

Con una longitud de unos 80 km, una anchura que no supera los 20 km y una dirección suroeste-noreste, la sierra de Guadarrama forma parte de la división natural entre las mesetas norte y sur que conforman la zona central de la península ibérica. Forma parte de la zona este de la cordillera del sistema Central y es una de las sierras más extensas de las que componen la cordillera.
La base de estas montañas en la vertiente noroeste se sitúa entre los 1100 y los 1200 metros, y en la vertiente sureste entre los 900 y 1100 metros. La más alta de ellas es Peñalara con 2428 metros. La sierra de Guadarrama comienza en el valle del río Alberche (extremo suroeste), que la separa de la sierra de Gredos y termina en el puerto de Somosierra (extremo noreste), sirviendo de separación a las cuencas hidrográficas de los ríos Tajo y Duero y aportando a ambos algunos de sus principales afluentes, como son los ríos Lozoya, Manzanares, Guadarrama y Cofio al Tajo, y el Duratón, Cega, Pirón, Eresma, Moros y Voltoya al Duero. Las coordenadas de su extremo noreste son 41° 4′ N 3° 44′ O, y las de su extremo suroeste son 40° 22′ N 4° 18′ O.
Mientras que el límite nororiental de la sierra (puerto de Somosierra) está claro ya que hay consenso entre los estudiosos y fuentes, el límite suroccidental es más ambiguo porque algunas fuentes lo sitúan en el río Alberche y otras en el entorno del puerto de la Cruz Verde, situado unos 22 km al norte-noreste.

### Zonas

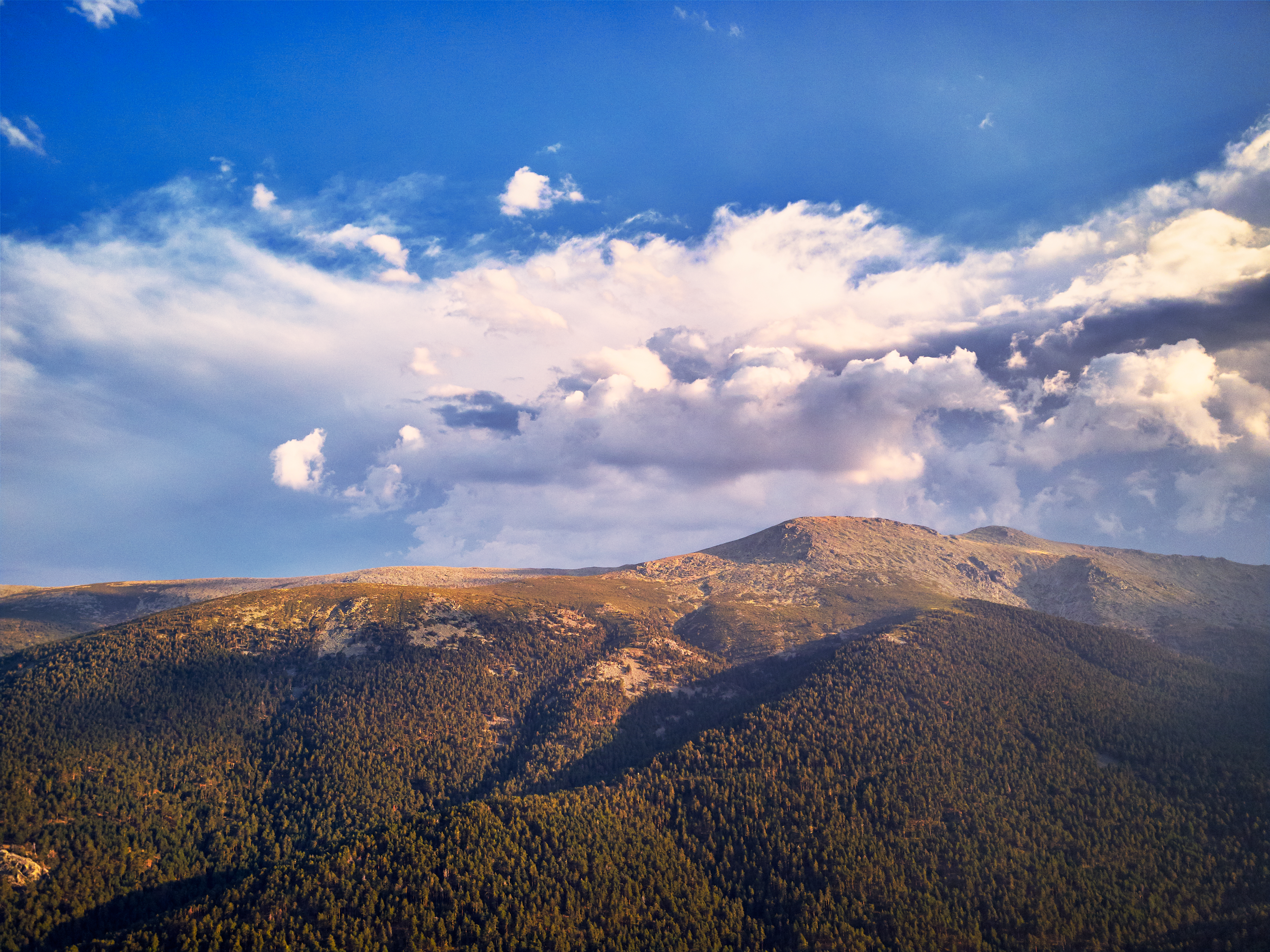
Zona este de la Cuerda Larga

Para dividir la sierra en zonas se pueden tener en cuenta diferentes criterios. Si se usa el de la ubicación, se puede dividir en la zona noreste y la suroeste. Estas dos áreas están separadas por la zona comprendida entre los puertos de Navacerrada y Cotos, separados entre sí por 5,6 km. Ambos puertos están en un nudo montañoso importante por su altitud y por su ubicación céntrica.
También se puede dividir la sierra usando el criterio de las vertientes. Una de ellas es la del río Tajo, que mira al sureste y está enteramente en la Comunidad de Madrid. La otra es la del río Duero, que vierte las aguas hacia el noroeste. Esta vertiente se encuentra repartida entre las provincias de Segovia, en su mayoría, y Ávila, en la zona suroeste.
Atendiendo al criterio de la importancia de los cordales montañosos, la sierra se compone de la alineación principal, los cordales secundarios y los cerros y pequeñas sierras periféricas. La alineación principal es la divisoria de las cuencas del Duero y el Tajo, tiene 80 km de longitud y hace de límite entre la Comunidad de Madrid y Castilla y León. A continuación se describen los cordales montañosos secundarios.

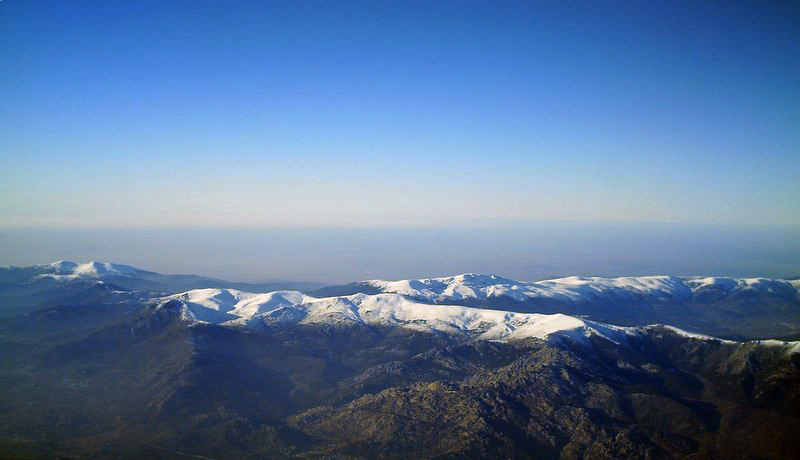
Sector central de la sierra

En la zona central de esta sierra hay un cordal montañoso en dirección oeste-este, conocido como Cuerda Larga. Este ramal se adentra en la Comunidad de Madrid, comienza en el puerto de Navacerrada (extremo oeste) y tiene una longitud de 16 km. Constituye un cordal imponente que en ningún momento baja de los 2000 metros de altitud hasta llegar al puerto de la Morcuera (extremo este). Los picos más altos de la Cuerda Larga son las Cabezas de Hierro con 2383 metros. A continuación de la Cuerda Larga está la sierra de la Morcuera, una alineación montañosa algo más baja que la anterior. Tiene una orientación suroeste-noreste, unos 18 km de longitud y su pico más alto es Perdiguera con 1862 metros.
Los Montes Carpetanos es el nombre que recibe la parte norte de la alineación principal de la sierra de Guadarrama, la cual está comprendida entre Peñalara y el puerto de Somosierra (el extremo noreste, donde se une con la sierra de Ayllón). La zona más cercana al puerto de Somosierra, es decir, el extremo norte de los Montes Carpetanos, también se le conoce con el nombre de sierra de Somosierra. Entre Cuerda Larga y la Sierra de la Morcuera, y la alineación principal de la sierra de Guadarrama (la zona de los Montes Carpetanos) se extiende el valle del Lozoya, uno de los mejores ejemplos de valle serrano del Sistema Central y con gran atractivo turístico tanto en invierno –deporte de montaña, esquí– como en verano. Del extremo oeste de Cuerda Larga, y en sentido sureste, sale otro cordal de menor altitud llamado sierra de los Porrones.
Existe otra ramificación llamada La Mujer Muerta (sierra del Quintanar en la zona oeste), que comienza en el collado de Río Peces (cerca del puerto de Navacerrada), se orienta de este a oeste y pertenece enteramente a la provincia de Segovia. Tiene una longitud de 11 km y varios picos de este ramal superan los 2000 metros, entre ellos está el Montón de Trigo. Entre La Mujer Muerta y la alineación principal está el valle del río Moros, ubicado en la provincia de Segovia.
Además de las alineaciones montañosas ya descritas, existen una serie de pequeñas sierras y cerros situados en la periferia de las montañas principales, llamados montes-isla. Están rodeados enteramente por tierras llanas pero por estar tan cerca de la sierra de Guadarrama se les considera parte de esta. En la vertiente segoviana, de norte a sur se sitúa el Cerro de Las Cardosillas (1636 m), el cerro de Matabueyes (1485 m), el cerro del Caloco (1565 m) y la sierra de Ojos Albos (1662 m). En el lado madrileño están, ordenados de norte a sur, la sierra de la Cabrera, el cerro de San Pedro (1423 m), la sierra del Hoyo (1404 m), el cerro Cañal (1331 m) y Las Machotas (1466 m).
Entre Abantos y el río Alberche, que constituye el límite suroeste de la sierra de Guadarrama, las montañas y valles van perdiendo progresivamente altura según se avanza hacia el Alberche hasta llegar a los 560 metros de altitud que tiene el río a su paso por la sierra. Esta zona de la sierra tiene un pie de monte de una altura comprendida entre los 600 y 900 metros, bastante inferior al del resto de la sierra. Esta altitud menor favorece que esta zona sea una de las que más densidad y variedad de vegetación arbórea tiene de toda la sierra. Esta zona es una de las que se compone la presierra de Guadarrama.

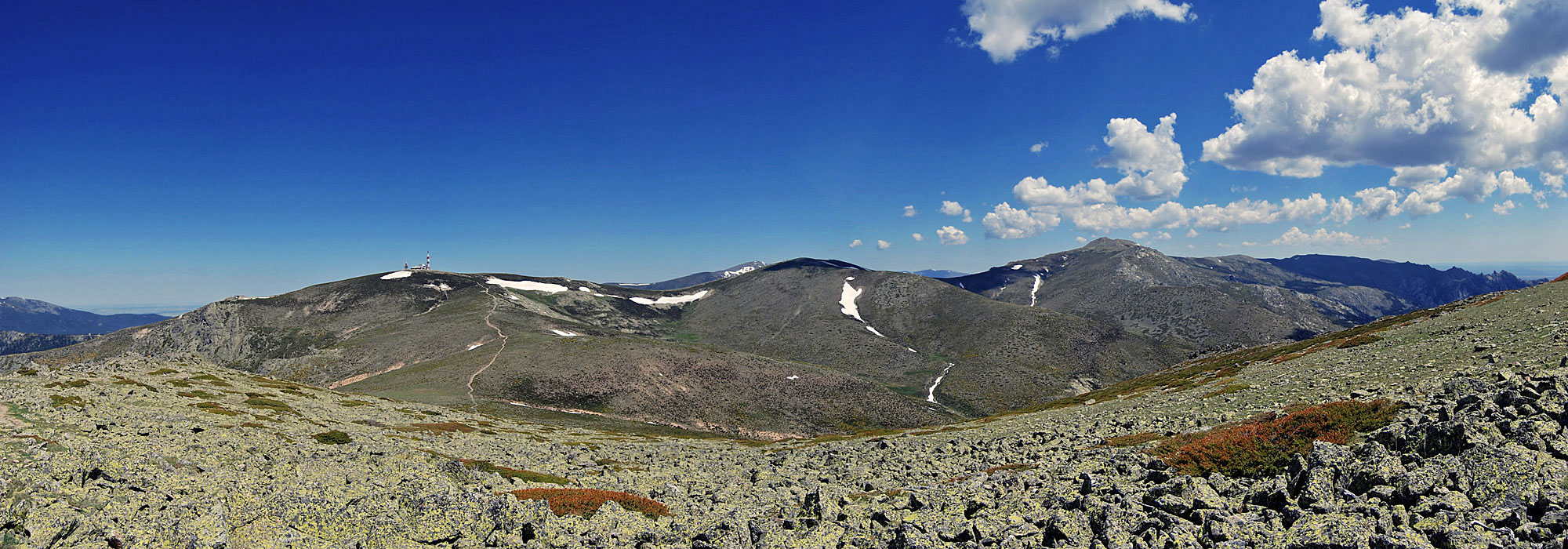
Vista de la Cuerda Larga de la sierra de Guadarrama desde la Maliciosa.
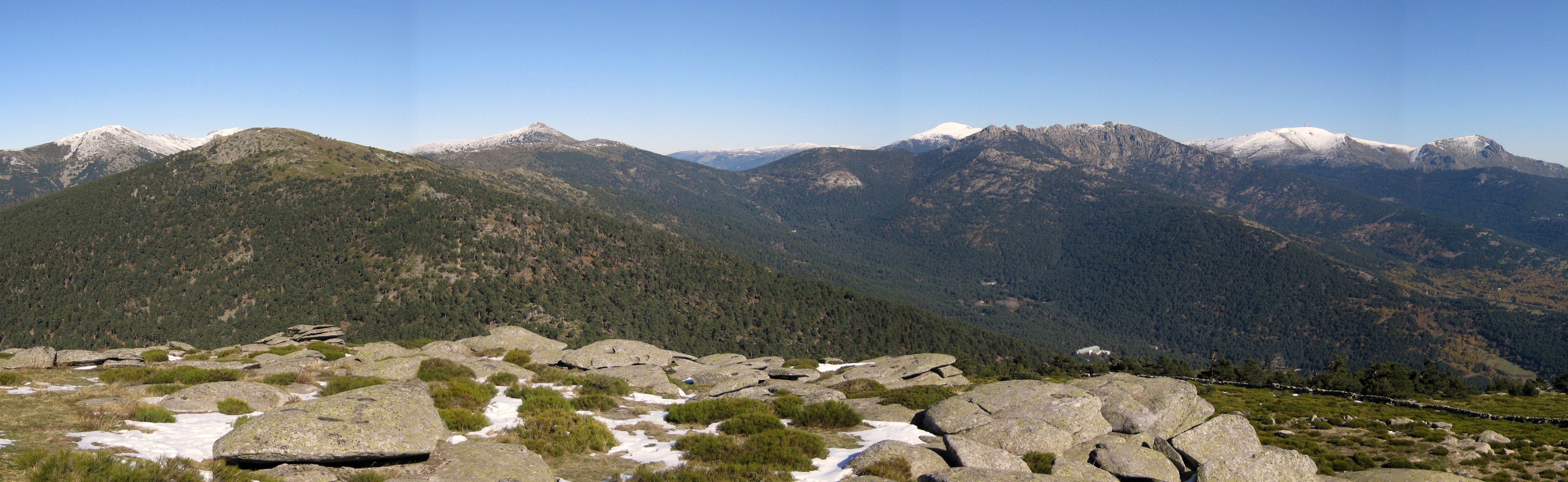
Vista de la cara sur de la zona central de la sierra de Guadarrama vista desde la cima de La Peñota.
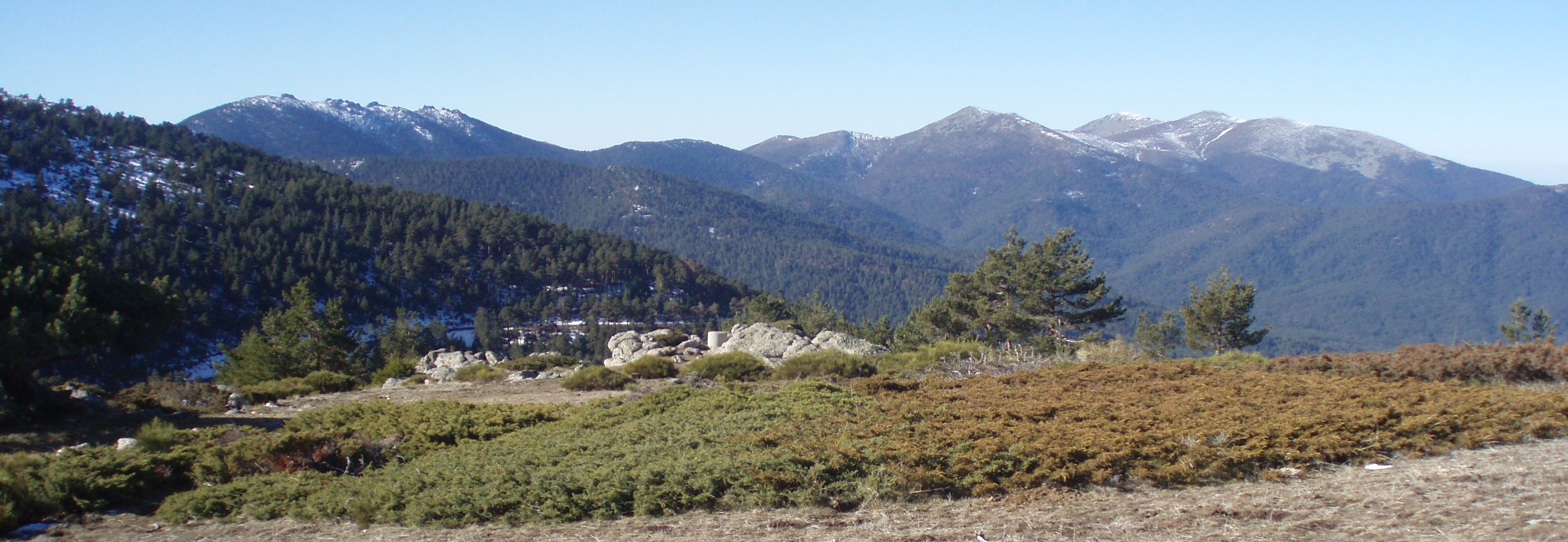
Vista de la cara norte de Siete Picos (a la izquierda) y la vertiente este del cordal de La Mujer Muerta (a la derecha).

Lista de alineaciones montañosas

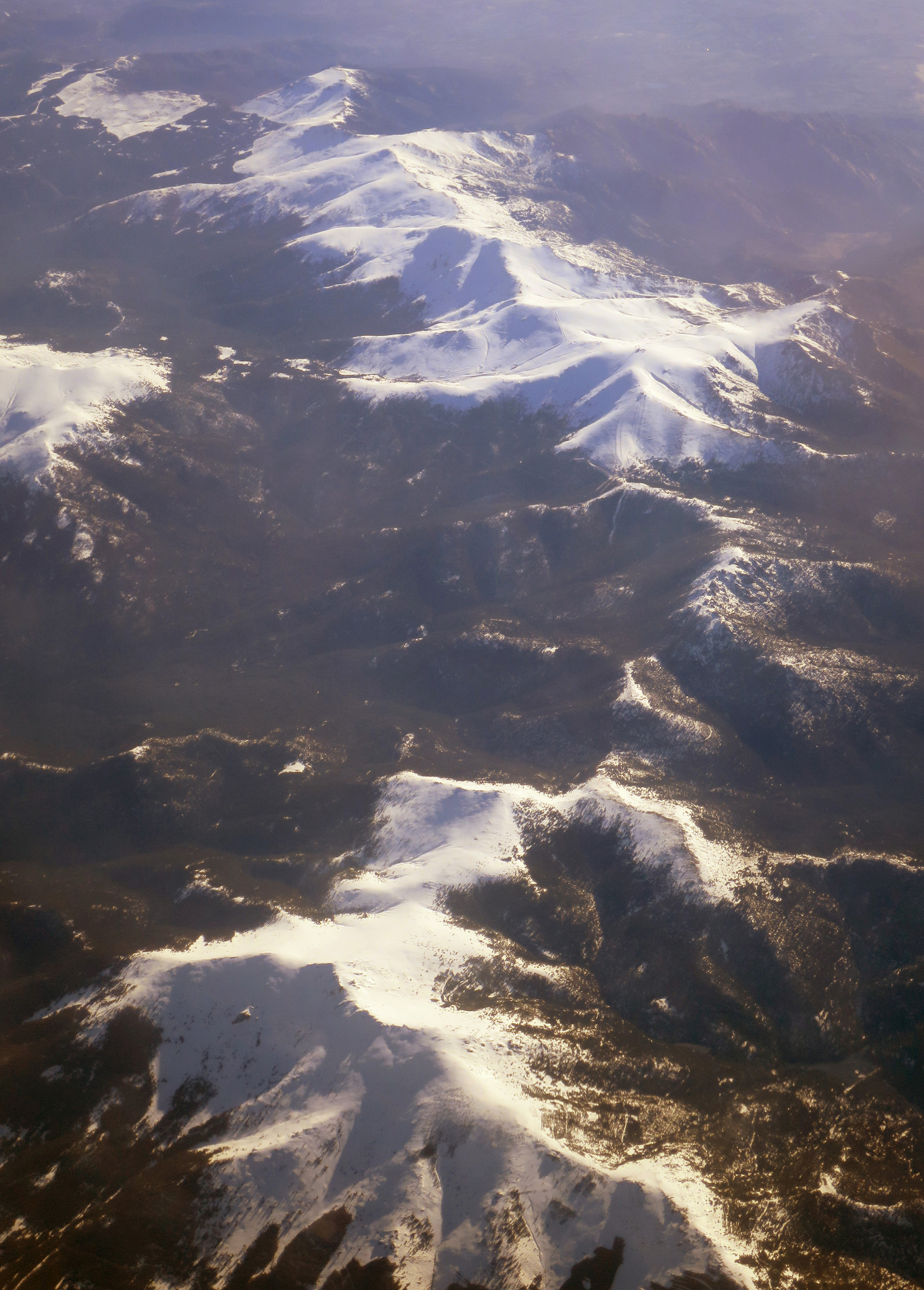
La Mujer Muerta y la Cuerda Larga

- Alineación principal (límite entre las provincias de Madrid y Segovia)
  - Zona sur (desde la sierra de Gredos hasta el puerto de Navacerrada)
  - Zona norte (Montes Carpetanos)
- La Mujer Muerta (en la provincia de Segovia)
- Cuerda Larga (en la provincia de Madrid)
- Sierra de la Morcuera (en la provincia de Madrid)
- Sierras periféricas
  - Sierra de Malagón (en las provincias de Ávila y Segovia)
  - Sierra de Ojos Albos (en la provincia de Ávila)
  - Sierra del Hoyo (en la provincia de Madrid)
  - Sierra de la Cabrera (en la provincia de Madrid)

### Montañas

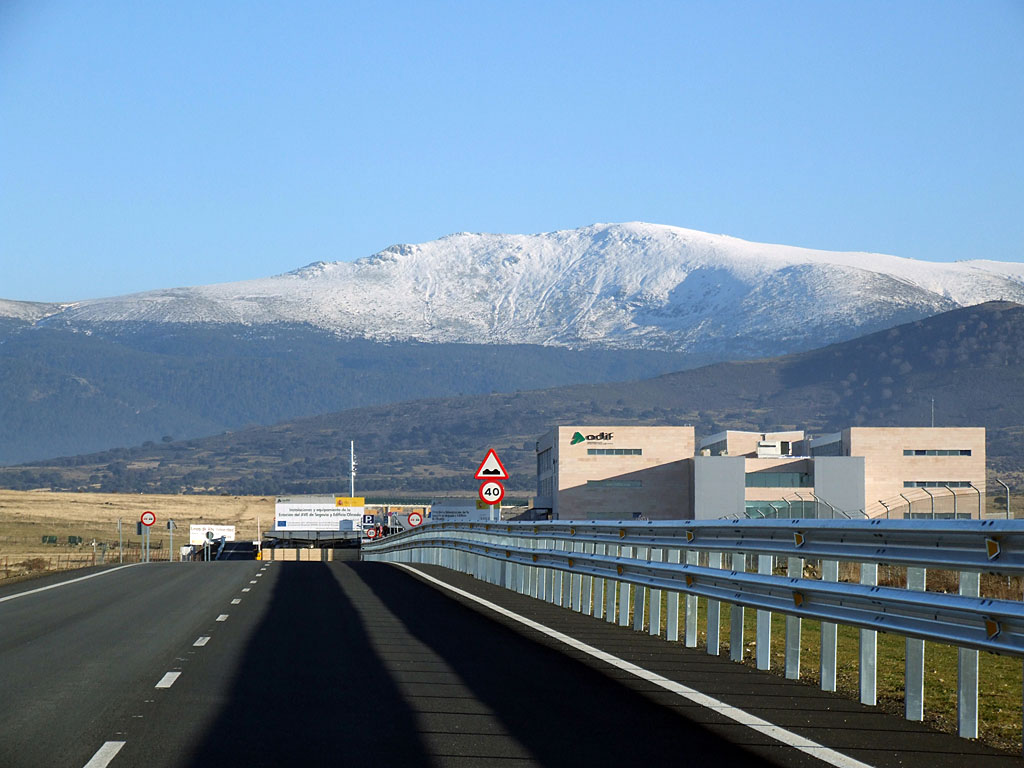
Peñalara, la montaña más alta de la sierra, desde la provincia de Segovia.

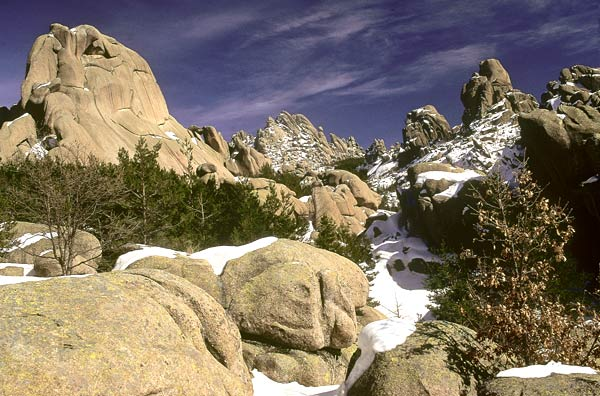
Formaciones de granito en las Torres de La Pedriza.

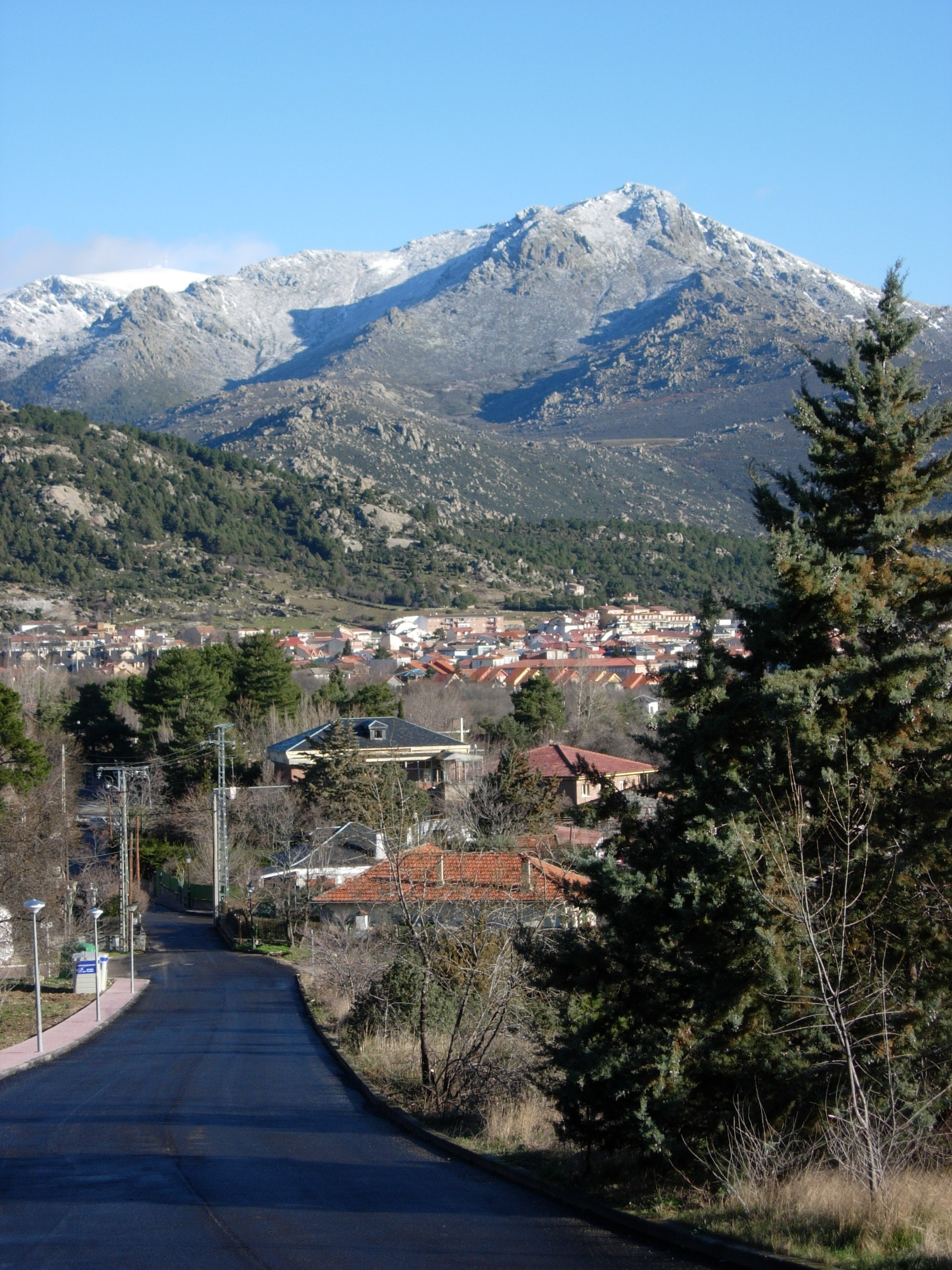
La Maliciosa.

La sierra de Guadarrama es una alineación montañosa cuyas montañas presentan siluetas que son, en la mayoría de los casos, redondeadas. Sin embargo, hay montañas con un relieve más escarpado y abrupto que el de la mayoría, como son los casos del Risco de los Claveles, La Maliciosa, las Torres de La Pedriza, Siete Picos y El Yelmo, entre otros. En la siguiente lista están las principales montañas independientes ordenadas según altitud:
- Peñalara (2428 metros), el más alto de la sierra de Guadarrama.
- Cabezas de Hierro (2383 m), el más alto de la Cuerda Larga.
- Cerro de Valdemartín (2280 m).
- Alto de las Guarramillas o Bola del Mundo (2265 m).
- La Maliciosa (2227 m).
- El Nevero (2209 m).
- La Pinareja (2197 m), el más alto de La Mujer Muerta.
- Montón de Trigo (2161 m).
- Siete Picos (2138 m).
- La Najarra (2108 m).
- Reajo Alto (2102 m).
- La Flecha (2077 m).
- El Cancho (2042 m).
- Torres de La Pedriza (2029 m), el más alto de La Pedriza.
- Peña el Águila (2008 m).
- La Peñota (1945 m).
- Cueva Valiente (1903 m).
- Perdiguera (1862 m), el más alto de la sierra de la Morcuera.
- Colgadizos (1833 m), el más septentrional de la sierra.
- Cabeza Líjar (1824 m).
- Monte Abantos (1753 m), uno de los más meridionales de la sierra.
- Los Fantasmas (1729 m), cumbre más alta de la Pedriza Anterior.
- El Yelmo (1717 m), cumbre de La Pedriza.
- Cabeza Mediana (1691 m).
- La Atalaya (1647 m).
- Cerro de Las Cardosillas (1636 m).
- San Benito (1626 m).
- Cancho Gordo (1564 m), el más alto de la sierra de La Cabrera.
- Cabeza Reina (1470 m)
- Las Machotas, formadas por la Machota Alta (1466 m) y la Machota Baja (1410 m).
- Cerro de San Pedro (1425 m), monte isla de la vertiente sur.
- El Estepar (1404 m), el más alto de la sierra del Hoyo de Manzanares.
- Cerro Cañal (1331 m).
- La Almenara (1259 m).

Al final de este artículo hay un Anexo con todas las cumbres destacadas de la sierra de Guadarrama.

### Geología

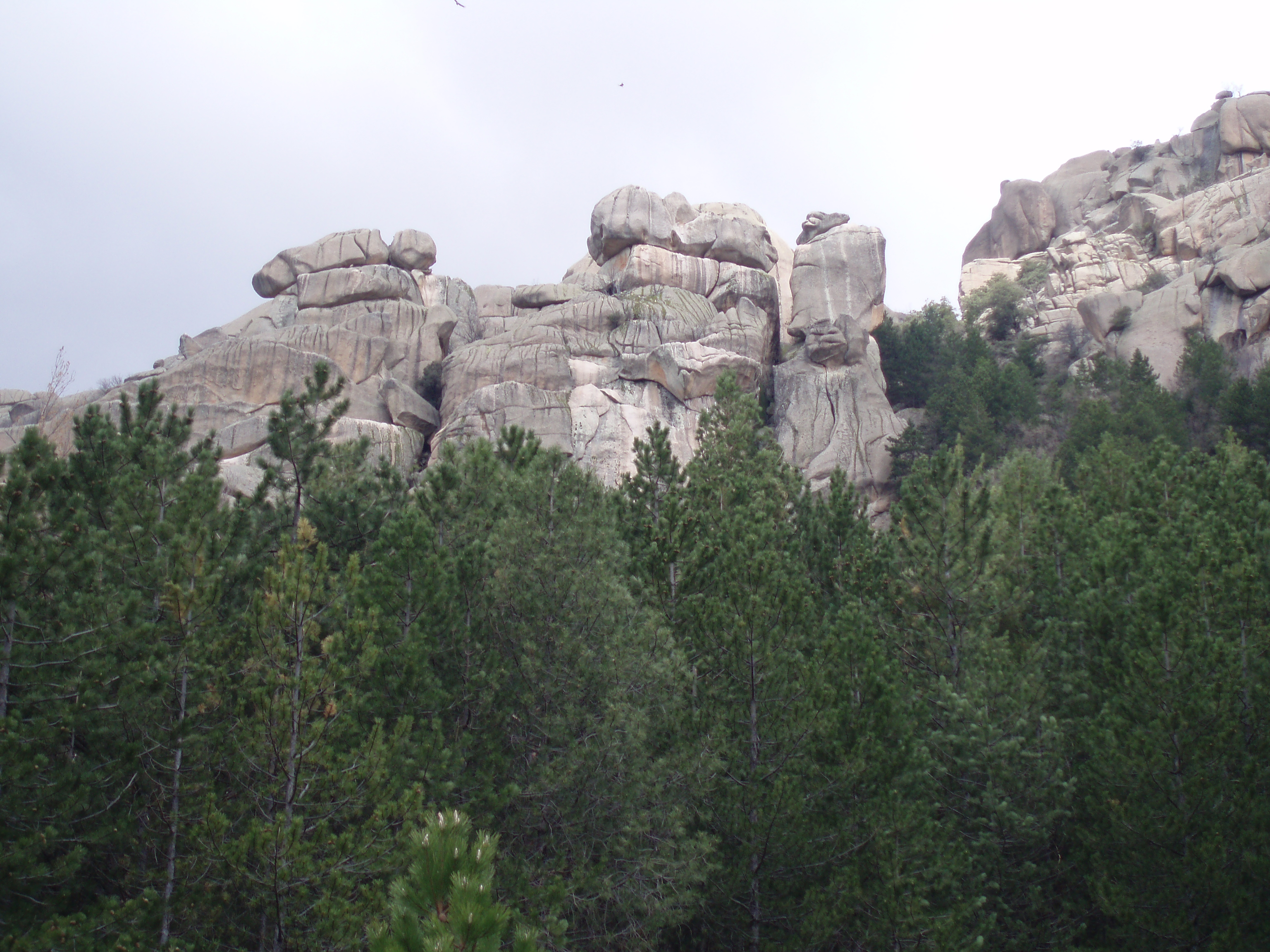
Riscos de rocas aborregadas de granito en La Pedriza.

La sierra de Guadarrama es el resultado del choque de las placas correspondientes a la Submeseta Sur y a la Submeseta Norte, ambas pertenecientes a la Meseta Central de la península ibérica. Esta sierra se levantó durante la orogenia alpina (era Terciaria), aunque los materiales sobre los que se asienta (el zócalo granítico meseteño) sean anteriores (de la orogenia herciniana). Las rocas han sufrido una fuerte erosión, por lo que se han aplanado mucho tanto en las cumbres como en las estribaciones septentrionales y meridionales. Esta sierra es un sistema montañoso más antiguo que otras montañas, como son los Pirineos, los Alpes, los Andes o el Himalaya. Las rocas más abundantes son el granito y el gneis, siendo un ejemplo de formaciones destacable de este tipo las de El Berrocal de Ortigosa del Mote declarado en 2006 lugar de Interés Geológico, con bolos de granito con una edad de 300 millones de años.

#### Formación

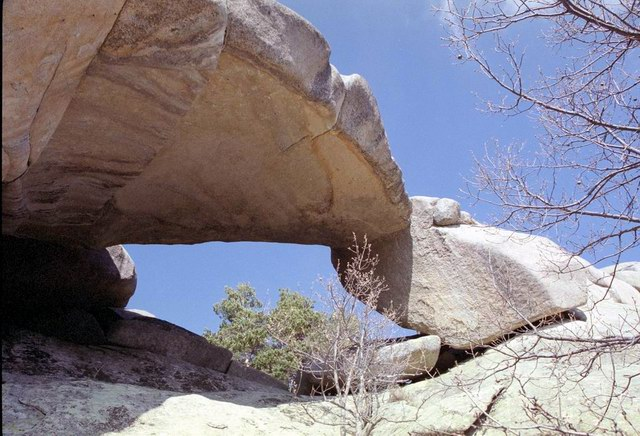
Puente de los Pollos, en La Pedriza. Es una de las formaciones geológicas más singulares de la sierra.

En el paleozoico medio (hace entre 360 y 290 millones de años), un sustrato inicial de antiguos granitos y sedimentos se empezó a plegar y metamorfizar, originándose los gneises. Durante el paleozoico superior (entre 290 y 250 ma.) dichos materiales se fracturan. Se inicia el emplazamiento en superficie de masas magmáticas, dando lugar a los granitos. En la fase final de esta era se produce la elevación general de toda la Cordillera.
Desde finales del Paleozoico y durante el Mesozoico (entre 250 y 65 ma.) se inician los procesos de erosión y desmantelamiento del relieve. También durante este último se produce una trasgresión marina, quedando en la superficie zonas subacuáticas (puede que en aquel momento la sierra no fuese más que un islote poco elevado sobre el mar) y formándose cuencas de sedimentación recubriendo las llanuras con sedimentos que darán lugar a las calizas. Estas se localizan hoy en los bordes de las sierras y algunas de sus fosas interiores, algunos ejemplos se pueden encontrar en El Vellón, La Pinilla y Patones.
En el Cenozoico o Terciario (entre 65 y 1,8 ma.), se reactivan los procesos que provocan la elevación de la sierra y la compartimentación en bloques tal y como los encontramos. La erosión del macizo rocoso provoca el relleno sedimentario de las cuencas con Arcosas. La acción glaciar del Cuaternario (hace 1,8 ma. hasta hoy) acabaría de modelar varios de los relieves actuales de la sierra con pequeños circos de tipo pirenaico, algunos ejemplos se encuentran en el Parque natural de Peñalara, en el entorno de El Nevero y La Maliciosa. En definitiva en los últimos millones de años, la acción glaciar, la consolidación de la red de ríos y la excavación de valles y terrazas dan lugar a la morfología actual del terreno.

#### Glaciarismo

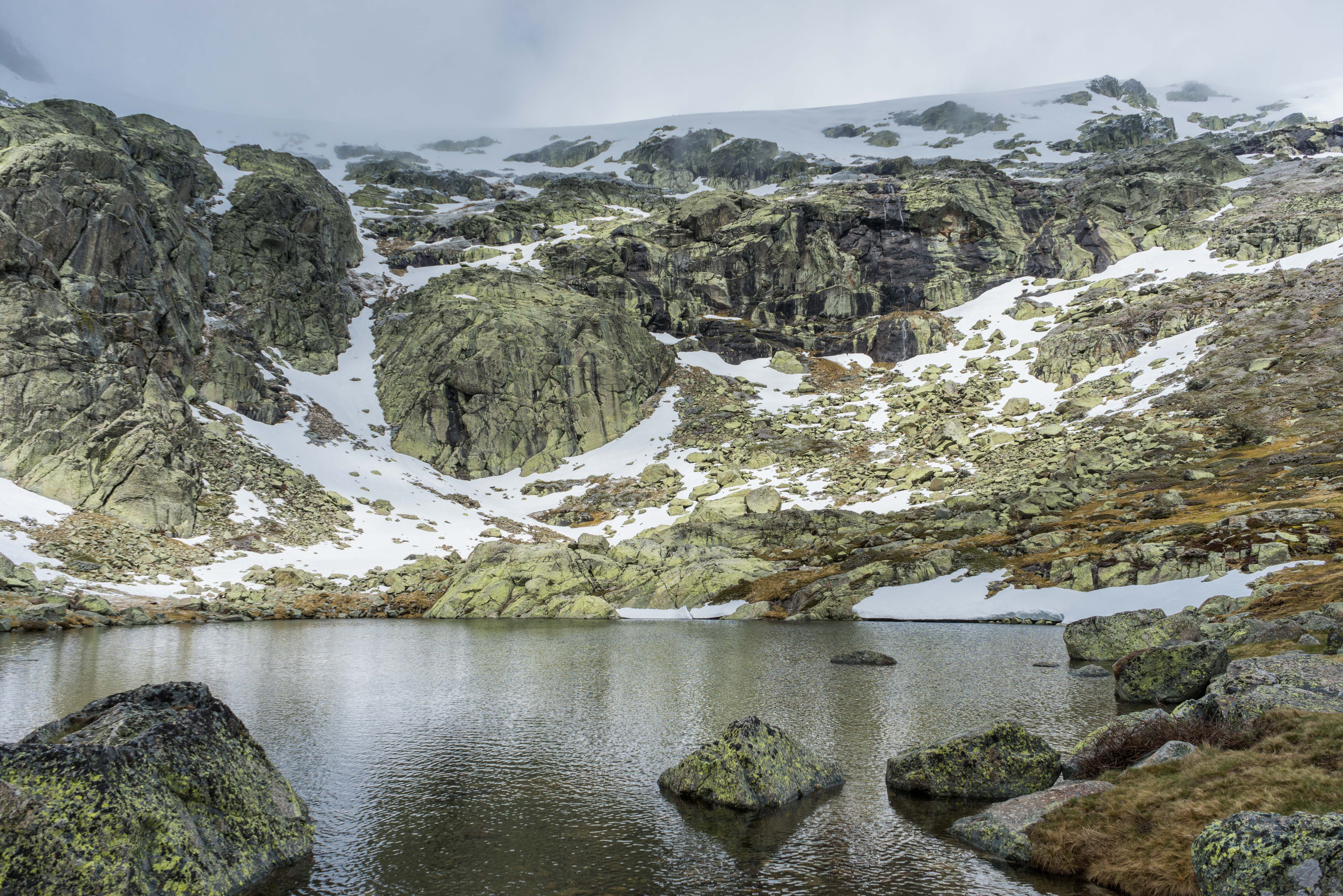
Circo glaciar de Peñalara.

En varios lugares de la sierra se pueden encontrar restos de los glaciares que existieron en el Cuaternario, es decir, hace 1,8 millones de años. Por lo general, circos glaciares, morrenas, lagunas glaciares y demás rastros glaciares aparecen por encima de los 1900 metros de altitud, pero estos restos se concentran en determinadas zonas de la sierra.

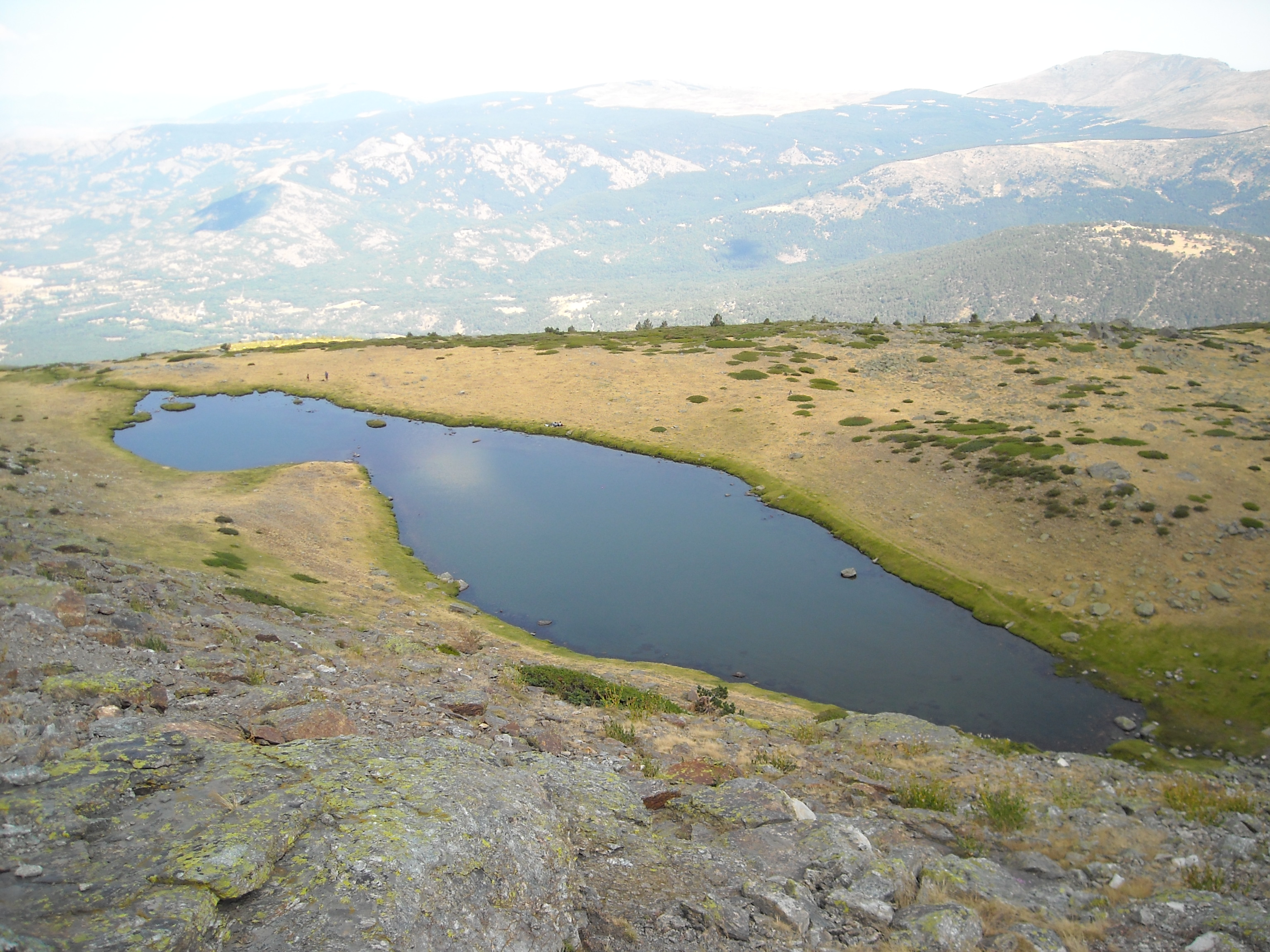
Laguna de los Pájaros

La zona donde más restos glaciares hay, con gran diferencia, es la zona alta de la vertiente este de Peñalara, es decir, los terrenos que ocupaba el parque natural de Peñalara. En este sitio existen tres circos glaciares, numerosas morrenas de diversos tamaños y antigüedades y más de veinte lagunas de origen glaciar de diversos tamaños y características. Las dos más grandes de ellas (ambas permanentes) son la laguna grande de Peñalara y la laguna de los Pájaros, situadas ambas por encima de los 2000 metros de altitud. El circo glaciar más grande de esta zona es el circo de Peñalara, que se divide en dos sectores y tiene una superficie aproximada de 140 hectáreas. Hay otros circos de menor tamaño como la Hoya de Pepe Hernando y el Hoyo Poyales.
Otra zona donde hay restos glaciares es en la zona central de los Montes Carpetanos, concretamente entre el puerto de Malagosto y el de Navafría. En toda esta franja, en la parte más alta de la vertiente sur existen una serie de pequeños circos glaciares con diferente grado de desarrollo: algunos de gran extensión, como el Hoyo Grande de Navafría, y otros con un acusado desnivel vertical consecuencia del patrón de fracturación que forma grandes escalones en el seno del circo. Algunos de estos circos son el de Hoyos de Pinilla, Hoyo de Peñacabra, Hoyo Cerrado y Hoyo Borrascoso. Algunos de ellos presentan pequeñas lagunas glaciares temporales, como el de los Hoyos de Pinilla, bajo el pico del Nevero.
En otras montañas de más de 2000 metros de altitud hay pequeños restos glaciares de menor importancia que los anteriores. En La Maliciosa hay rocas aborregadas-estriadas y pequeños circos en las partes más altas de Cuerda Larga.

## Municipios cercanos

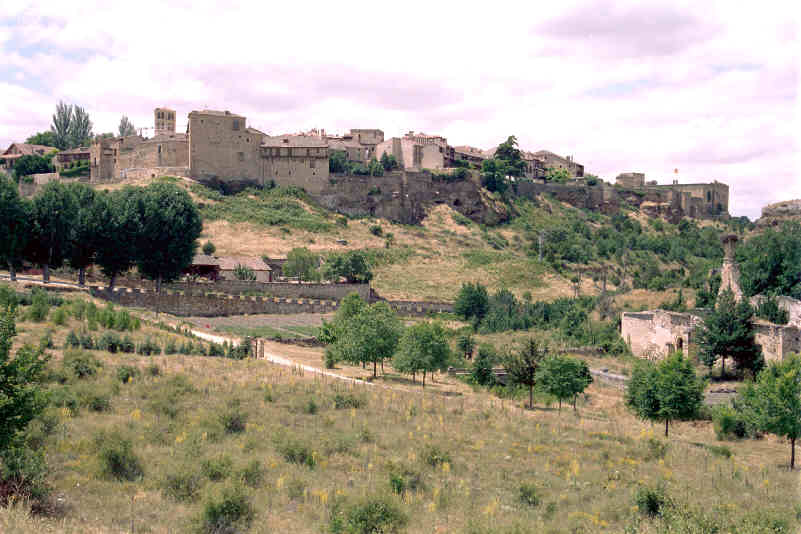
Vista de Pedraza (Segovia) con su muralla medieval.

La sierra de Guadarrama está rodeada de poblaciones importantes que albergan multitud de segundas residencias, ocupadas en periodos vacacionales. La presión urbanística en la vertiente sureste de la sierra, es decir, en la parte de la Comunidad de Madrid, es muy fuerte y está motivada en parte por la gran cantidad de gente que quiere adquirir una vivienda vacacional cercana a la sierra. Las ciudades más importantes son San Lorenzo de El Escorial, Los Molinos, Guadarrama, Cercedilla, Moralzarzal, Alpedrete, Santa María de la Alameda, Navacerrada, Manzanares el Real, Miraflores de la Sierra, Bustarviejo, Rascafría y Buitrago del Lozoya en la Comunidad de Madrid; San Rafael, Los Ángeles de San Rafael, El Espinar y Real Sitio de San Ildefonso en la provincia de Segovia; y Peguerinos y Las Navas del Marqués en la provincia de Ávila.

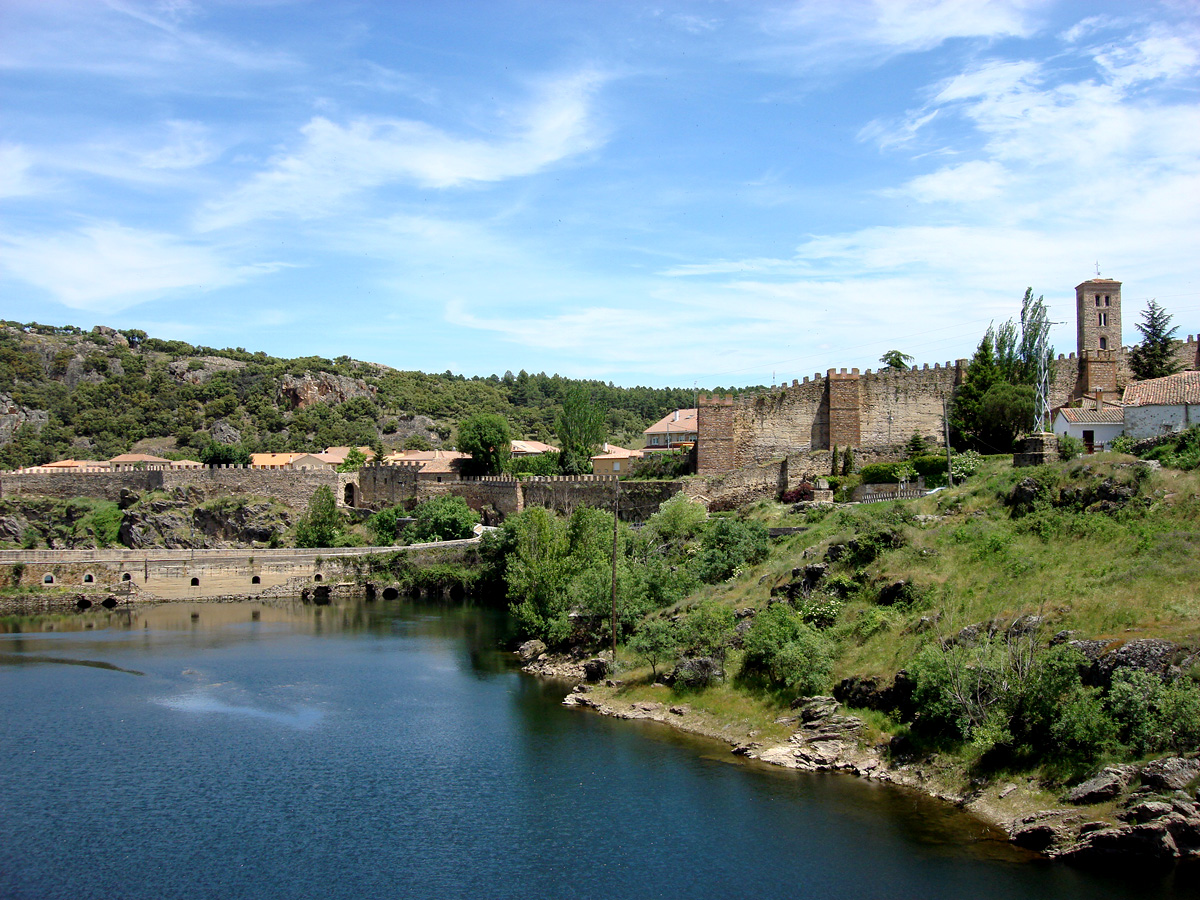
Buitrago del Lozoya (Madrid), en un meandro del río Lozoya.

Todos estos pueblos son punto de partida de al menos un camino que recorre las laderas de la sierra, y hacen la función de centro de turismo al disponer de hoteles, restaurantes y tiendas. Aunque estos municipios están en el pie de las montañas, se sitúan la mayoría por debajo de los 1200 metros. Collado Villalba (Madrid) y Segovia (Castilla y León) son dos ciudades que hacen de núcleos demográficos y de comunicaciones en la sierra, aunque estén a unos 15 km de distancia de las montañas. La sierra de Guadarrama hace la función de «telón de fondo» para las ciudades de Madrid y Segovia.
Algunos municipios del entorno de la sierra conforman conjuntos urbanos con un gran interés histórico, arquitectónico o urbanístico. Uno de estos pueblos es Pedraza, ubicado en la parte norte de la vertiente segoviana. Su casco antiguo se asienta rodeado de una muralla medieval y un castillo. El ambiente medieval que se conserva en las calles y plazas de este pueblo es el motivo por el que Pedraza recibiera el título de Conjunto Monumental en 1951.
En la zona norte de la sierra y en la vertiente madrileña está Buitrago del Lozoya, un pueblo cuyo casco antiguo está rodeado por una muralla de origen árabe y por el río Lozoya. El conjunto urbano del centro histórico y su castillo dan lugar a uno de los pueblos que mejor conservan su arquitectura popular.

## Hidrografía

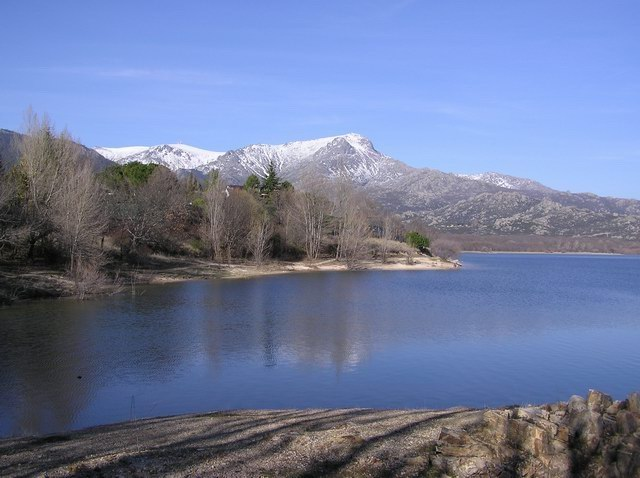
Embalse de Navacerrada.

La sierra de Guadarrama hace de divisoria entre las cuencas de los ríos Duero, al noroeste, y Tajo, al sureste. En estas montañas nacen numerosos arroyos y algunos ríos importantes. En la vertiente segoviana nacen el río Moros, el Eresma, que más tarde pasa por Segovia, el río Duratón, el Voltoya, el Pirón y el Cega, que son afluentes del Duero. En la vertiente madrileña nace el río Guadarrama, que da nombre a la sierra y pasa por el municipio de Guadarrama, el río Manzanares, que pasa por Madrid, el río Cofio y el Lozoya, que transcurre por el valle homónimo. Todos estos ríos son afluentes o subafluentes del Tajo, que desemboca, al igual que el Duero, en el océano Atlántico. Las abundantes aguas subterráneas dan lugar a muchas fuentes naturales distribuidas por toda la sierra. El agua procedente de la sierra se caracteriza por un sabor muy agradable, pues el gneis y el granito, las rocas más abundantes de la sierra, desprenden muy pocos minerales.

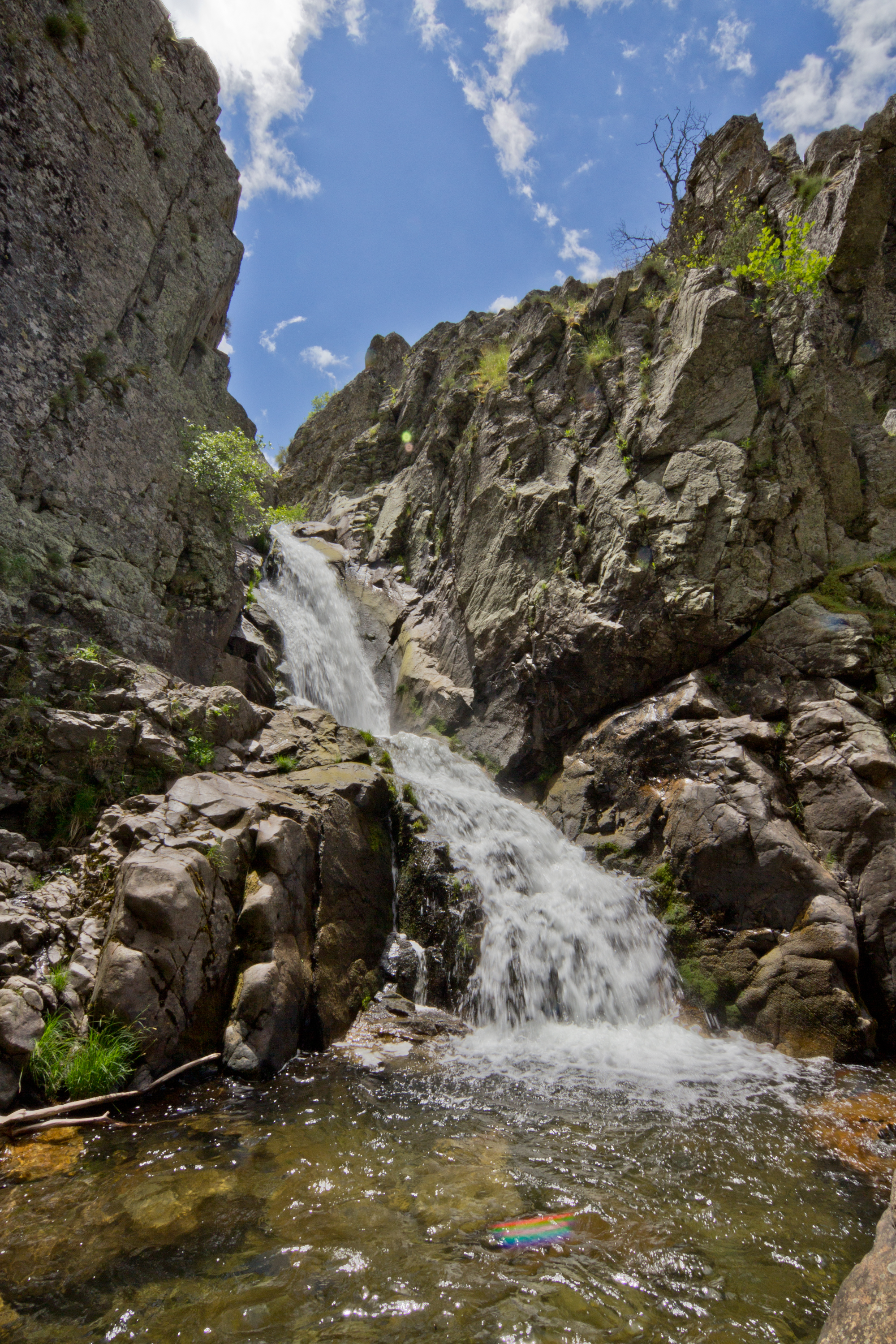
Una de las cascadas del Purgatorio, en el suroeste del valle del Lozoya.

En la zona de los 2000 m de la vertiente este del pico de Peñalara, hay una serie de pequeñas lagunas de origen glaciar dentro de un área protegida; las más importantes son la laguna grande de Peñalara, la laguna chica de Peñalara, la laguna de los Claveles y la laguna de los Pájaros. En la cara sur del pico El Nevero hay dos pequeñas lagunas glaciares temporales situadas en el fondo de un circo conocido como hoyos de Pinilla.

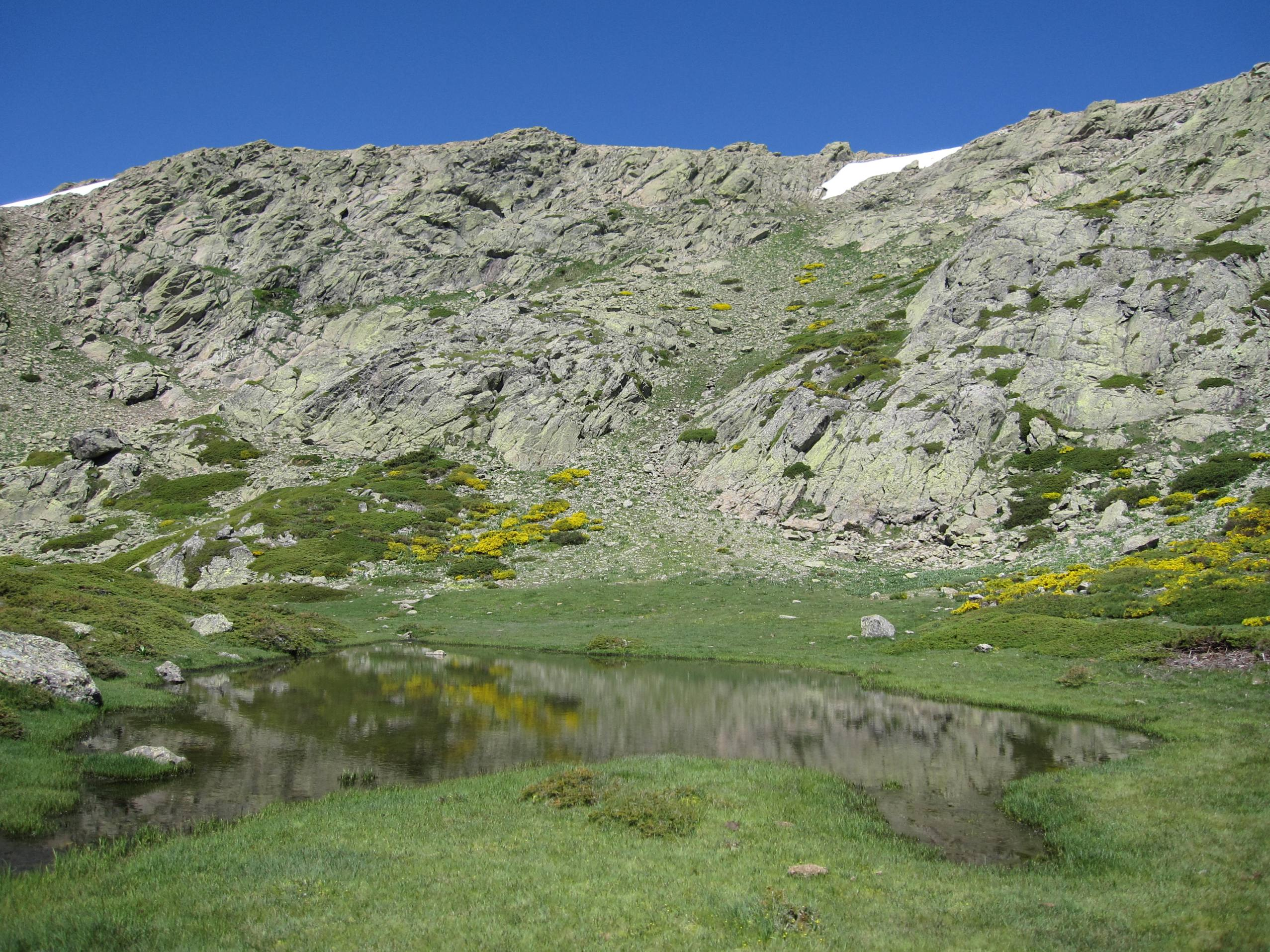
Laguna glaciar de hoyos de Pinilla, situada en la cara sur del pico El Nevero.

En toda la sierra existen varias cascadas notables por su tamaño y belleza que reciben cientos de visitantes cada año. Las más importantes son la Ducha de los alemanes en el valle de la Fuenfría, los chorros del Manzanares al oeste de La Pedriza, la chorrera de Mojonavalle en la vertiente norte de la sierra de la Morcuera, el chorro de Navafría en la vertiente noroeste de los Montes Carpetanos, las cascadas del Purgatorio en la zona alta del valle del Lozoya y la chorrera de San Mamés en la vertiente sureste de los Montes Carpetanos. El chorro Grande, situado a 3 km al noreste de La Granja de San Ildefonso, es la cascada con mayor desnivel de la sierra, con 80 metros de altura; está próxima además a las Calderas del río Cambrones, unas pozas de marmita de gigante de origen fluvioglaciar y alto valor natural.
Los embalses que se encuentran propiamente dentro de la sierra son de pequeño volumen pero hay un gran número de ellos. En la vertiente segoviana los más destacados son el de Peces, el de Revenga, el del Pontón, el del Pirón y el del Tejo. En la vertiente madrileña los más señalados son el embalse del Tobar, el de la Jarosa, el de Navacerrada y el de Pinilla. Más alejados de la sierra y en la Comunidad de Madrid se encuentran tres embalses de un tamaño mucho mayor: el de Valmayor, el de Santillana y el del Pardo. El embalse de El Villar es la primera presa de bóveda construida en el mundo.

## Flora y fauna

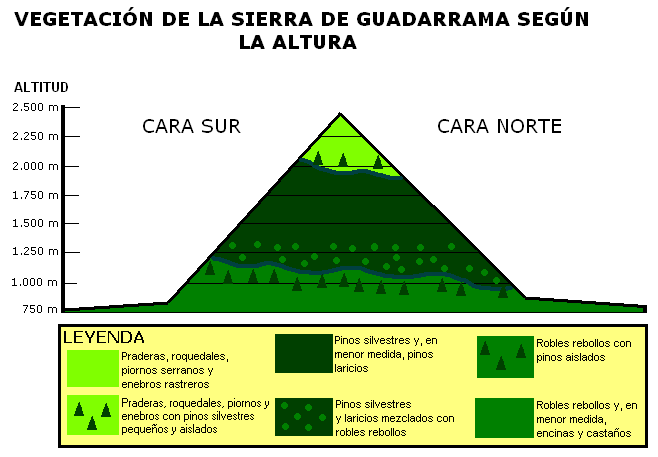
Esquema de la vegetación de la Sierra de Guadarrama según la altitud y vertiente.

La flora y fauna de la sierra de Guadarrama tiene una gran diversidad de especies. Las especies animales y vegetales que habitan en la sierra constituyen una síntesis entre las especies propias de climas y paisajes mediterráneos, como son las llanuras de la Meseta Central, y de especies propias de la montaña alpina y pirenaica. En la sierra hay más de 1280 especies animales diferentes, de las que 13 están en peligro de extinción, más de 1500 plantas autóctonas y treinta tipos de vegetación distintos.

### Flora

#### Por encima de los 1800 metros

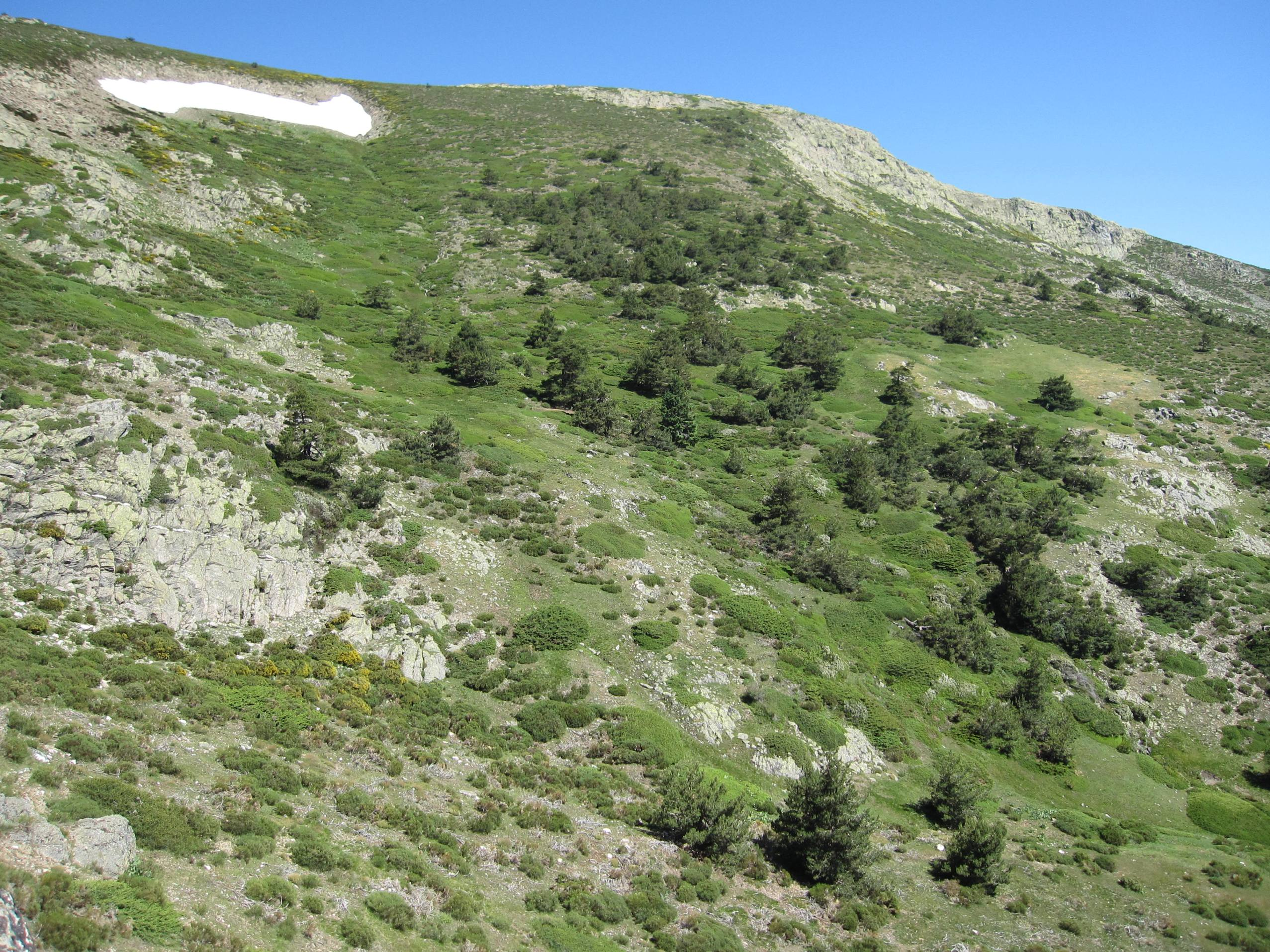
El paisaje por encima de los 1800 metros está dominado por especies arbustivas rastreras como los piornos y enebros. Los pinos silvestres son escasos y de poca altura. En el entorno de los arroyos abundan las praderas de cervuno y hasta bien entrado el verano se pueden ver neveros.

Se encuentran cubiertas las laderas de esta sierra, en el piso alpino (por encima de los 1800 m), por pastizales de cervuno aprovechados por la ganadería extensiva que produce carne de excelente calidad y certificada como «Ternera de Guadarrama». En esta zona también abundan matorrales rastreros de alta montaña, de los cuales los dos más abundantes son el piorno serrano y el enebro rastrero. Estos arbustos no crecen en altura debido al viento, que suele soplar muy fuerte en todas las épocas del año. Los pocos pinos silvestres que existen en estas altitudes son aislados y de poca altura debido al fuerte viento y las temperaturas. Las cumbres de esta sierra son islas ecológicas donde hay especies propias de latitudes mucho mayores y que han sobrevivido la última desglaciación.

#### Entre los 2000 y 1000 metros

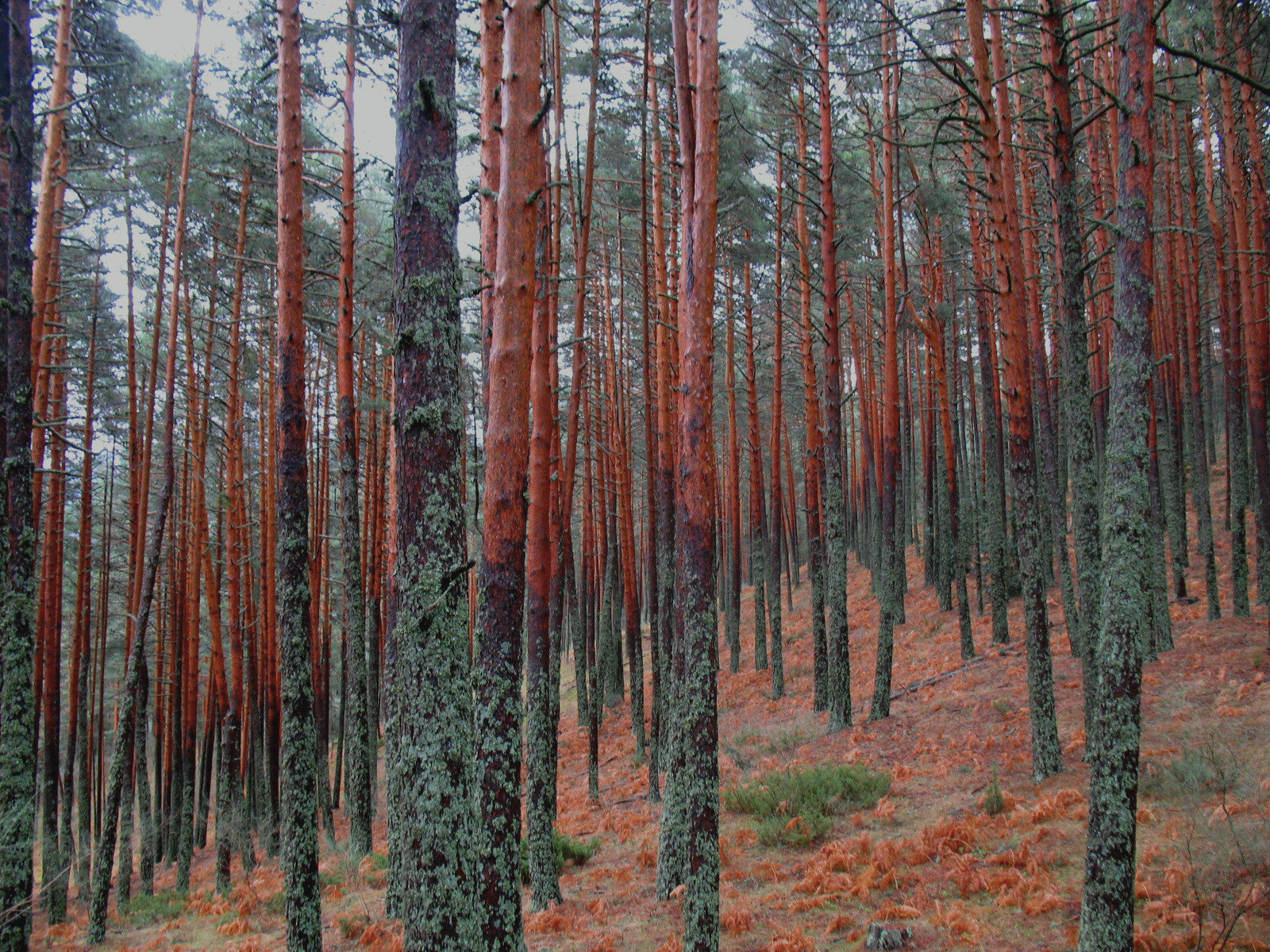
Bosque de pino silvestre con sotobosque de helecho. Esta combinación de especies vegetales es la más abundante en estas montañas.

En los pisos subalpino y montano se hallan algunos de los mejores bosques naturales de pino silvestre que existen en España, como son los de la Sociedad Belga de los Pinares del Paular en Rascafría, en la vertiente madrileña, y el pinar de Valsaín en Segovia. Este último es de los pocos montes de titularidad estatal en España (pertenece a Parques Nacionales), y que está ordenado desde el siglo XVIII, explotándose desde entonces sin interrupción hasta hoy. El pino silvestre es con diferencia la especie arbórea más abundante en toda la sierra, aunque también se pueden encontrar zonas boscosas de pino rodeno y laricio en zonas más bajas, y de manera más aislada fresnos y abedules. Entre los matorrales representativos de este piso climático destacan los helechos, los enebros y retamas. A esta altitud se encuentra el árbol más viejo de la sierra y de la Comunidad de Madrid. Es el tejo de Barondillo, de unos 2000 años, ubicado en la zona alta del valle del Lozoya.

#### Por debajo de los 1400 metros

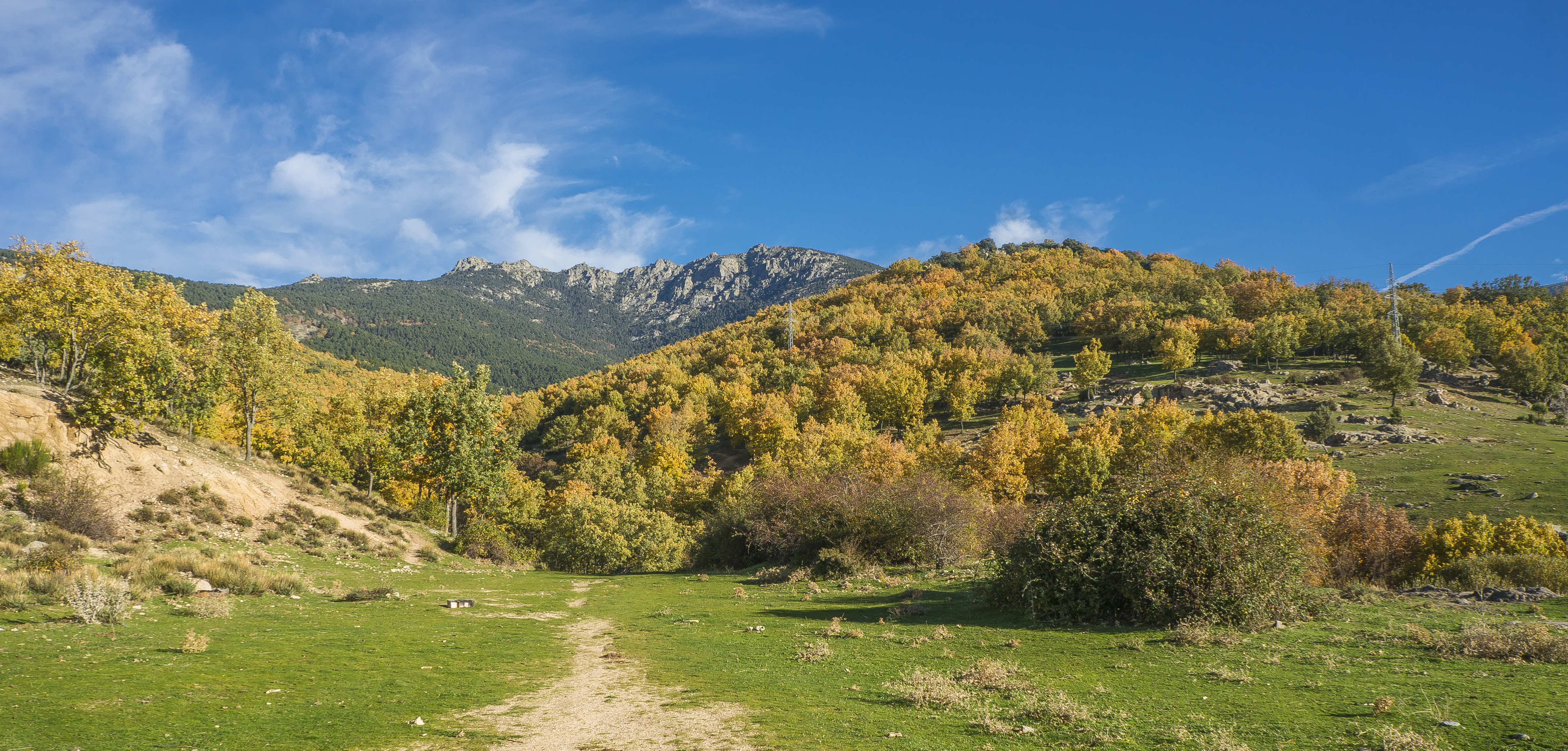
Zona boscosa en otoño

Por debajo de los pinares, el piso montano está cubierto por robledales de rebollo (Quercus pyrenaica L), que en ocasiones invaden la zona de pinar ocasionando problemas, ya que no se pueden talar los rebollos por estar protegidos. Estos rebollares se emplean para surtir de leña a todos los pueblos serranos repartiendo las «suertes» de leña entre los vecinos cada temporada.[cita requerida] Otra especie arbórea que se puede encontrar a esta altitud es el abedul, que aparece formando espesos bosques, y los árboles frondosos de ribera, que se dan cerca de cauces de agua. Por debajo de los 900 metros aparecen las encinas, uno de los árboles más característicos de la Meseta Central. En este piso climático, la diversidad de especies matorrales es mayor que en alturas superiores y varía mucho dependiendo de la altitud. Se pueden encontrar especies arbustivas propias del clima mediterráneo continentalizado.
En la zona norte de la vertiente noroeste abundan los enebros y sabinas, que llegan a formar pequeños bosques. En la zona más suroccidental de la sierra, las formaciones forestales, cambian de especies; así los pinos silvestres se cambian por pinos piñoneros (Pinus pinea L), mientras que los robles se ven sustituidos por quejigos y encinas, al ser esta una zona más baja y con menos precipitaciones. En los pinares de Navafría (zona norte de la vertiente segoviana) hay algunas hayas, una especie muy poco frecuente en estas latitudes, aunque en épocas más frías abundaban en la sierra.

#### Lista de especies vegetales

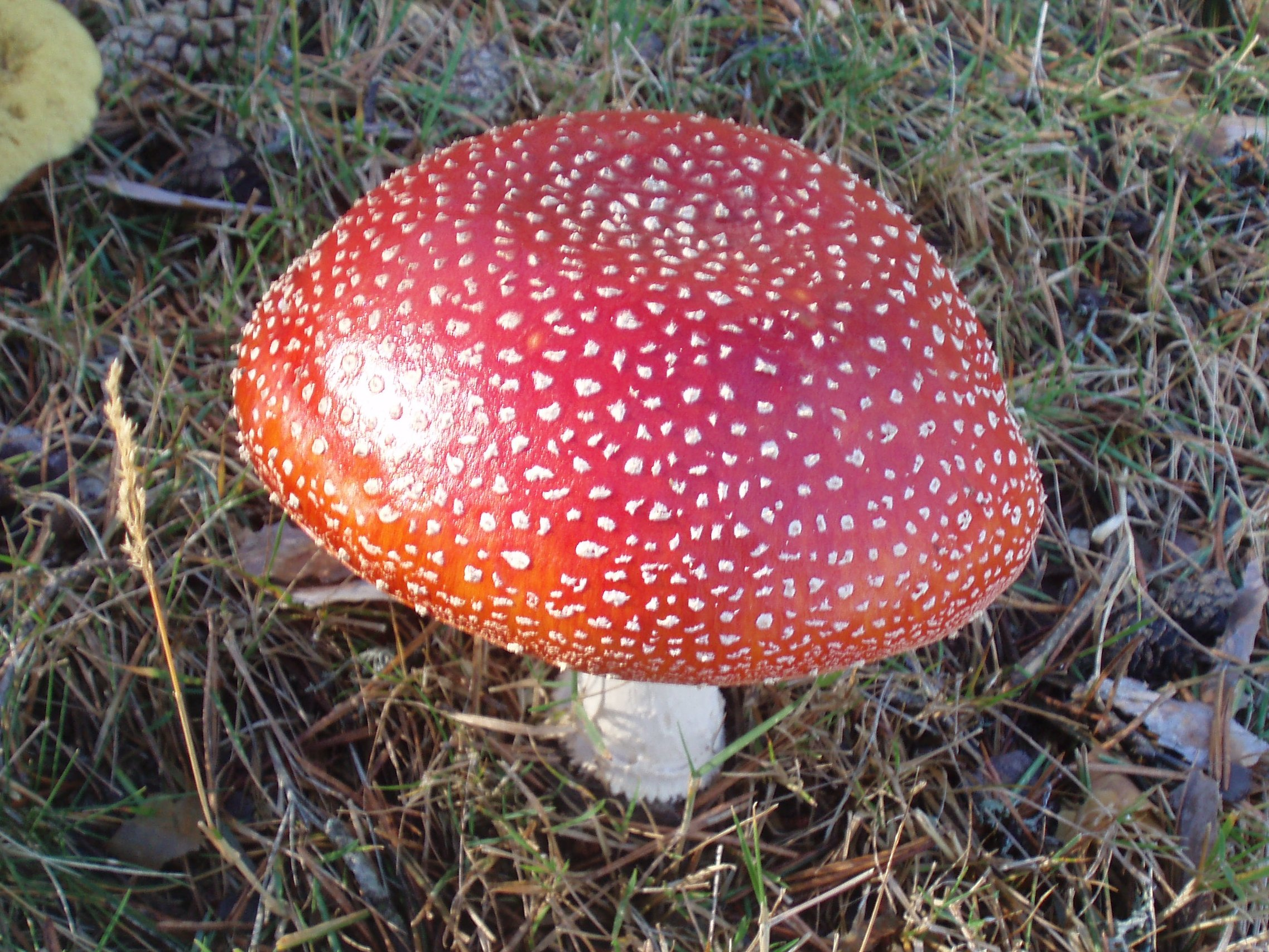
Seta venenosa Amanita muscaria. Durante el otoño en las laderas boscosas de la sierra aparecen bastantes setas, algunas de ellas comestibles.

ÁrbolesPino laricio, rodeno y silvestre; acebo, alcornoque, aliso, arce, avellano, abedul, boj, castaño, encina, quejigo, rebollo, sabina, serval y tejo.
MatorralesBrezo, cantueso, enebro, gayuba, helecho, jara, majuelo, piorno, retama, romero y tomillo.
Hongos abundantes en los pinaresAmanita, Colmenilla, níscalo, lepiota, rebozuelo y seta de cardo.

#### Pinares de la sierra

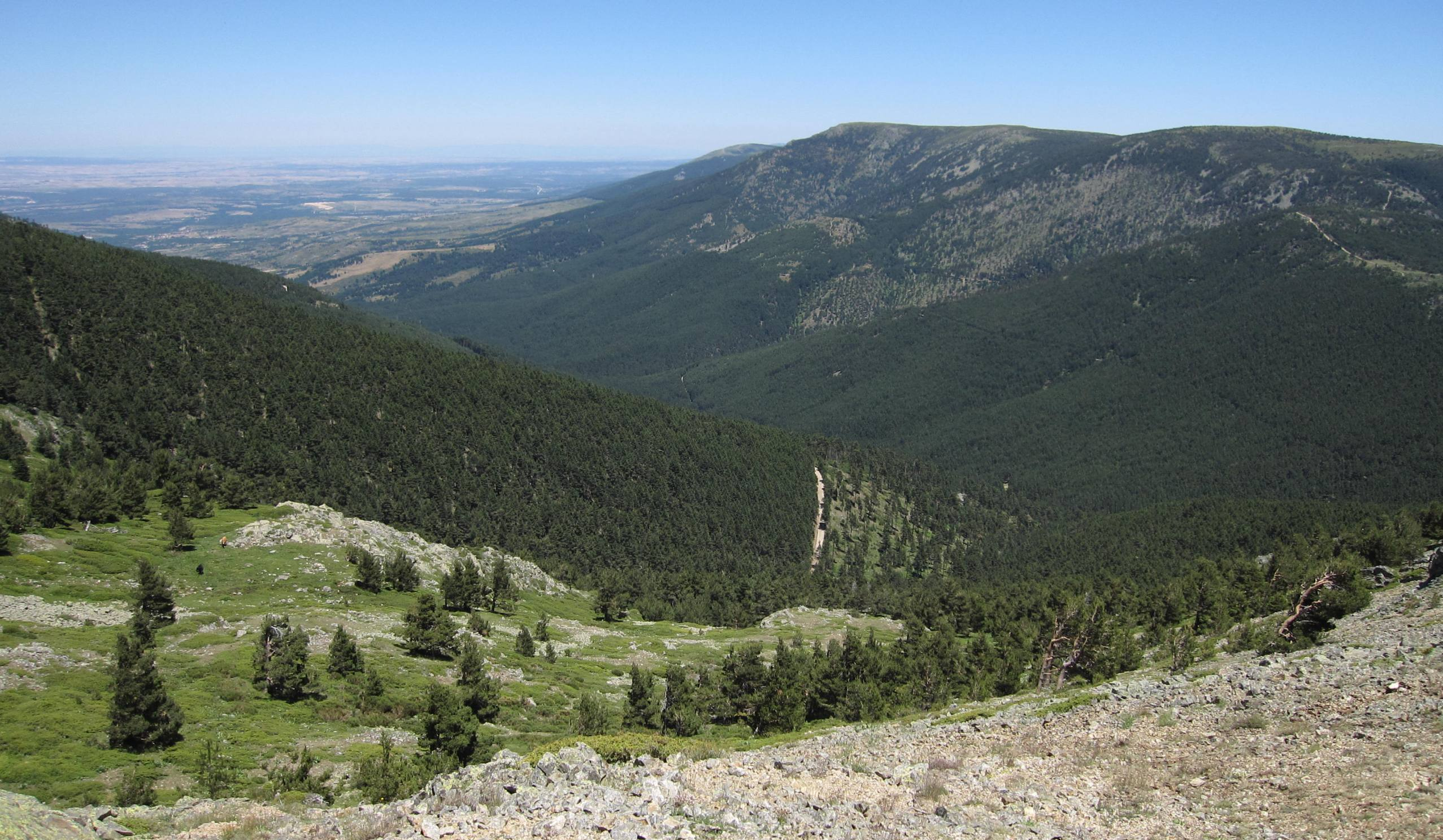
Bosque del entorno de Navafría.

En estas montañas existen una serie de pinares excepcionales tanto por sus dimensiones como por sus estados de conservación. Esto es debido en gran parte a una explotación responsable y organizada. Estas masas arbóreas se extienden en las dos vertientes entre aproximadamente los 1000 y 1900 metros de altitud. Algunos pinares desaparecieron a lo largo de los siglos por culpa de una explotación desproporcionada y mal controlada. Actualmente quedan los que han tenido más suerte y algunos otros reforestados durante el siglo XX. Cinco de estos grandes bosques naturales de pino silvestre son los siguientes:

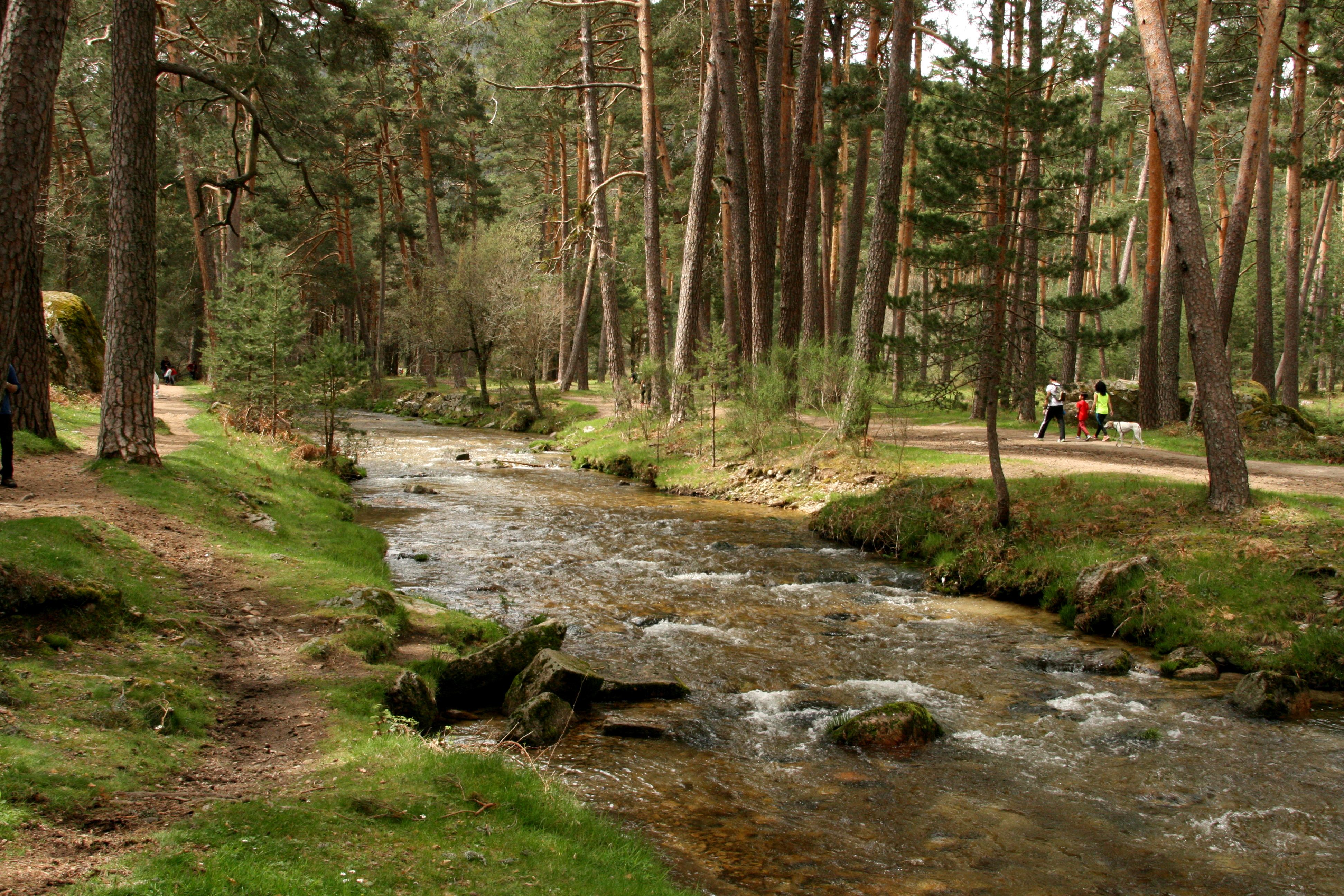
Bosque de pino silvestre y río Eresma en el valle de Valsaín.

Pinar de ValsaínSituado en el valle de Valsaín (Segovia), es el más extenso de todos y uno de los más conocidos. Abarca algo más de 10 000 ha de las que tres cuartas partes forman una masa continua de pino, mientras que el resto se combina con robledal. Los continuos cambios de propiedad del bosque hacen que decrezca su superficie hasta que en 1940 pasa a ser propiedad del estado español. Este pinar alberga ejemplares centenarios y en él nidifican más de cien especies de aves. La calidad de la madera que en él se extrae es reconocida a nivel internacional.
Pinar de los BelgasSituado en la angosta cabecera del valle del Lozoya (Madrid), es uno de los más extensos y mejor conservados de estas montañas gracias a la gestión que hizo la Sociedad Belga de Pinares al adquirirlo tras la Desamortización de Mendizábal en el siglo XIX. Alberga rincones húmedos donde afloran abedules, álamos temblones, tejos y acebos.
Pinar de la Garganta de El EspinarSus más de 3000 ha cubren casi toda la superficie del valle del río Moros (Segovia). El pueblo de El Espinar compró este bosque en 1381 y desde entonces la vida social y económica del municipio se vio ligada íntimamente al pinar. Entre estos árboles hicieron algunas de las primeras prácticas los primeros Ingenieros de Montes de España. Especies como el águila imperial y el buitre negro anidan en este pinar.
Pinar de NavafríaEn el valle de Navafría se extiende este denso bosque que traspasa la línea de cumbres y alcanza el lado madrileño. Alberga una gran cantidad de aves y en sus fondos abundan los arroyos y cascadas, como el chorro de Navafría. Las zonas más húmedas dan cobijo a especies poco comunes en esta latitud como las hayas. Su estudio y ordenación se llevaron a cabo en la última mitad del siglo XIX.
Pinar de La Fuenfría, Siete Picos y NavacerradaSe extiende de oeste a este desde el valle de La Fuenfría hasta el de la Barranca (Madrid). Su densidad y extensión se pueden apreciar por cualquiera de las vías que lo atraviesan, ya sean carreteras, calzadas romanas, caminos o vías férreas. En las zonas más bajas se combina con robledales y en ocasiones sobrepasan las líneas de cumbres para unirse con los pinares de El Espinar y Valsaín.

### Fauna

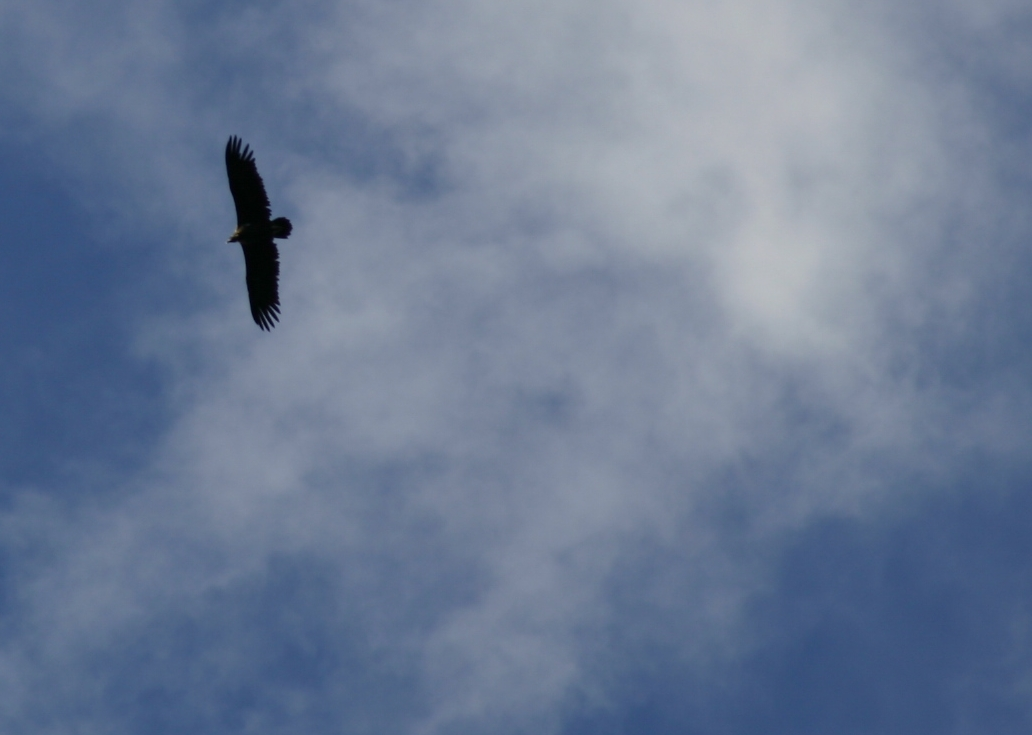
Buitre negro.

En estos ecosistemas desarrolla su vida una gran cantidad y variedad de fauna salvaje, encontrándose mamíferos como ciervos, jabalíes, corzos, gamos, tejones, varios mustélidos, gatos monteses, zorros, liebres, etc.; una gran cantidad de especies de aves acuáticas en el embalse de Santillana y otros, y grandes rapaces como el águila imperial o el buitre negro, entre otras. El 45% de las especies existentes en España, así como el 18% de las europeas, tienen representación en este espacio natural.
Hay que destacar la existencia de aves migratorias que habitan temporalmente la sierra de Guadarrama. Autillos, halcones abejeros, milanos negros y reales, abejarucos, numerosas especies de anátidas son algunas de estas especies. A principios de otoño, las grullas que pasaron el verano en el norte de Europa atraviesan los cielos de esta sierra en su viaje a las dehesas de Extremadura. A finales de invierno llegan de África las cigüeñas y aves rapaces migratorias. Algunas de las especies animales en peligro de extinción que habitan esta sierra son el águila imperial, la cigüeña negra o el lobo.
Lista de especies animales

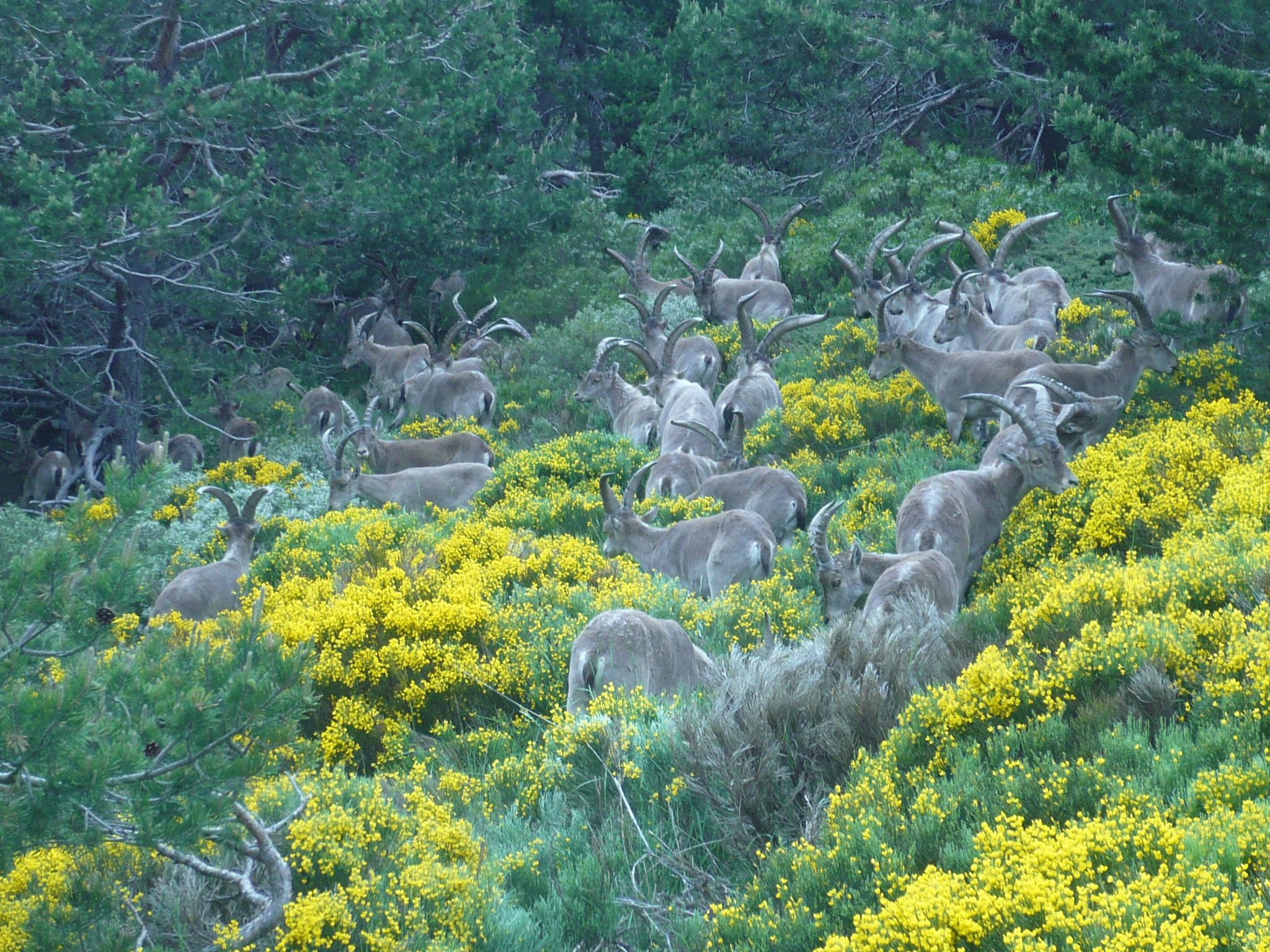
Grupo de cabras montesas macho en la sierra.

Entre los reptiles y anfibios se encuentran las culebra lisa y viperina, víbora hocicuda, lagarto verdinegro y ocelado, salamandra y sapo. Dentro de los mamíferos existen especies como la Ardilla, comadreja, cabra montés, conejo, corzo, gineta, jabalí, liebre, lirón careto, lobo, nutria, tejón y zorro.
Entre las aves destacan abejaruco, abubilla, agateador común, alcaudón real, arrendajo, carbonero, codorniz, cuco, chocha perdiz, chochín, chova piquirroja, herrerillo capuchino y común, martín pescador, mirlo acuático y común, reyezuelo, oropéndola, perdiz, petirrojo y picapinos. Dentro de la rapaces hay águila real, calzada y culebrera, búho real y chico, buitre negro y leonado, cárabo, cernícalo, lechuza, milano real y negro, mochuelo y ratonero; y entre las acuáticas ánade real, focha, garza real, porrón, somormujo y zampullín.
En la fauna piscícola se encuentran especies como trucha común, trucha arco iris y carpa.
Entre los invertebrados destaca la espectacular mariposa Graellsia isabellae, descubierta por el entomólogo Mariano de la Paz Graells durante el reinado de Isabel II, a quien está dedicado el nombre específico. Fue descrita en 1849, en el Monte de Pinares Llanos, término municipal de Peguerinos (Ávila).

## Problemas ambientales

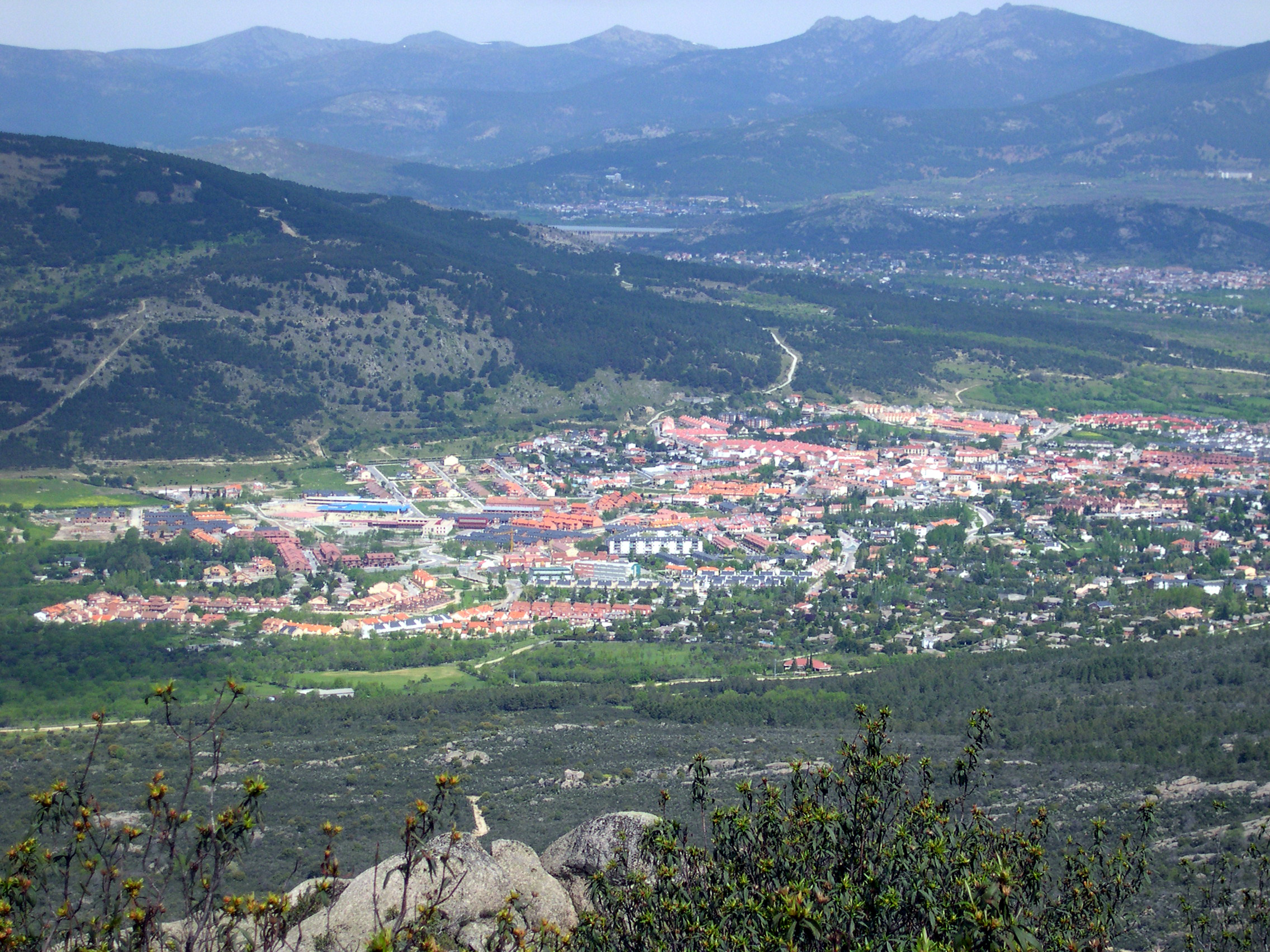
Vista aérea de Moralzarzal, uno de los municipios situados en la sierra cuya superficie urbana más ha crecido en los últimos años.

El clima del centro de la península ibérica es el mediterráneo continentalizado, caracterizado, en parte, por la escasez de precipitaciones durante el verano. Es por este hecho por el que los bosques de la sierra de Guadarrama corren un alto riesgo de sufrir los incendios forestales que todos los veranos azotan España. En agosto de 1999, en la ladera este del Monte Abantos (Madrid) un incendio arrasó una importante superficie forestal en la que hoy crecen nuevos ejemplares de reforestación. Para evitar sucesos similares se cuenta con la colaboración de la población del área.
Otro gran problema ambiental al que se enfrenta esta sierra es el gran crecimiento urbanístico que se da en muchos municipios de la vertiente de la Comunidad de Madrid. Hubo muchas polémicas en la primera década del siglo XXI por casos de especulación urbanística en los que se construyen urbanizaciones de viviendas en espacios recalificados, es decir, en espacios que anteriormente estaban protegidos. La creación del Parque nacional de Guadarrama ayudaría a frenar el avance de las ciudades en la sierra de Guadarrama, aunque varios grupos de ecologistas no confían en la eficacia de esta medida y criticaron el PORN aprobado por la Comunidad de Madrid en noviembre de 2009. Por ejemplo, Ecologistas en Acción considera que «este documento, que debería incrementar la protección de la sierra, es un cheque en blanco a las reclasificaciones, a la construcción indiscriminada en suelo protegido y a la destrucción del puerto de Navacerrada. [...] resaltando [...] la reducción de los niveles actuales de protección, la flexibilidad en materia urbanística y las directrices de aplicación en el puerto de Navacerrada que queda excluido de cualquier figura de protección».

## Clima

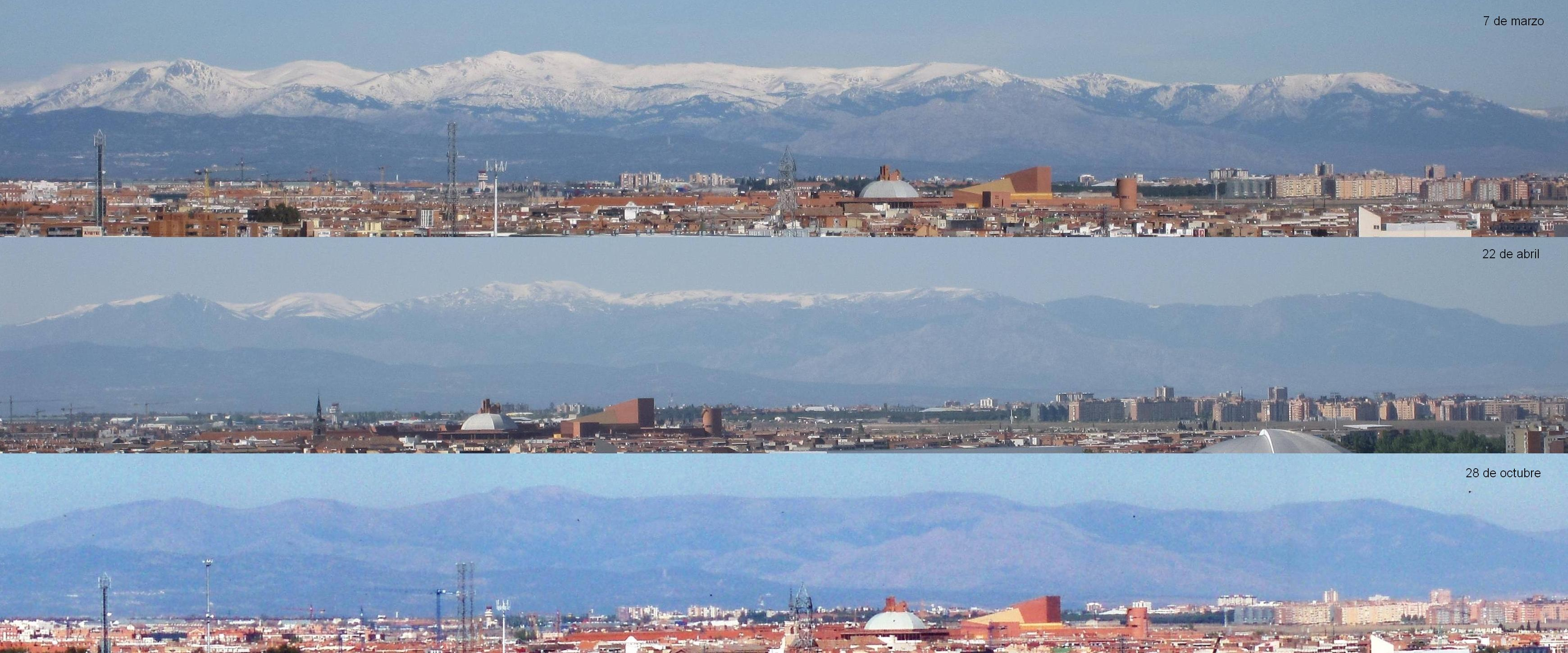
Cara sur de Cuerda Larga vista en invierno (arriba), primavera (centro) y otoño (abajo).

La sierra de Guadarrama se encuentra en una zona en la que el clima es mediterráneo continentalizado, caracterizado por temperaturas que varían mucho del verano al invierno y por tener un verano muy seco. Pero, como en cualquier zona montañosa, el clima en esta sierra varía notablemente con la altura, por lo que hay que diferenciar las distintas zonas climáticas.

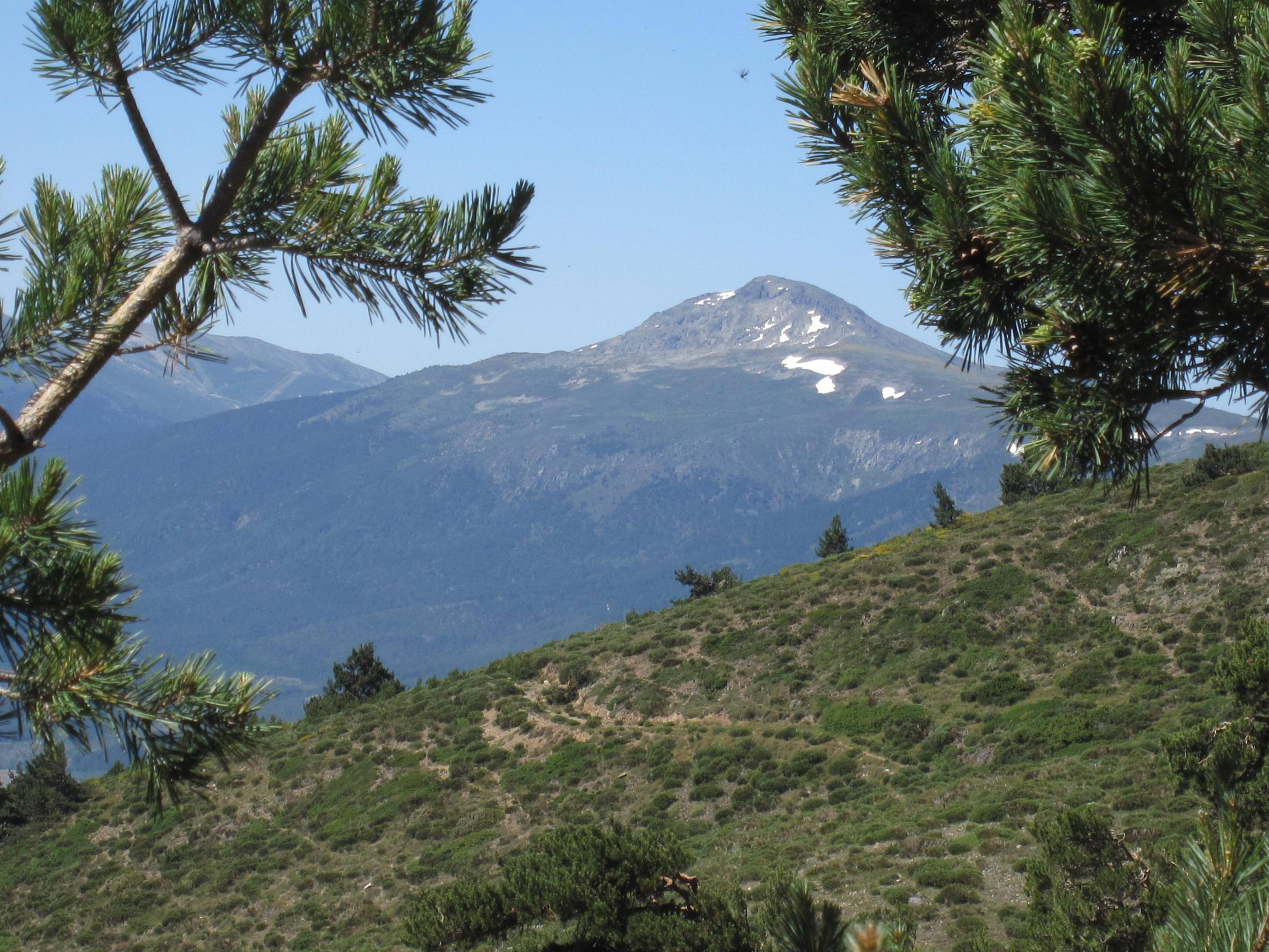
Cara norte del macizo de Peñalara a finales de junio. Los neveros de esta sierra suelen aguantar por encima de los 2000 metros de altitud hasta bien entrado julio. El nevero que más tiempo resiste está en la cara norte de Peñalara y en años de mucha nieve se mantiene hasta bien entrado agosto.

Entre los 800 y 1400 metros de altitud, las precipitaciones anuales medias se sitúan entre los 700 y 800 mm, siendo bastante más escasas durante el verano. La temperatura media en esta zona está entre los 10 y 11 °C, llegando a máximas en verano de 28 °C y a mínimas en invierno de -6 °C. En esta franja, las precipitaciones suelen ser en forma de nieve entre los meses de diciembre y febrero, aunque siempre hay excepciones, y la nieve precipitada se mantiene en el suelo durante poco más de tres días debido a las temperaturas. En esta zona se encuentran todas las ciudades y pueblos cercanos a la sierra y es, por tanto, la más acosada por la presión urbanística.

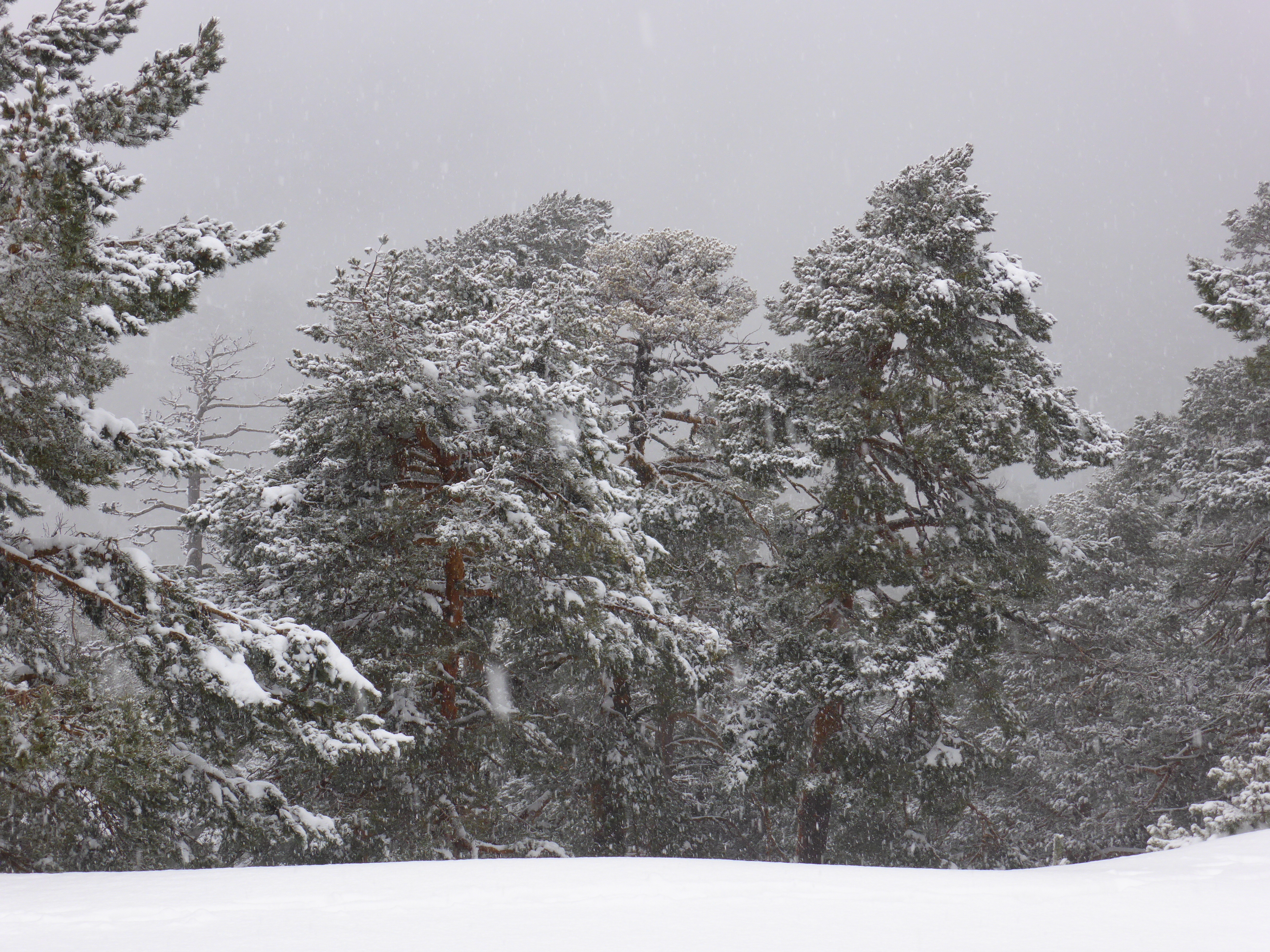
Nevando en el Puerto de Cotos. Pinus sylvestris.

Entre los 1400 y 2000 metros de altitud, las precipitaciones anuales medias se sitúan entre los 900 y 1000 mm, siendo más escasas durante el verano y más abundantes según se gana altura. La temperatura media en esta zona está entre los 8 y 9 °C, llegando a máximas en verano de 25 °C y a mínimas en invierno de -8 °C. En esta franja, las precipitaciones suelen ser en forma de nieve entre los meses de diciembre y abril, aunque siempre hay excepciones, y la nieve precipitada permanece en el suelo de una forma permanente durante el invierno, aguantando congelada más tiempo en la vertiente norte (Segovia y Ávila).

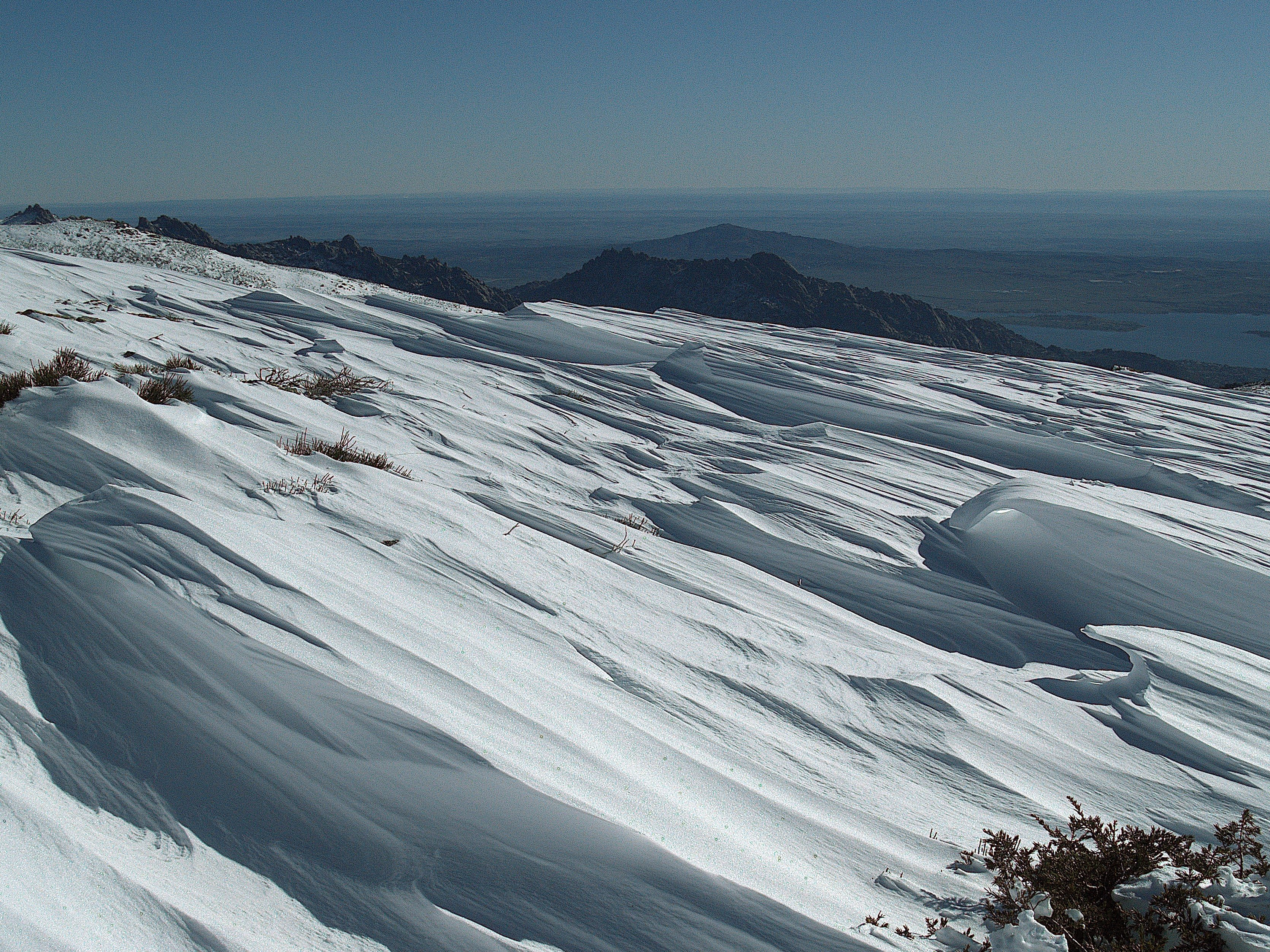
Nieve cerca de la Bola del Mundo.

Entre los 2000 y 2428 metros de altitud, las precipitaciones anuales medias se sitúan entre los 1200 y 2500 mm, siendo más escasas durante el verano y más abundantes según se gana altura. La temperatura media en esta zona está entre los 6 y 7 °C, llegando a máximas en verano de 22 °C y a mínimas en invierno de -12 °C. Las precipitaciones suelen ser en forma de nieve entre los meses de noviembre y mayo y la nieve precipitada permanece en el suelo durante todo el invierno y gran parte de la primavera. Hasta la mitad del siglo XX los neveros en estas cotas persistían habitualmente durante todo el verano, aunque desde entonces esto se da solo muy raramente.
En resumen, el clima de la sierra de Guadarrama es bastante húmedo, bastante más que el de la Meseta Central y por lo general frío, más cuanto mayor sea la altitud. En las cornisas y picos el viento suele ser muy intenso y las tormentas en todo el entorno de la sierra son más frecuentes que en la meseta.
Tabla de temperaturas medias según la altitud
| Altitud     | T.ª en invierno | T.ª en primavera y otoño | T.ª en verano |
| ----------- | --------------- | ------------------------ | ------------- |
| 2428-2000 m | –1 / –9 °C      | 8 / –3 °C                | 20 / 5 °C     |
| 2000-1400 m | 3 / –3 °C       | 11 / 5 °C                | 23 / 7 °C     |
| 1400-800 m  | 4 / –2 °C       | 15 / 7 °C                | 25 / 11 °C    |

| Parámetros climáticos promedio de Puerto de Navacerrada (1894 m) | Parámetros climáticos promedio de Puerto de Navacerrada (1894 m) | Parámetros climáticos promedio de Puerto de Navacerrada (1894 m) | Parámetros climáticos promedio de Puerto de Navacerrada (1894 m) | Parámetros climáticos promedio de Puerto de Navacerrada (1894 m) | Parámetros climáticos promedio de Puerto de Navacerrada (1894 m) | Parámetros climáticos promedio de Puerto de Navacerrada (1894 m) | Parámetros climáticos promedio de Puerto de Navacerrada (1894 m) | Parámetros climáticos promedio de Puerto de Navacerrada (1894 m) | Parámetros climáticos promedio de Puerto de Navacerrada (1894 m) | Parámetros climáticos promedio de Puerto de Navacerrada (1894 m) | Parámetros climáticos promedio de Puerto de Navacerrada (1894 m) | Parámetros climáticos promedio de Puerto de Navacerrada (1894 m) | Parámetros climáticos promedio de Puerto de Navacerrada (1894 m) |
| Mes                                                              | Ene.                                                             | Feb.                                                             | Mar.                                                             | Abr.                                                             | May.                                                             | Jun.                                                             | Jul.                                                             | Ago.                                                             | Sep.                                                             | Oct.                                                             | Nov.                                                             | Dic.                                                             | Anual                                                            |
| ---------------------------------------------------------------- | ---------------------------------------------------------------- | ---------------------------------------------------------------- | ---------------------------------------------------------------- | ---------------------------------------------------------------- | ---------------------------------------------------------------- | ---------------------------------------------------------------- | ---------------------------------------------------------------- | ---------------------------------------------------------------- | ---------------------------------------------------------------- | ---------------------------------------------------------------- | ---------------------------------------------------------------- | ---------------------------------------------------------------- | ---------------------------------------------------------------- |
| Temp. máx. abs. (°C)                                             | 16.3                                                             | 16.8                                                             | 18.6                                                             | 22.6                                                             | 25.4                                                             | 29.9                                                             | 30.8                                                             | 31.8                                                             | 30.8                                                             | 23.4                                                             | 20.0                                                             | 17.0                                                             | 31.8                                                             |
| Temp. máx. media (°C)                                            | 2.0                                                              | 2.5                                                              | 4.7                                                              | 5.7                                                              | 10.2                                                             | 16.3                                                             | 21.2                                                             | 21.2                                                             | 16.6                                                             | 9.8                                                              | 5.4                                                              | 3.2                                                              | 9.9                                                              |
| Temp. media (°C)                                                 | -0.6                                                             | -0.2                                                             | 1.5                                                              | 2.5                                                              | 6.5                                                              | 11.9                                                             | 16.2                                                             | 16.3                                                             | 12.4                                                             | 6.7                                                              | 2.8                                                              | 0.7                                                              | 6.4                                                              |
| Temp. mín. media (°C)                                            | -3.1                                                             | -2.9                                                             | -1.7                                                             | -0.8                                                             | 2.8                                                              | 7.5                                                              | 11.3                                                             | 11.3                                                             | 8.2                                                              | 3.6                                                              | 0.2                                                              | -1.7                                                             | 2.9                                                              |
| Temp. mín. abs. (°C)                                             | -18.2                                                            | -18.6                                                            | -14.7                                                            | -11.0                                                            | -8.0                                                             | -3.4                                                             | 0.0                                                              | 0.2                                                              | -3.0                                                             | -7.6                                                             | -11.8                                                            | -20.3                                                            | -20.3                                                            |
| Precipitación total (mm)                                         | 141                                                              | 116                                                              | 92                                                               | 138                                                              | 142                                                              | 71                                                               | 33                                                               | 24                                                               | 63                                                               | 143                                                              | 186                                                              | 176                                                              | 1325                                                             |
| Días de precipitaciones (≥ 1 mm)                                 | 12                                                               | 11                                                               | 10                                                               | 13                                                               | 13                                                               | 8                                                                | 4                                                                | 3                                                                | 7                                                                | 11                                                               | 12                                                               | 13                                                               | 117                                                              |
| Días de nevadas (≥ )                                             | 13                                                               | 12                                                               | 11                                                               | 13                                                               | 5                                                                | 1                                                                | 0                                                                | 0                                                                | 1                                                                | 3                                                                | 8                                                                | 11                                                               | 78                                                               |
| Horas de sol                                                     | 108                                                              | 107                                                              | 159                                                              | 160                                                              | 209                                                              | 275                                                              | 339                                                              | 323                                                              | 212                                                              | 146                                                              | 108                                                              | 93                                                               | 2239                                                             |
| Humedad relativa (%)                                             | 82                                                               | 83                                                               | 78                                                               | 81                                                               | 76                                                               | 66                                                               | 54                                                               | 54                                                               | 65                                                               | 81                                                               | 83                                                               | 83                                                               | 73.8                                                             |
| [cita requerida]                                                 |                                                                  |                                                                  |                                                                  |                                                                  |                                                                  |                                                                  |                                                                  |                                                                  |                                                                  |                                                                  |                                                                  |                                                                  |                                                                  |

## Comunicaciones

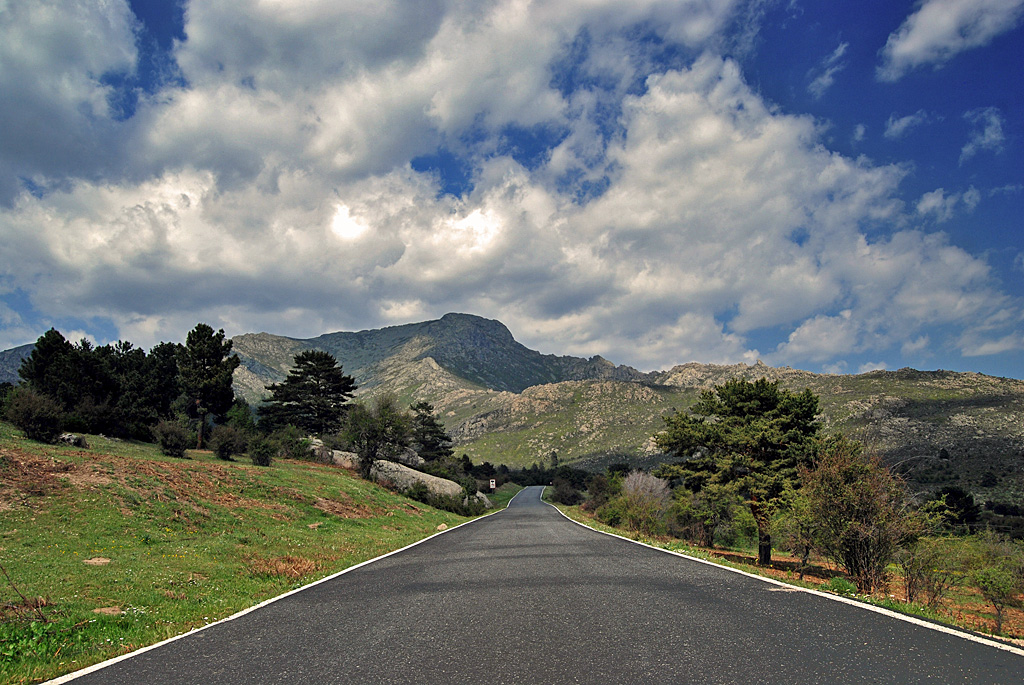
Carretera de la Barranca y pico de la Maliciosa de fondo

En su condición de frontera natural, la sierra de Guadarrama es atravesada por importantes vías de comunicación entre el norte y el sur de la península. Del siglo I d. C. data la calzada romana de la Fuenfría que atraviesa el puerto del mismo nombre. Parte de la localidad de Cercedilla y aún se puede ascender hoy en día pisando sobre sus piedras. Esta calzada llega a Segovia y continúa hacia el norte. Durante la Reconquista y la Edad Media tuvo mucha importancia el puerto de Valathome o de Tablada, llamado por los musulmanes «camino de Humayd», famoso por los hechos que narra el arcipreste de Hita en su Libro del Buen Amor, y por lo que en 1930 fue declarada monumento natural la Peña del Arcipestre de Hita. El puerto de Tablada fue sustituido a mediados del siglo XVIII por el puerto de Guadarrama o Alto del León, paso de la carretera nacional VI que une Madrid y La Coruña. Más tarde se construyeron nuevos pasos como el puerto de Navacerrada, paso de la carretera entre Madrid y Segovia, el puerto de Somosierra, por donde transcurre la autovía A-1 Madrid-Irún y el túnel de carretera de Guadarrama de la autopista del Noroeste. También hay restos de calzadas romanas entre los municipios de Zarzalejo y Robledo de Chavela.

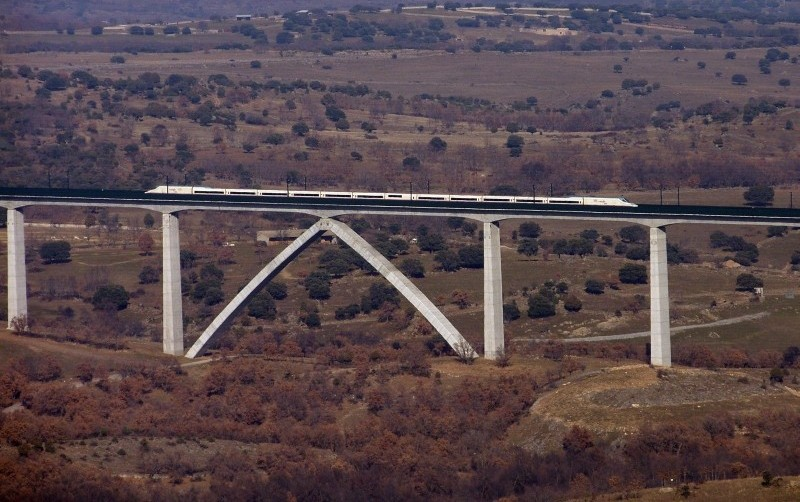
Viaducto Arroyo del Valle, al pie del pico de La Najarra.

La Carretera de la República es la única vía de la sierra cuya construcción no se ha concluido gracias a la presión de grupos ecologistas. Comenzó a construirse en los años 1930 y las obras acabaron durante la Segunda República (de ahí su nombre). Actualmente es una pista forestal sin asfaltar con tres miradores que asciende por el valle de la Fuenfría hasta el puerto del mismo nombre.
La sierra es atravesada por los ferrocarriles de media velocidad Madrid-Ávila, Madrid-Segovia y Madrid-Burgos, que conectan por vía férrea Madrid con toda la mitad norte de España. Desde el 22 de diciembre de 2007, el túnel ferroviario de alta velocidad de Guadarrama y el viaducto Arroyo del Valle, situados junto a Miraflores de la Sierra (Madrid), dan servicio en la línea de alta velocidad ferroviaria Madrid-Segovia-Valladolid. El túnel, de 28 km de longitud, es el más largo de España, el cuarto más largo de Europa y el quinto de todo el mundo a fecha de 2008.[cita requerida]
Existe otro tren en la sierra, pero que no la atraviesa sino que más bien la escala y es de uso turístico. Se le conoce como el Ferrocarril del Guadarrama y sube desde Cercedilla, pasa por el puerto de Navacerrada y acaba en el puerto de Cotos. Es el único tren de vía estrecha de Adif y por ello un caso especial digno de mención.

### Accesos a la sierra
Desde Madrid

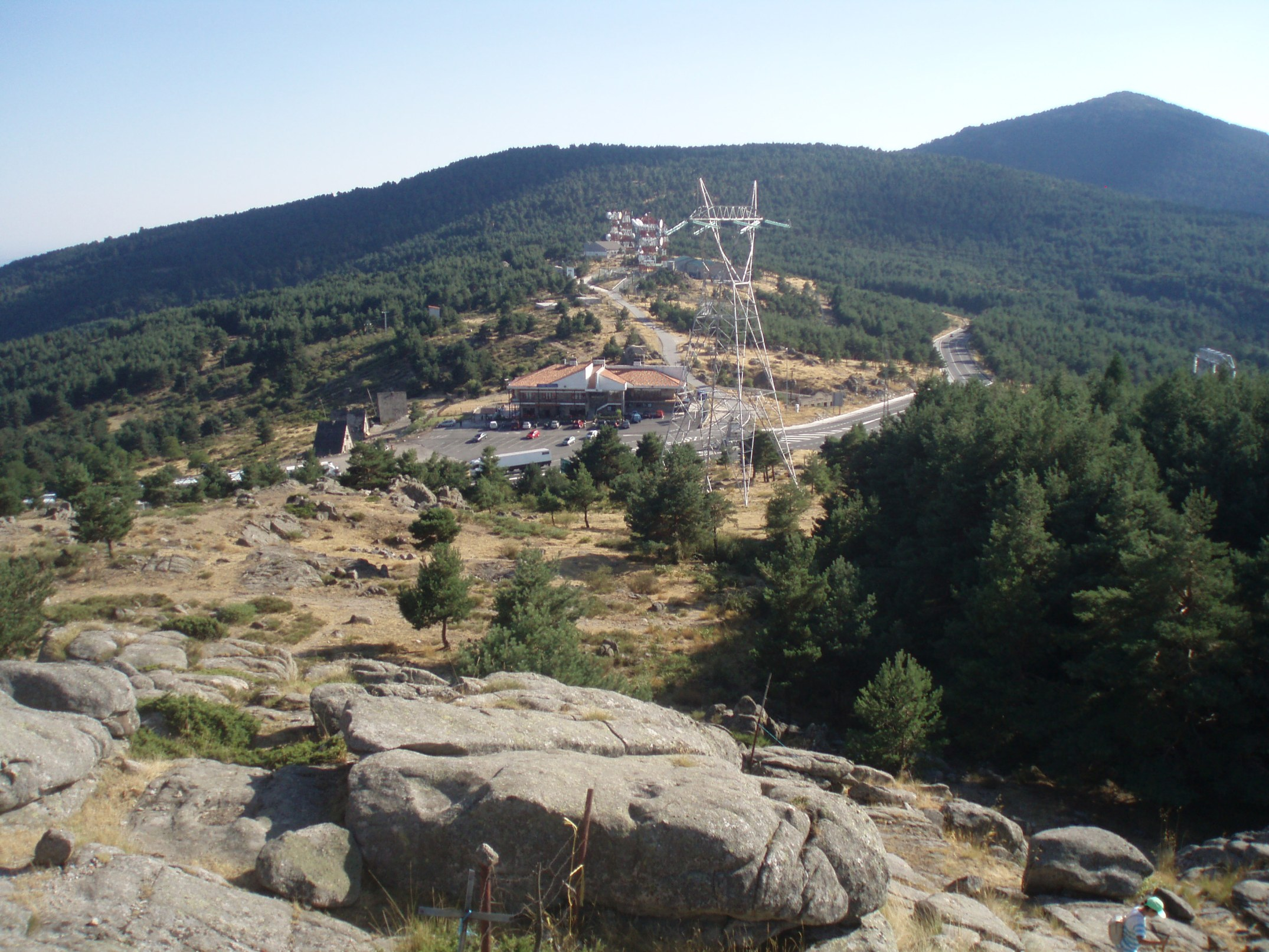
Puerto de Guadarrama (1511 m), uno de los más transitados e importantes. Atravesar la sierra por este paso de montaña es la mejor opción para los que no quieran pagar el peaje del túnel de la autopista AP-6.

Madrid se encuentra a 60 km al sureste de la sierra y se puede llegar a ella en coche en menos de una hora. Desde la capital salen tres autovías que llegan a la sierra. Una de ellas es la A-6 o Autovía del Noroeste. En el km 39, se desvía la carretera M-601 a Segovia que pasa junto a Navacerrada, atraviesa el puerto del mismo nombre y después pasa por el valle de Valsaín. Si se continúa viajando por la AP-6 se llega al entorno del puerto de Guadarrama (linde con la provincia de Segovia), San Rafael y a la zona baja del valle del río Moros. Otra autovía es la M-607 o carretera de Colmenar Viejo. Por esta carretera se puede llegar hasta Navacerrada o desviarse a Manzanares el Real —punto de partida para La Pedriza— y a Miraflores de la Sierra de donde parten las carreteras al puerto de la Morcuera y al puerto de Canencia. La Autovía del Norte, la A-1, pasa por la sierra de la Cabrera y atraviesa el puerto de Somosierra.: Desde Madrid salen trenes que llevan a la sierra. La línea C-3 de Cercanías Madrid pasa por El Escorial, cercana al Monte Abantos. La línea regional Madrid - Segovia pasa por Cercedilla (a donde llega denominándose línea C-8 de Cercanías Madrid), atraviesa la sierra por el histórico túnel de Tablada bajo el puerto de Guadarrama, y entra la provincia de Segovia a través de San Rafael, recorriendo las faldas de la sierra hasta Segovia. También desde Cercedilla sale el ferrocarril de Guadarrama (línea C-9 de Cercanías Madrid) que pasa por los puertos de Navacerrada y Cotos.
El autobús de línea es otro medio de transporte público que se puede usar para llegar a la sierra desde Madrid. La línea 691 sale de la estación de Moncloa (Madrid) y tiene paradas en Collado Villalba, Becerril de la Sierra, Navacerrada, Puerto de Navacerrada, Puerto de Cotos y Valdesquí. La línea 724 sale de la estación de Plaza de Castilla (Madrid) y lleva a Manzanares el Real. También desde Plaza de Castilla sale la línea 725, que lleva a Miraflores de la Sierra, al pie de la sierra de la Morcuera, y le línea 194, que termina en Buitrago del Lozoya, en el norte de la sierra. Además, la línea de autobús Madrid - Segovia sale desde Moncloa y presta servicios semidirectos hasta muchos pueblos segovianos de la sierra (como San Rafael), así como servicios directos hasta Segovia.
Desde Segovia

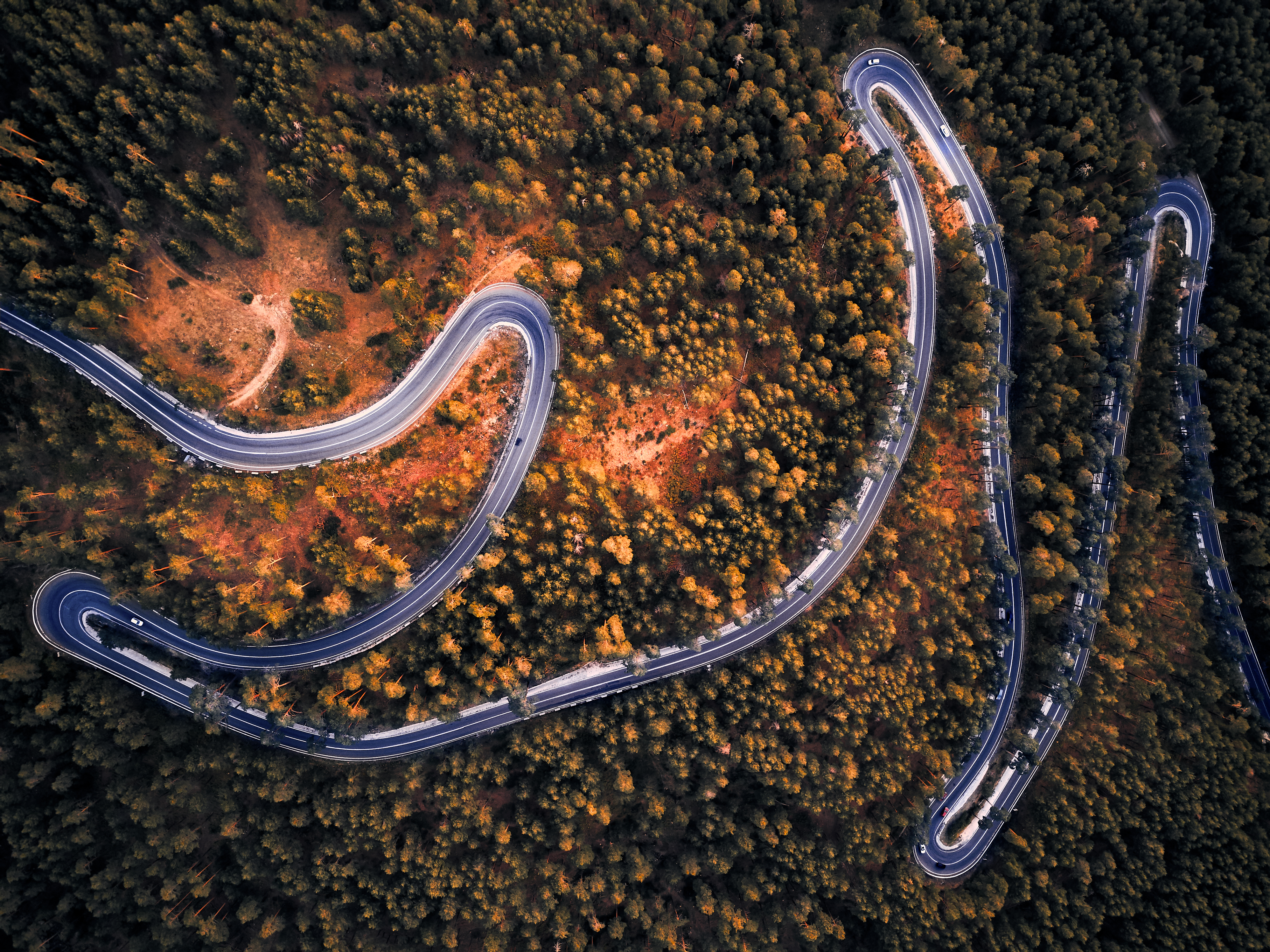
Vista cenital de las «Siete Revueltas», una zona de curvas pronunciadas en la carretera CL-601 (provincia de Segovia)

Esta ciudad se halla a 13 km al noroeste de la sierra y se puede llegar a ella en escasos veinte minutos. La carretera autonómica CL-601 sale de Segovia con destino a La Granja de San Ildefonso, y posteriormente, pasando por el valle de Valsaín, llega al puerto de Navacerrada. La autopista AP-61 y la carretera nacional N-603 salen de la ciudad y llevan a la zona baja del valle del río Moros, es decir, al entorno de San Rafael. La carretera nacional N-110, que pasa por Segovia, pasa al pie de toda la sierra y paralela a ella por su vertiente noroeste, lo cual la convierte en una vía de acceso a cualquier punto de la vertiente castellanoleonesa de la sierra desde la ciudad de Segovia.
De Segovia parte la línea regional Segovia-Madrid que circula por toda la falda de la sierra segoviana realizando paradas en diferentes localidades hasta San Rafael, donde atraviesa la sierra por el histórico túnel de Tablada bajo el puerto de Guadarrama, pasando por la estación de Tablada y llegando a Cercedilla, población madrileña donde dicha línea se integra en la red de Cercanías Madrid (línea C-8). Hay autobuses de línea que salen de Segovia con destino a San Rafael, La Granja y Valsaín, pueblos situados al pie de la sierra.

## Historia

### Prehistoria y Antigüedad

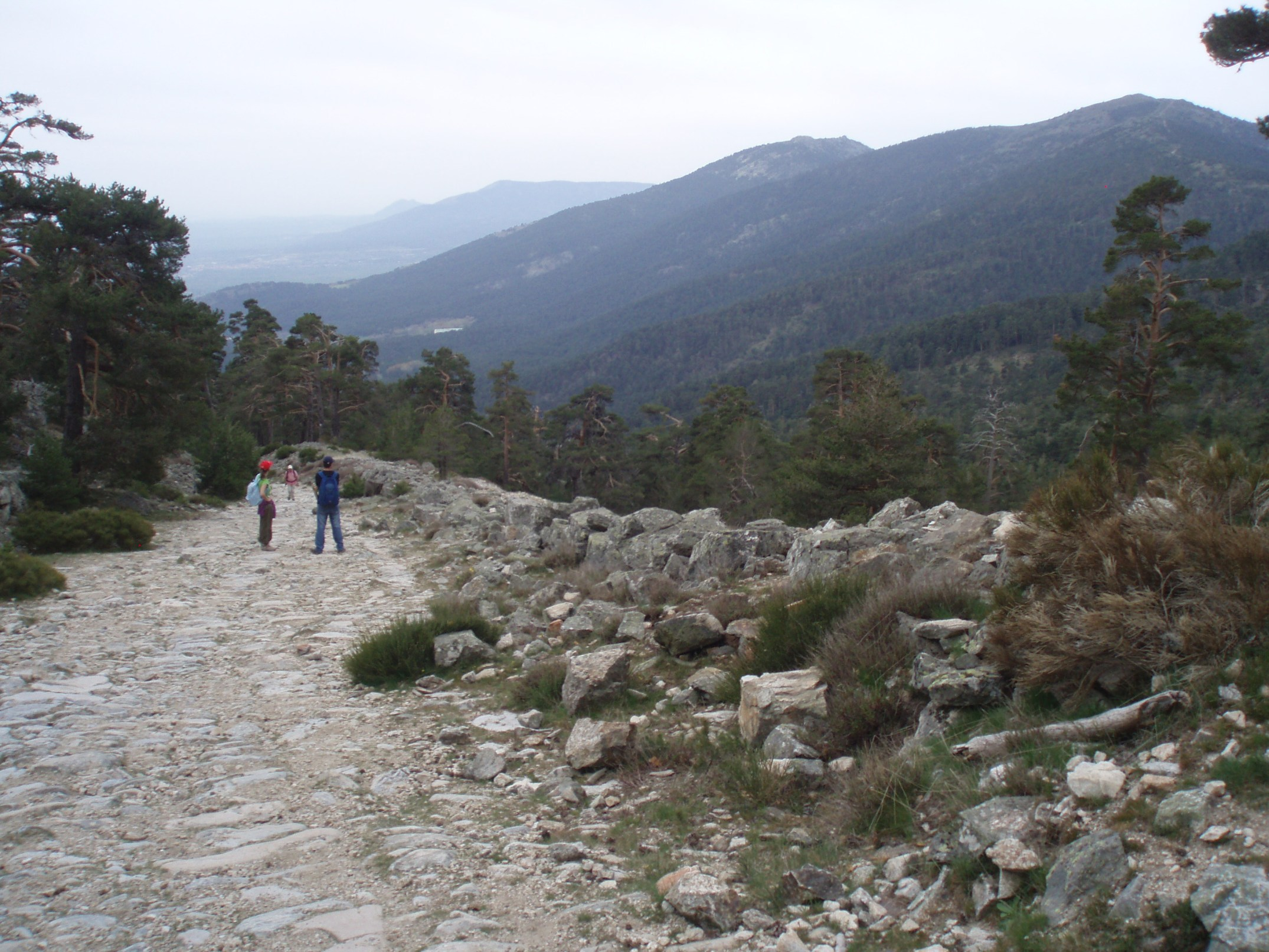
Calzada romana de la Fuenfría, construida en el siglo, y al fondo el valle de la Fuenfría.

La historia humana de la sierra de Guadarrama comienza en la Edad del Bronce, en unas fechas que podrían oscilar entre 1400-1200 a. C. El enclave del conjunto cerámico de Los Aljibes hallado en La Pedriza denota ya el interés del ser humano por esta sierra. Dicho enclave, en el que se han hallado pinturas rupestres, fragmentos de encellas, piezas de hoz, armadura de flecha y hallazgos metalúrgicos próximos, parece ser un abrigo santuario, ya que aprovecha una oquedad formada por dos tolmos de granito, con apariencia de dolmen, que crea un espacio rectangular interior capaz de albergar a varias personas.

### Edad Media y Moderna

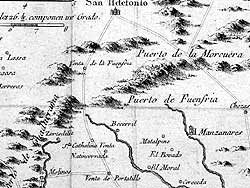
Mapa de 1760 de la sierra de Guadarrama.

La condición de barrera natural de la sierra es la causa de que haya sido escenario de importantes combates en muchos de los conflictos armados que ha sufrido España. Así, constituyó la frontera entre los reinos cristianos al norte y musulmanes al sur en tiempos de la Reconquista, más concretamente desde el siglo VIII a 1085. De aquella época datan las ciudades medievales amuralladas en ambos lados de la sierra, como son Buitrago del Lozoya en Madrid o Pedraza en Segovia, de castillos como el de Manzanares el Real y de atalayas defensivas árabes como la atalaya de Torrelodones.
Desde la fundación por los romanos de la ciudad de Segovia estuvo siempre asociada la parte central de esta sierra a la citada ciudad, perteneciéndole todos sus bosques y pastos de ambas laderas. Sin embargo, desde la creación de la provincia de Madrid, por las necesidades de la Corte tras instalarse esta en Madrid en el siglo XVI, se repartieron las laderas entre las dos provincias siendo desde entonces la línea principal de las cumbres el límite entre la Castilla del norte y la del sur.

### Edad Contemporánea
Durante la Guerra de la Independencia contra la invasión francesa, se produjo en 1808 la batalla de Somosierra en el puerto del mismo nombre, donde fueron derrotadas las tropas españolas por los lanceros polacos al servicio de Napoleón y, en cuya memoria se alza un monumento en aquel puerto. En vísperas de la Nochebuena de 1808, Napoleón Bonaparte intenta pasar el Alto del León al frente de la Grande Armée en persecución del ejército británico comandado por el general Moore. Una tempestad de viento y nieve les detiene, pero al final consiguen forzar el paso del puerto de Guadarrama, con Napoleón caminando a pie al frente de su ejército, en una ascensión inmortalizada en un cuadro del Palacio de Versalles.

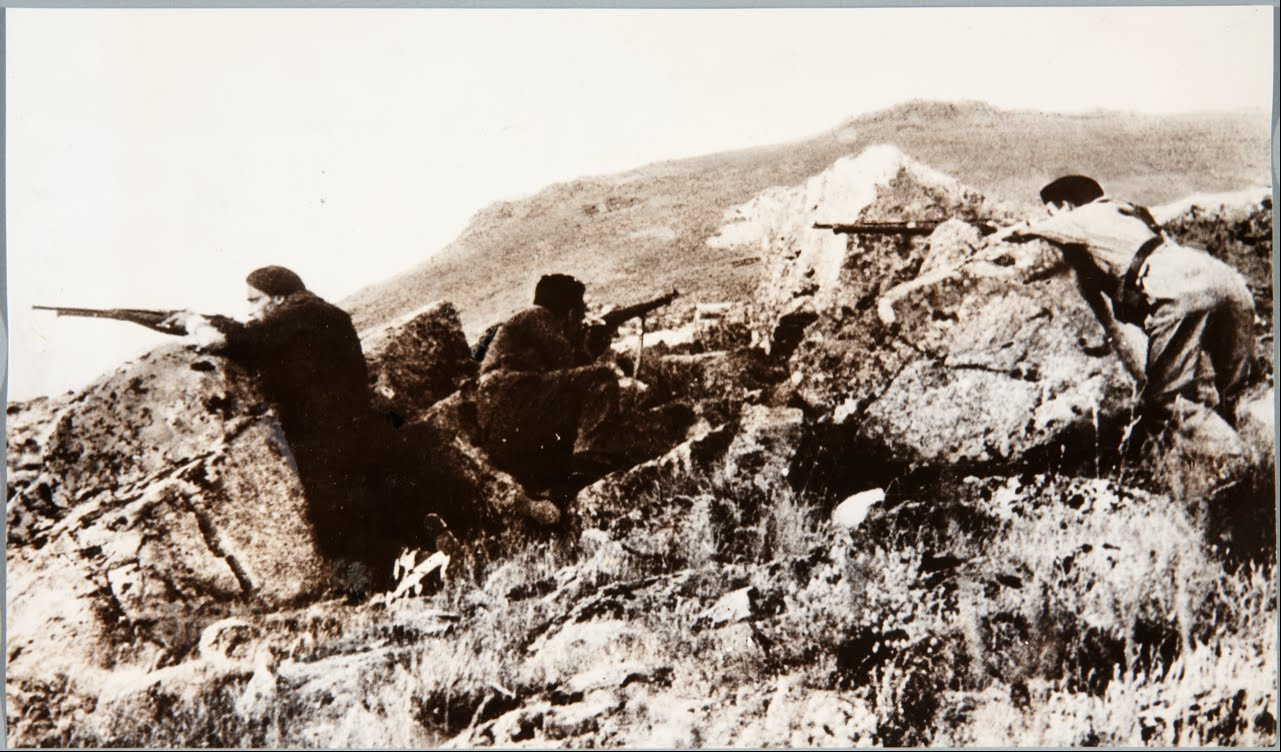
Guerra civil en la sierra.

También en la guerra civil española (siglo XX) fue la sierra de Guadarrama un importante frente de batalla que se mantuvo durante casi toda la contienda, como muestran las trincheras y casamatas que aún se conservan a lo largo de la línea de cumbres.
Guadarramismo
Gracias a las influencias de Centroeuropa, a partir de mediados del siglo XIX se empezaron realizar en esta sierra actividades de conocimiento y exploración del medio natural y valorar sus recursos naturales, no solo desde un punto de vista económico y científico sino también como recurso educativo y de esparcimiento para los habitantes de la ciudad especialmente.

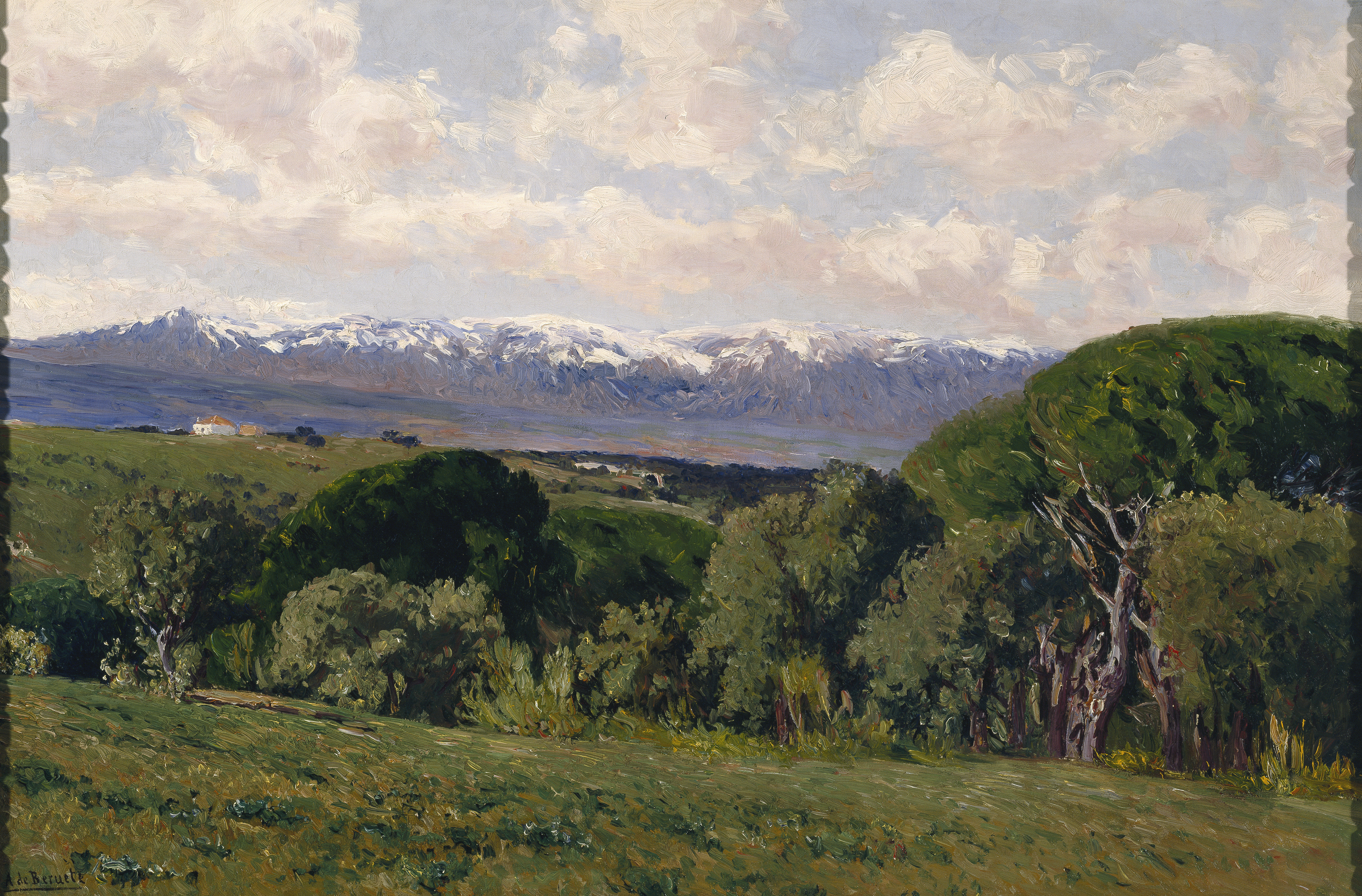
El Guadarrama desde el Plantío de los Infantes de Aureliano de Beruete (1910).

Destaca en este aspecto a principios del siglo XX la labor de la Institución Libre de Enseñanza que, atraída por el valor simbólico de la sierra, propició una asimilación de los valores culturales del medio físico madrileño, inspirando sociedades, grupos y revistas, hasta el punto de discutirse ya en los años veinte la oportunidad de declararla como parque nacional de Guadarrama, proyecto que se volvió a poner en marcha en la década de los 2000. Naturalistas como Francisco Giner de los Ríos, Manuel Bartolomé Cossío y Constancio Bernaldo de Quirós, entre otros, fueron fundamentales en el descubrimiento a nivel científico y deportivo de estas montañas en esta época. El término «guadarramismo» apareció en esos años, en los que el Guadarrama dejó de ser una sierra desconocida fuera del mundo del sector primario.
Los primeros espacios protegidos
En 1930, a petición de la Real Academia Española, se declaró el monumento natural de Interés Nacional de La Peña del arcipreste de Hita para conmemorar los seis siglos del Libro del Buen Amor. Se trata de un bello paraje que comprende el risco situado cerca del Alto del León, al comenzar la vertiente meridional, en el lugar comprendido entre el Collado de la Sevillana y la Peña del Cuervo, término municipal de Guadarrama, provincia de Madrid, extendiéndose esta declaración oficial a los pinos y a toda otra vegetación espontánea que rodea el canchal, junto con el manantial que brota al pie del risco, en el que se sitúa la Fuente de Aldara.
En 1985 se creó el Parque regional de la cuenca alta del Manzanares, que protege una vasta superficie de la sierra que va desde Siete Picos hasta La Pedriza. En 1990 se hizo el parque natural de Peñalara, de un tamaño bastante menor que el anterior pero con un nivel de protección mayor. A pesar de la creación de estos espacios naturales, en las últimas décadas del siglo XX numerosas asociaciones vecinales y ecologistas comienzan a alertar sobre la presión urbanística a la que se ve sometida la sierra, especialmente en la vertiente madrileña. A principios del siglo XXI comenzaron los trámites para la creación del parque nacional de la Sierra de Guadarrama, una nueva zona protegida que abarca las zonas altas de la parte central de la sierra y La Pedriza. El 13 de junio de 2013 el Congreso de los Diputados aprueba la tramitación parlamentaria de la Ley de declaración del parque nacional de la Sierra de Guadarrama. El nuevo parque nace con una superficie de 33 960 hectáreas, repartidas entre Madrid (21 714) y Castilla y León (12 246). La publicación de la ley tuvo lugar en el Boletín Oficial del Estado el 26 de junio de 2013.

## Cultura

### Pintura

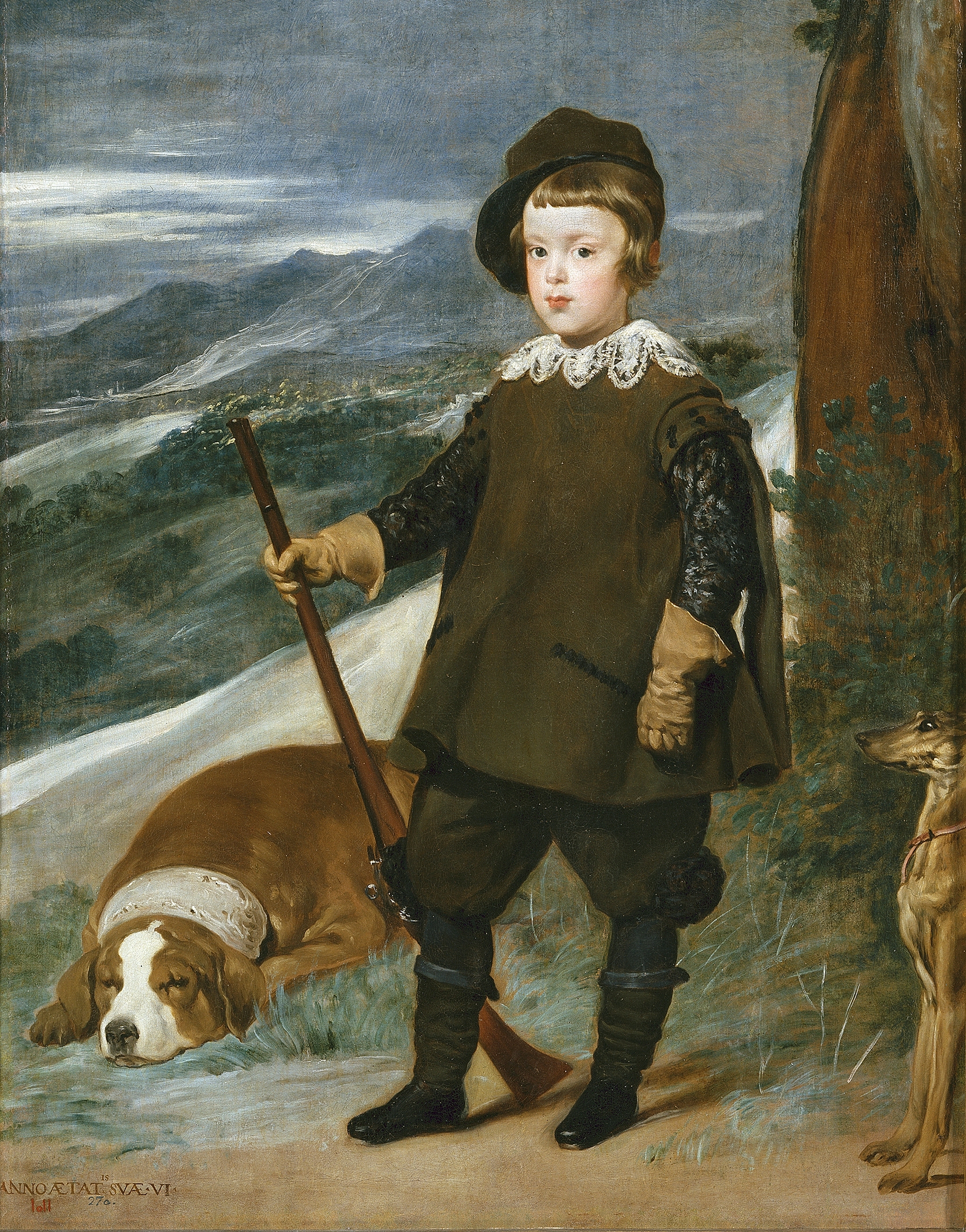
El príncipe Baltasar Carlos cazador, cuadro de Velázquez donde aparece la sierra de Guadarrama de fondo.

Los famosos cielos velazqueños que cierran los retratos de Felipe IV, el conde-duque de Olivares o del príncipe Baltasar Carlos cazador, están recortados contra las cumbres de la sierra de Guadarrama. Hay que esperar a los paisajistas del siglo XIX (Carlos de Haes y su alumnos) para que la sierra se convierta en protagonista por sí misma.

### Literatura
Desde la Edad Media aparecen en obras literarias citas de la sierra. Estas montañas eran un paso obligado para viajeros, al igual que lo eran sus encuentros con las famosas serranas, pastoras rústicas que algunos reflejan crudamente, como hizo el arcipreste de Hita, y otros escritores en términos bucólicos e italianizantes, como por ejemplo Íñigo López de Mendoza, marqués de Santillana, de la familia Mendoza antes citada. No obstante, el esplendor intelectual del Guadarrama se produjo en la segunda mitad del siglo XIX y primer cuarto del XX, con la experiencia que de él tuvieron autores como Francisco Giner de los Ríos, Ramón Menéndez Pidal, Pío Baroja, Antonio Machado o José Ortega y Gasset.
Ya en la segunda mitad del siglo XX, en la carretera de la República se han construido miradores con los nombres de Luis Rosales y Vicente Aleixandre, poetas con casa de verano en Miraflores de la Sierra que glosaron la sierra en sus obras. Junto a esta misma carretera hay un reloj de sol que homenajea a Camilo José Cela. Entre el puerto de Guadarrama y La Peñota está la Peña del arcipreste de Hita, un risco granítico declarado monumento natural de Interés Nacional con un texto esculpido en la roca en recuerdo del escritor.
Entre los escritores nacidos en la sierra de Guadarrama, cabe destacar al dramaturgo Jacinto Benavente (Galapagar, 1866-1954), Premio Nobel de Literatura en 1922, y al poeta Luis Felipe Vivanco (San Lorenzo de El Escorial, 1907-Madrid, 1975).

### Arquitectura popular
La arquitectura popular desarrollada en la sierra de Guadarrama tiene como principal característica el uso del granito en las fachadas. Este tipo de roca, en su variedad de gneis, es muy abundante en la zona y su explotación ha sido muy importante durante siglos. Es también frecuente encontrar fachadas blancas de ladrillo oculto con zócalos de piedra. El uso de cubiertas inclinadas con tejas árabes de cerámica y aleros de madera también es muy común, al igual que la presencia de balcones en viviendas grandes. Los armazones son de madera y en el norte de la vertiente madrileña de la sierra existen algunas construcciones de pizarra, un material usado tanto en las cubiertas como en las fachadas. Esto es debido a la abundancia de pizarra que hay en la vecina sierra de Ayllón. Otras características de la arquitectura popular de la sierra son el uso de huecos pequeños para combatir el frío, el empleo de una o dos plantas y la compartición del espacio entre la vivienda y las dependencias destinadas a guardar el ganado. Las cercas de piedra que delimitan pastos y huertas caracterizan el paisaje que rodea los pueblos.
Muchas estaciones de tren de los municipios de la zona, como las de Alpedrete y Cercedilla, conservan esta arquitectura, así como numerosas viviendas unifamiliares de principios del siglo XX. Hay pueblos cuyo casco histórico está muy bien conservado y muestra esta arquitectura serrana de una manera excepcional. Entre estos pueblos se cuentan Peguerinos (Ávila), Buitrago del Lozoya (Madrid) y Pedraza (Segovia).

### Construcciones y edificios de interés

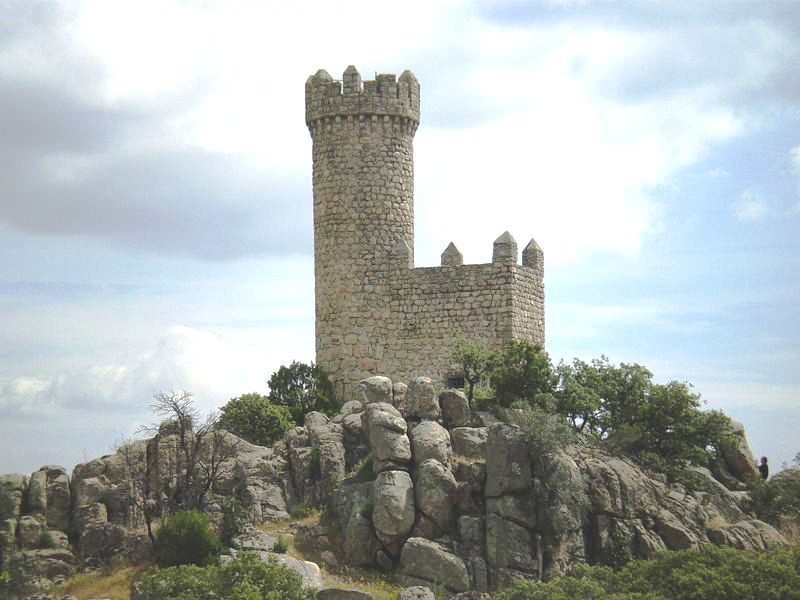
Atalaya de Torrelodones.

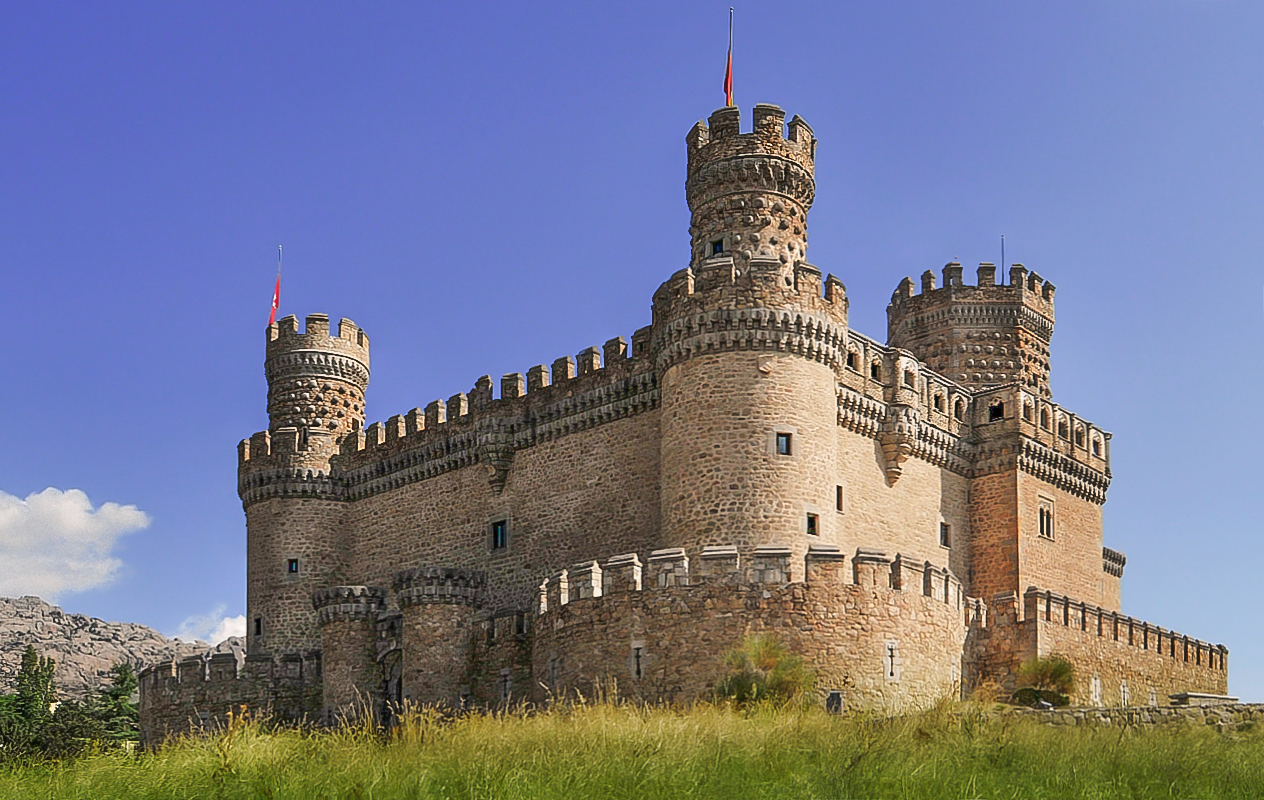
Castillo de Manzanares, a los pies de La Pedriza.

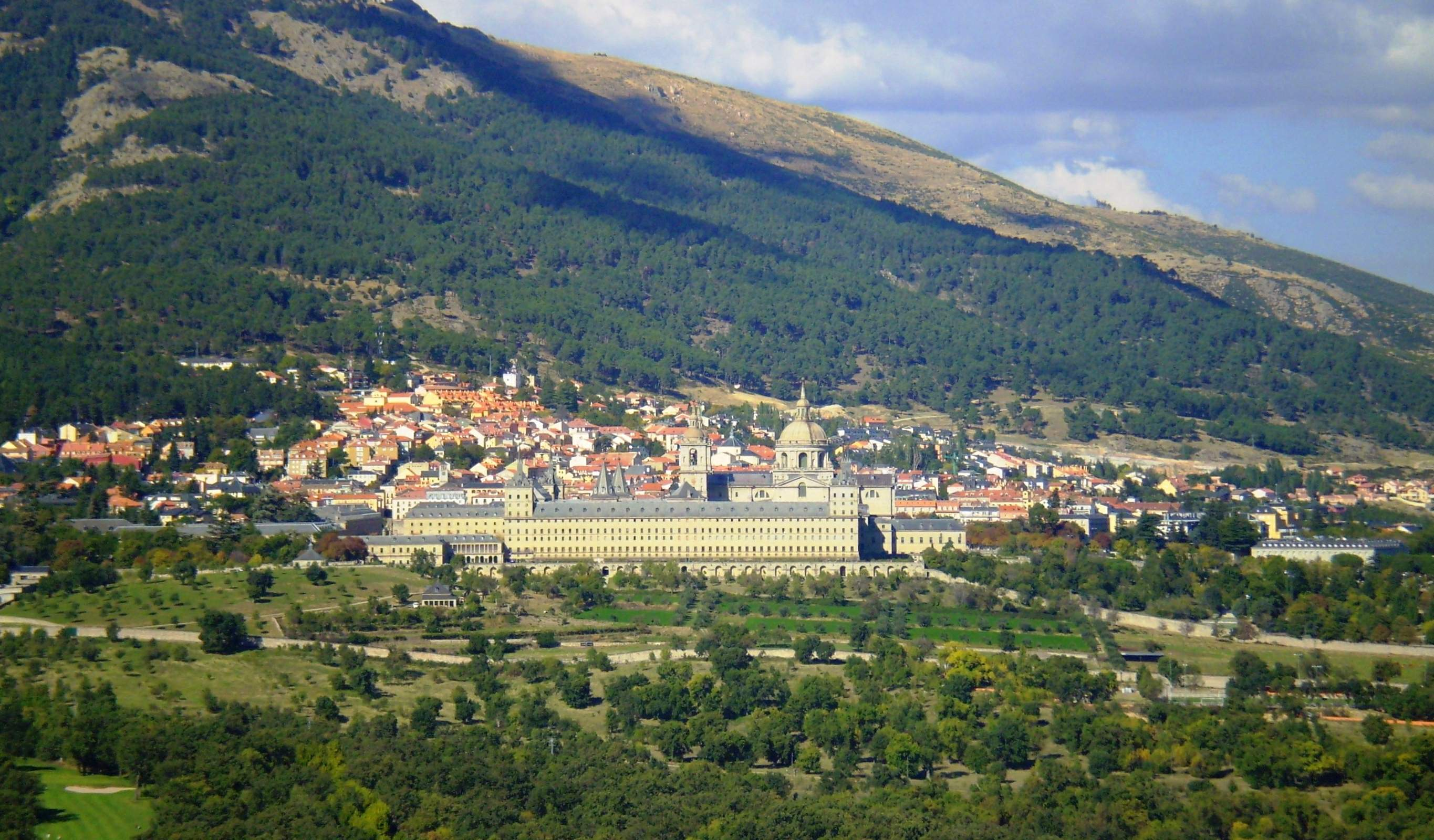
Monasterio de El Escorial, en la ladera sureste del monte Abantos.

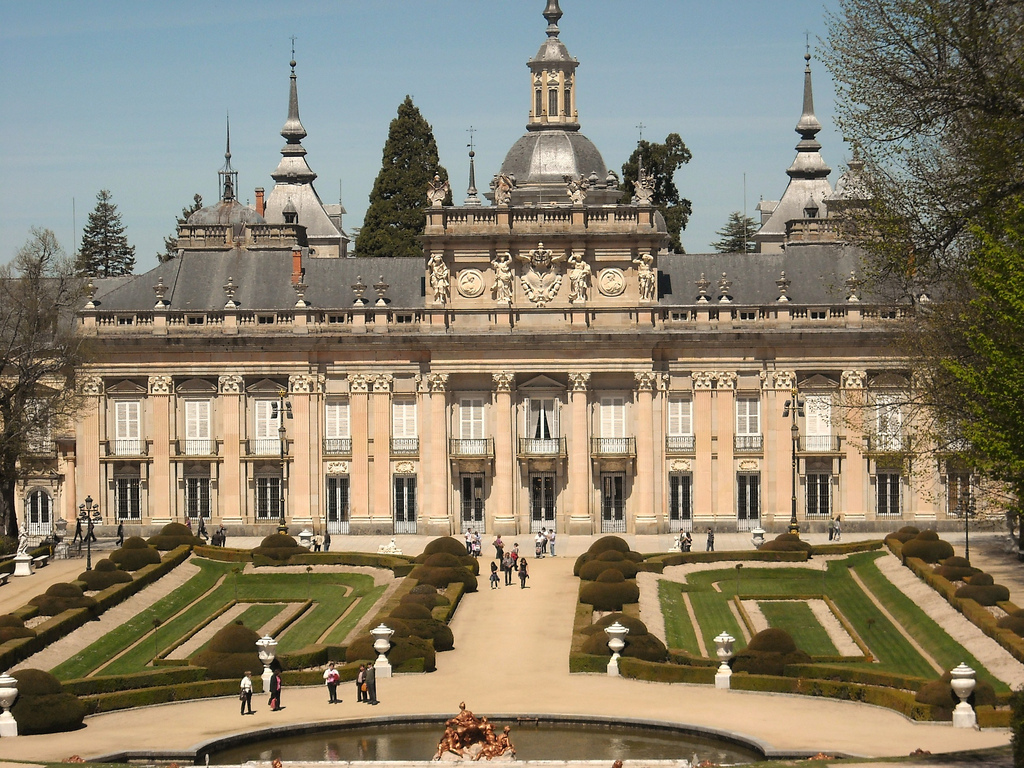
Palacio de La Granja, a los pies del valle de Valsaín.

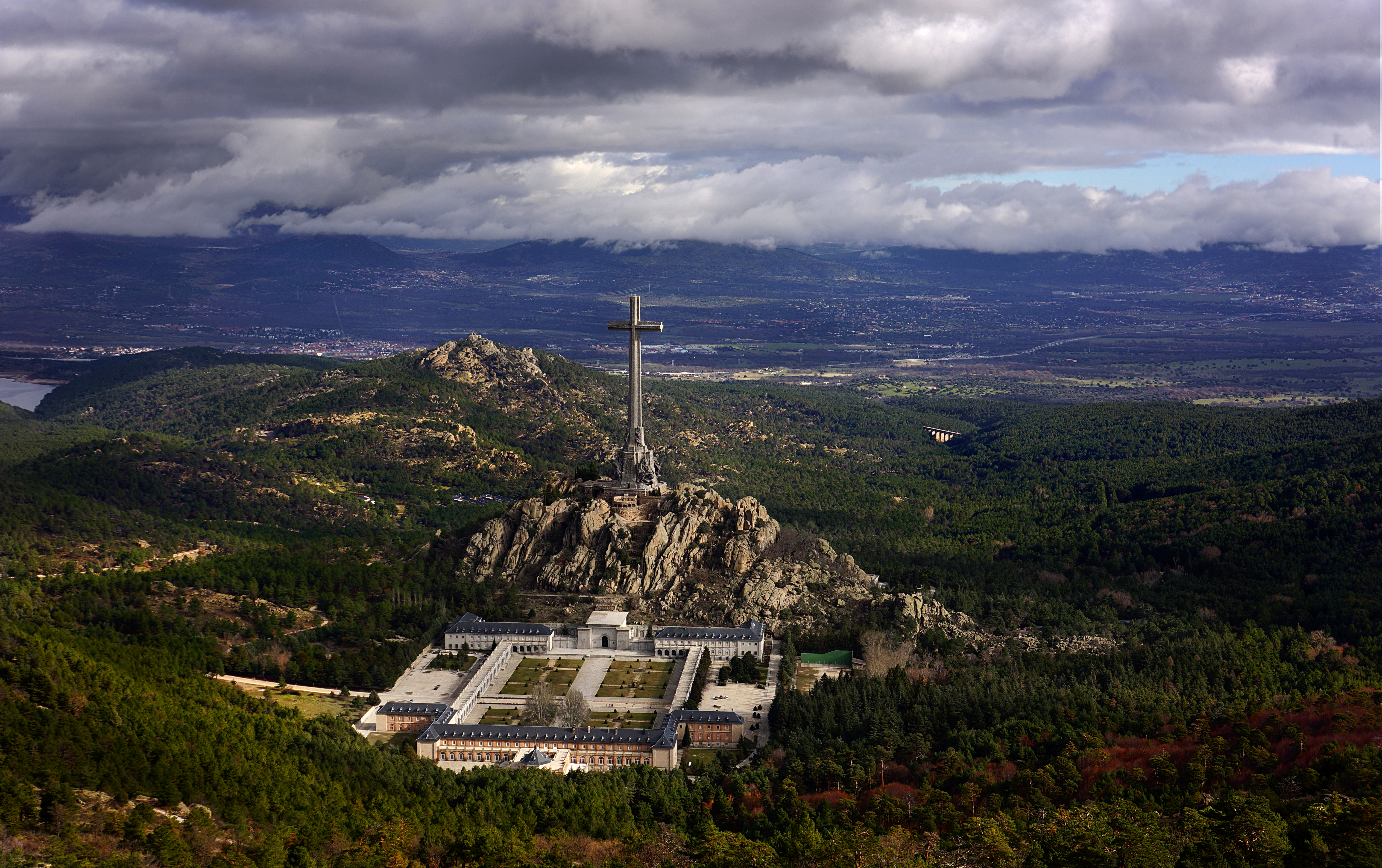
Valle de los Caídos.

El paisaje que ofrece la sierra, el suave clima que tiene en verano y, sobre todo, los 60 km que la separan de Madrid son motivos por los que reyes y personas poderosas decidieran construir edificios y construcciones relevantes durante siglos. La condición de barrera natural hizo que la sierra fuese un lugar propicio para la construcción de castillos y fortalezas defensivas, tal y como atestiguan las atalayas de origen árabe y cristiano que se pueden encontrar en el entorno de estas montañas. También hizo de barrera para la arquitectura y arte románicos que se desarrollaron solo en la cara norte de la sierra porque la vertiente sur estuvo habitada por los árabes hasta casi el siglo XII; se conservan numerosas iglesias románicas en la provincia de Segovia, al pie de las montañas.
Los edificios y construcciones más importantes se describen a continuación ordenados cronológicamente:
Puente Mocha
Situado en el sur de la sierra, cerca del municipio madrileño de Valdemaqueda, este puente de sillería de granito con cuatro arcos y 40 metros de longitud atraviesa el río Cofio. No hay consenso a la hora de datar su construcción. Algunas teorías apuntan que el origen es romano y otras aseguran que fue construido en la Alta Edad Media.
Monasterio de Santa María de El Paular
En el término municipal de Rascafría y en el centro del valle del Lozoya se halla el monasterio de Santa María de El Paular, un edificio religioso que data de finales del siglo XI. Fue mandado construir por el rey Enrique III de Castilla y en 1876 se declaró Monumento Nacional. Del edificio destacan sus claustros, el atrio de la iglesia y los retablos. El bello monasterio está rodeado de montañas, lo cual le da más esplendor.
Castillo de Pedraza
En el pueblo segoviano de Pedraza se encuentra el castillo de los Velasco, una fortaleza medieval construida en una colina para protegerla villa. Data de los siglos XIV y XVI, y tras una restauración llevada a cabo a finales del siglo XX mantiene un buen estado de conservación. Aparte del castillo, llaman la atención las murallas medievales que protegen al pueblo de Pedraza, que conserva un ambiente medieval. En este castillo tuvo su estudio y residencia el pintor Ignacio Zuloaga.
Castillo nuevo de Manzanares el Real
En el municipio de Manzanares el Real, al pie de La Pedriza, se levanta el castillo nuevo de Manzanares, una fortaleza medieval compuesta por varias torres cilíndricas. Data del siglo XV y pasó a manos de diferentes propietarios durante varios siglos. Fue declarado Monumento Histórico-Artístico en el año 1931, en los años 1970 fue restaurado y hoy presenta un aspecto formidable.
Monasterio de El Escorial
Declarado monumento patrimonio de la humanidad, es un enorme monasterio situado en la localidad de San Lorenzo de El Escorial, en la cara sur del monte Abantos, construido por orden el rey Felipe II. Este edificio, de estilo herreriano, data de la segunda mitad del siglo XVI; los arquitectos principales fueron Juan Bautista de Toledo y Juan de Herrera. En el mausoleo de este edificio están los sepulcros de todos los reyes de España.
Palacio de la Granja de San Ildefonso
En el municipio segoviano de Real Sitio de San Ildefonso está el Palacio de la Granja de San Ildefonso, una residencia real usada en verano. Este palacio, de estilo Barroco, fue mandado construir por el rey Felipe V en 1724 y diseñado por los arquitectos Filippo Juvara y Juan Bautista Sachetti. Del palacio destacan su capilla y, sobre todo, sus enormes jardines de estilo francés. En estos existen una serie de fuentes cuyas esculturas de seres mitológicos tienen un gran valor artístico.
Palacio Real de Riofrío
En el municipio segoviano de La Losa y en un bosque de encinas de 625 ha se asienta este palacio barroco de estilo italiano. Fue mandado construir en 1751 por la reina Isabel de Farnesio y era usado por los monarcas cuando iban de caza a esta zona boscosa situada a los pies de La Mujer Muerta. El palacio, con tres plantas organizadas en torno a un patio central, fue diseñado por el arquitecto italiano Virgilio Rabaglio.
Valle de los Caídos
En el valle de Cuelgamuros, rodeado de espesos pinares está el Valle de los Caídos, un monumento mandado construir por el dictador Francisco Franco durante la segunda mitad del siglo XX. Este complejo consta de una basílica en la que estuvo enterrado el dictador, y justo encima de ella se alza una cruz de granito de 150 metros de altura, visible desde más de 50 km de distancia. Existe un funicular que sube a la base de la cruz y un restaurante cerca de la basílica.

### Folclore
En los pueblos de la sierra aún se conservan una serie de tradiciones y festejos que tienen una larga historia. Las tradiciones religiosas y profanas se combinan para dar diversidad en el folclore de la sierra.
El invierno es la estación que menos fiestas acoge por motivos climáticos. Sin embargo, en varios pueblos aún se celebra en estas fechas las corridas de cintas, un vestigio de las antiguas corridas de gallos. El ciclo de primavera se inicia con la celebración de la Semana Santa. Durante la primavera y el verano se celebran numerosas romerías y festejos; en el mes de mayo tienen lugar en algunas poblaciones las fiestas de las Mayas y de la Cruz de Mayo. En verano, tradicionalmente, los vaqueros de ambos lados de la sierra se reunían para charlar y compartir sus escasas viandas en lo alto de la sierra, lo que se mantiene como la romería del puerto de Malagosto en Rascafría. El tiempo de recolección de la cosecha también coincide con festejos patronales, como la fiesta de la recolección del Pero en La Hiruela.
Con la llegada de las nuevas formas de vida, algunas fiestas se han ido perdiendo. Para evitar esto, son numerosas las asociaciones culturales y hermandades que mantienen vivas estas tradiciones. 
Leyendas

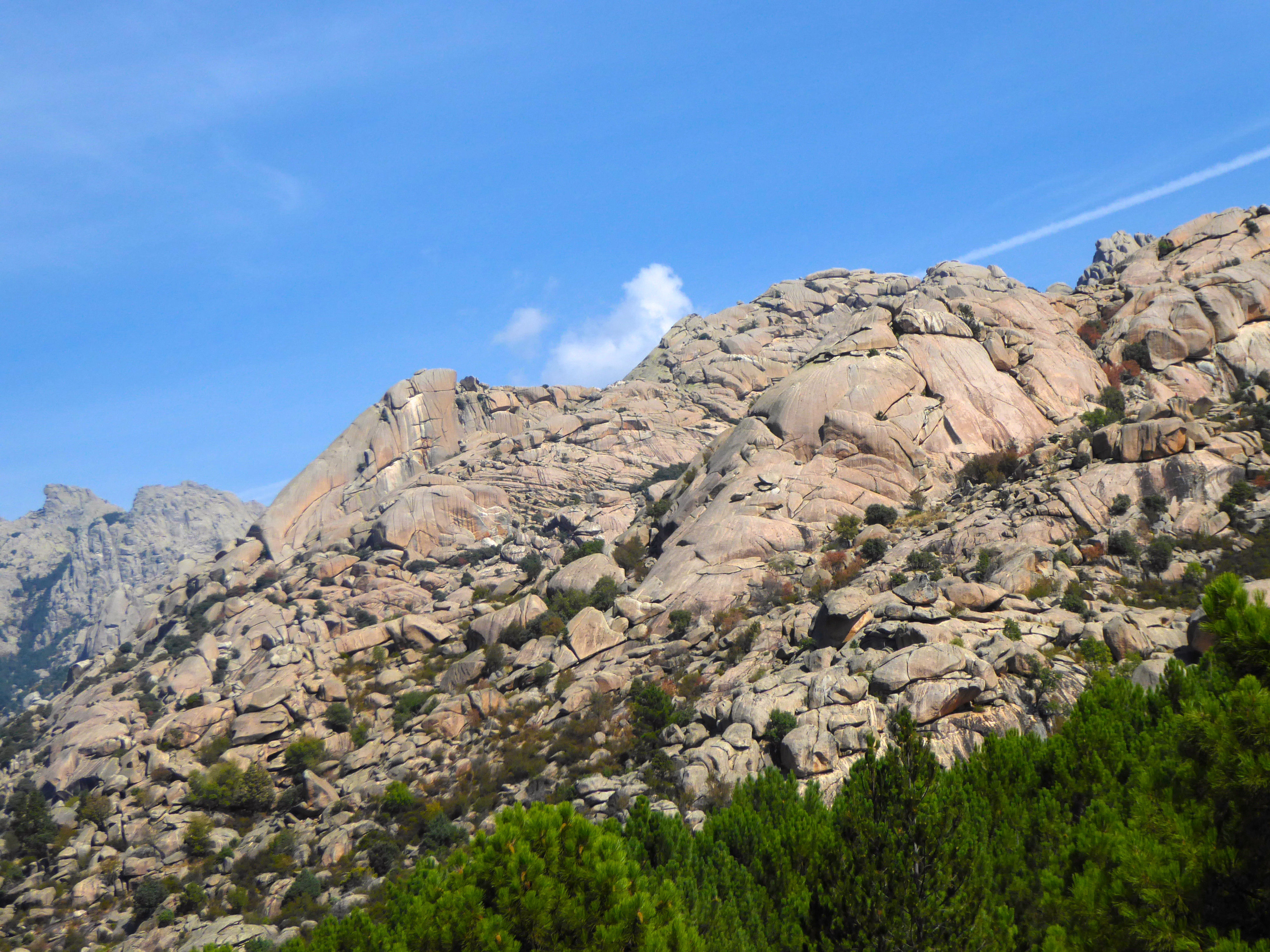
Paisaje de La Pedriza.

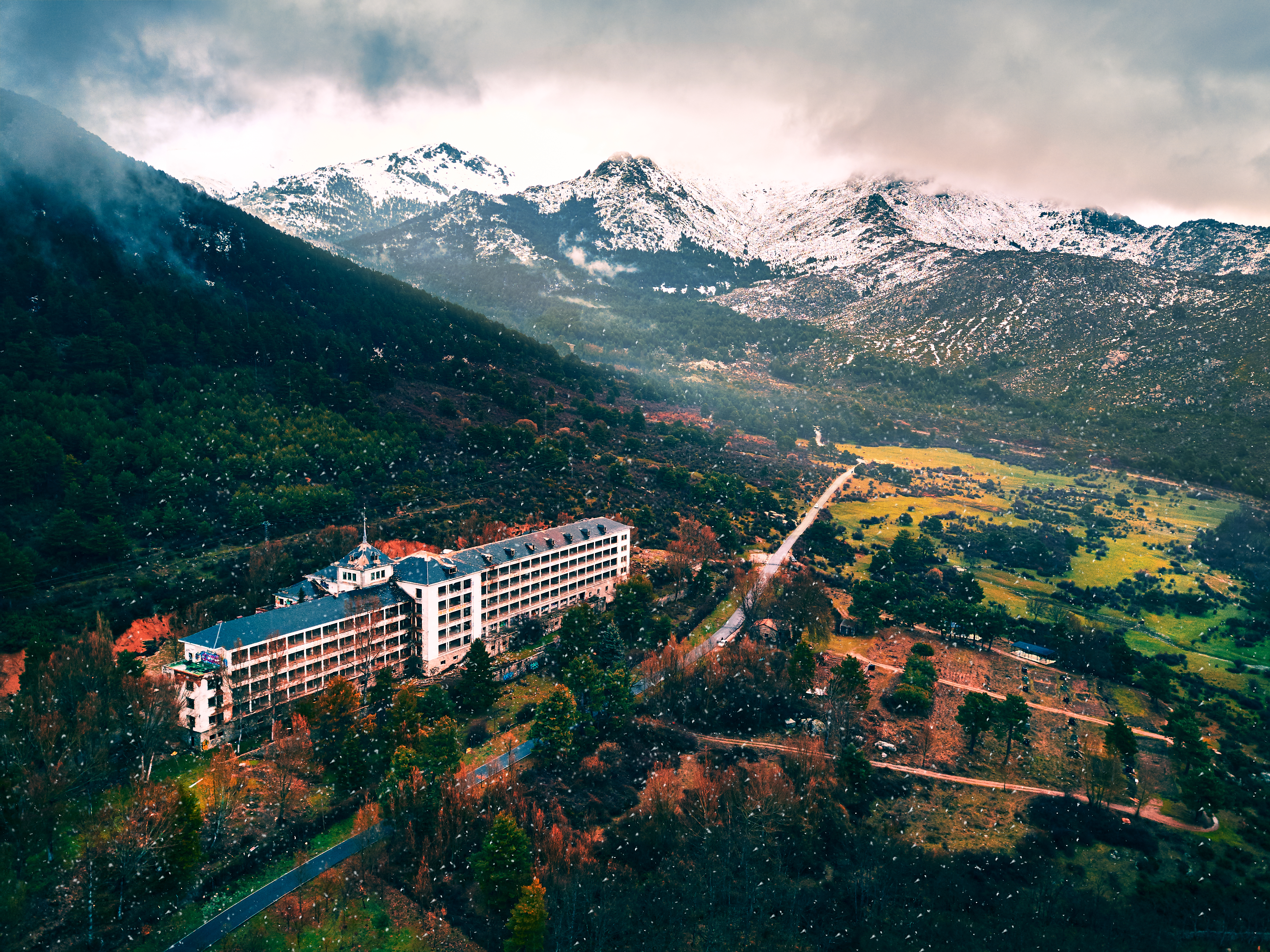
Sanatorio de La Barranca.

En la sierra de Guadarrama se han generado una serie de leyendas, como las de El Tuerto de Pirón, la mujer muerta, el perro negro de El Escorial y la dama de la Cruz Verde, entre otras.
- Leyenda del Tuerto de Pirón. El Tuerto de Pirón era un bandolero nacido en la localidad segoviana cercana a la sierra de Santo Domingo de Pirón. Fernando Delgado Sanz, apodado el Tuerto de Pirón, robaba a los ricos, asaltaba iglesias y caminos, el entorno de la Sierra de Guadarrama fue uno de los lugares donde más actuó, robando a los que trataban de cruzarla.[31]
- La dama de la Cruz Verde: en el Puerto de la Cruz Verde cuentan que se ha visto numerosas veces una joven autoestopista que, una vez que se recoge, en el interior del coche, al acercarse a una curva, empieza a gritar que se tenga mucho cuidado, pues ahí se mató. Dicho esto, la mujer desaparece y no se vuelve a saber de ella. Esta leyenda es una de las variantes que se han dado en muchos lugares del mundo de la denominada «autoestopista fantasma», «dama blanca» o «chica de la curva». Este misterioso personaje también ha sido visto en el Puerto de Galapagar.[cita requerida]
- El perro negro de El Escorial: según la leyenda, durante la construcción del Monasterio de El Escorial, un misterioso perro negro aterrorizaba a los obreros por las noches, obstaculizando las obras. Quizás el perro infernal protegía el lugar, pues se ha atribuido a El Escorial el ser una de las puertas del infierno que se extienden por el mundo. La leyenda dice que Felipe II mandó construir el monasterio en este lugar para mantener cerrada dicha puerta. El perro fue encontrado y ahorcado en una de las torres del monasterio, donde permaneció mucho tiempo. Cuando Felipe II regresó definitivamente a El Escorial para morir, desde su lecho de muerte siguió oyendo los ladridos de ese perro infernal, que ya había muerto hacía años.
- El Cancho de los muertos: el nombre de esta leyenda proviene de una formación rocosa de La Pedriza cuya forma es muy peculiar. La leyenda cuenta que una banda de salteadores secuestró a una joven señorita de rica y apoderada familia de Madrid. El jefe del grupo se ausenta temporalmente y los otros dos bandidos deciden aprovecharse de la joven, pero regresa inesperadamente y les sorprende, tras lo cual les juzga rápidamente y despeña al primero por este cancho, mas, al intentar precipitar al segundo, este sujeta la pierna del cabecilla por lo que los dos caen al vacío y acaban los tres despeñados a los pies del cancho rocoso. Según las gentes del lugar, durante un tiempo se pudieron ver los cadáveres de los tres bandidos en una grieta.

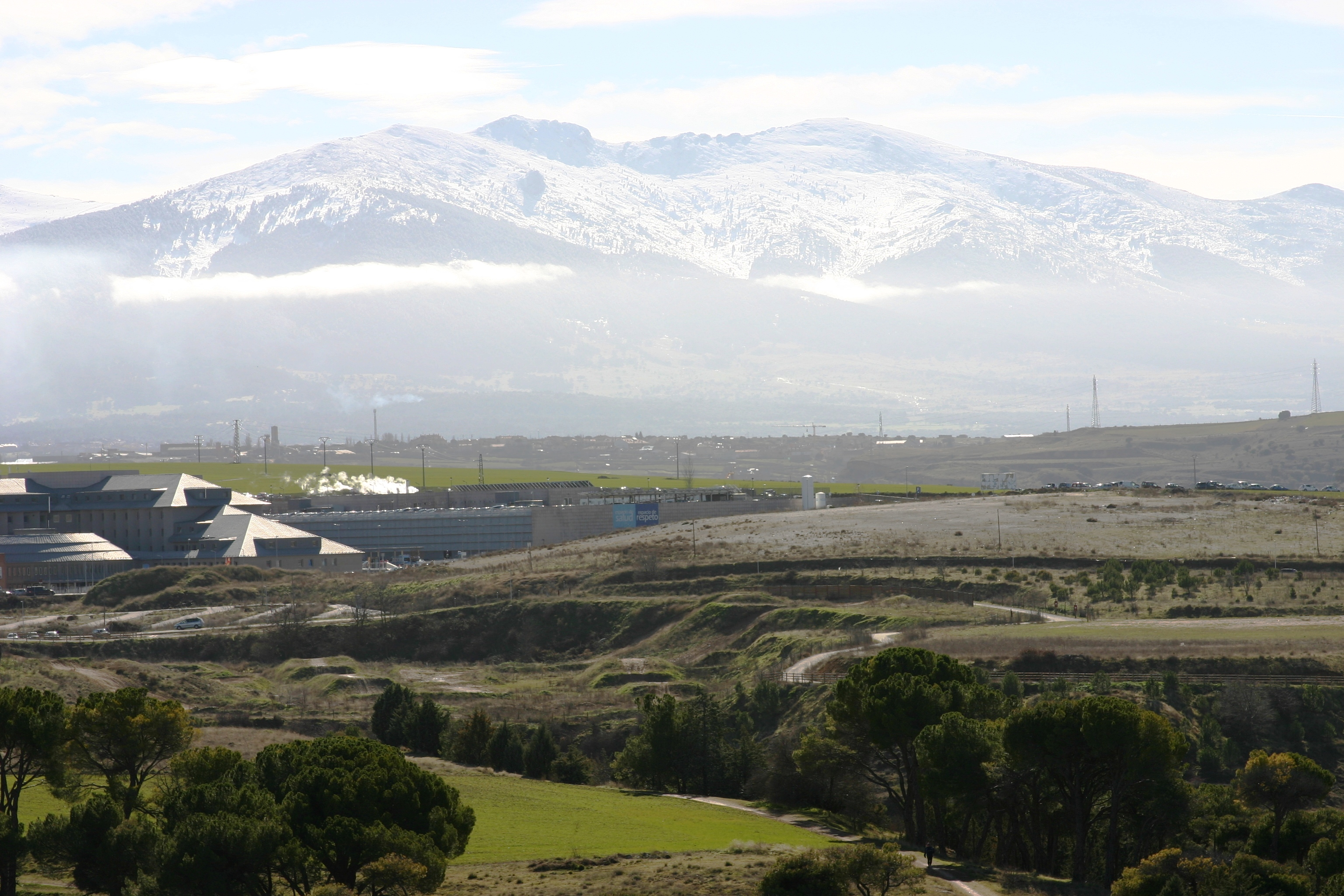
Alineación montañosa de La Mujer Muerta con su famosa silueta.

- La mujer muerta: varias leyendas intentan explicar el nombre del topónimo «La Mujer Muerta», que designa el cordal formado por los montes de La Pinareja, Peña el Oso y Pico de Pasapán, que visto desde la llanura segoviana toma la aparente forma de una mujer tumbada, dormida o muerta, cubierta por un velo y con los brazos entrecruzados. Una leyenda con tonos pastoriles relata el amor de la bella hija de un granjero y un pastor de las cercanías. Este, al creer ver en otro pastor un posible rival, ciego de ira y celos lo mató, y acabó al mismo tiempo con el objeto de sus deseos. Pocos días después, en medio de una terrible tormenta la tierra tembló y apareció como por ensalmo la gran mole rocosa. Otra leyenda relata las luchas por la jefatura que llevaron a cabo dos hermanos, hijos del recientemente fallecido jefe de una tribu que vivía en la entonces extensa planicie. La madre de ambos, que no quería ver aquella lucha fratricida, ofreció su vida a los dioses a cambio de la paz para sus hijos y así se cumplió. Tras una gran tormenta, apareció el cuerpo de la madre en forma de gran montaña, imagen que los hijos reconocieron y que les hizo parar la lucha.
- La pastora: según esta leyenda cada noche de difuntos a la fría luz de la luna emergería del centro de una laguna de Peñalara un islote y en ella la figura de una pastora. Esta pastora habría tratado de salvar un cordero extraviado entre las rocas confundiendo sus balidos con extraños y broncos ruidos que parecían surgir de las profundas y oscuras aguas.

### Cine

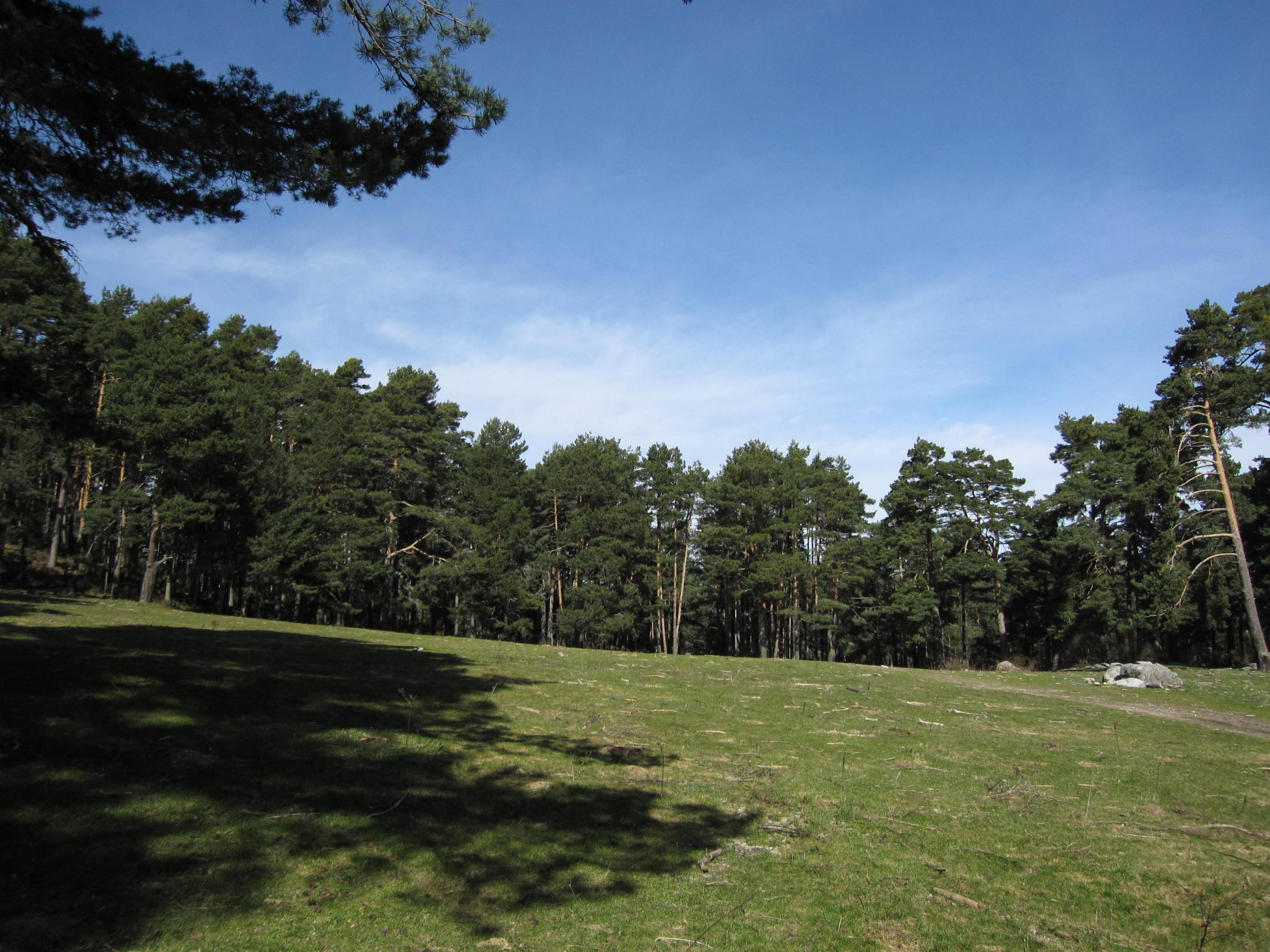
Pradera próxima a El Espinar donde se rodó El laberinto del fauno.

Estas montañas han sido escenario de varias películas de producción española y extranjera. La española Marcelino pan y vino, de 1955, es uno de los primeros largometrajes rodados en la sierra, concretamente en El Espinar. En la última escena de la película Por un puñado de dólares, de Clint Eastwood y rodada en 1961, aparece El Picazo, una montaña de la sierra del Hoyo. En la finca de El Pendolero de la sierra del Hoyo, el director español de cine Carlos Saura situó la acción de dos de sus filmes más conocidos, Ana y los lobos (1972) y su continuación Mamá cumple cien años (1979).[cita requerida]
En numerosas ocasiones sus pinares han servido para ambientar lugares del norte de España y centro de Europa, como en El reino de los cielos (2005), con algunas escenas rodadas en los Montes de Valsaín, y El laberinto del fauno (2007), filmada en los pinares de El Espinar y del valle del río Moros.[cita requerida]

## Usos humanos

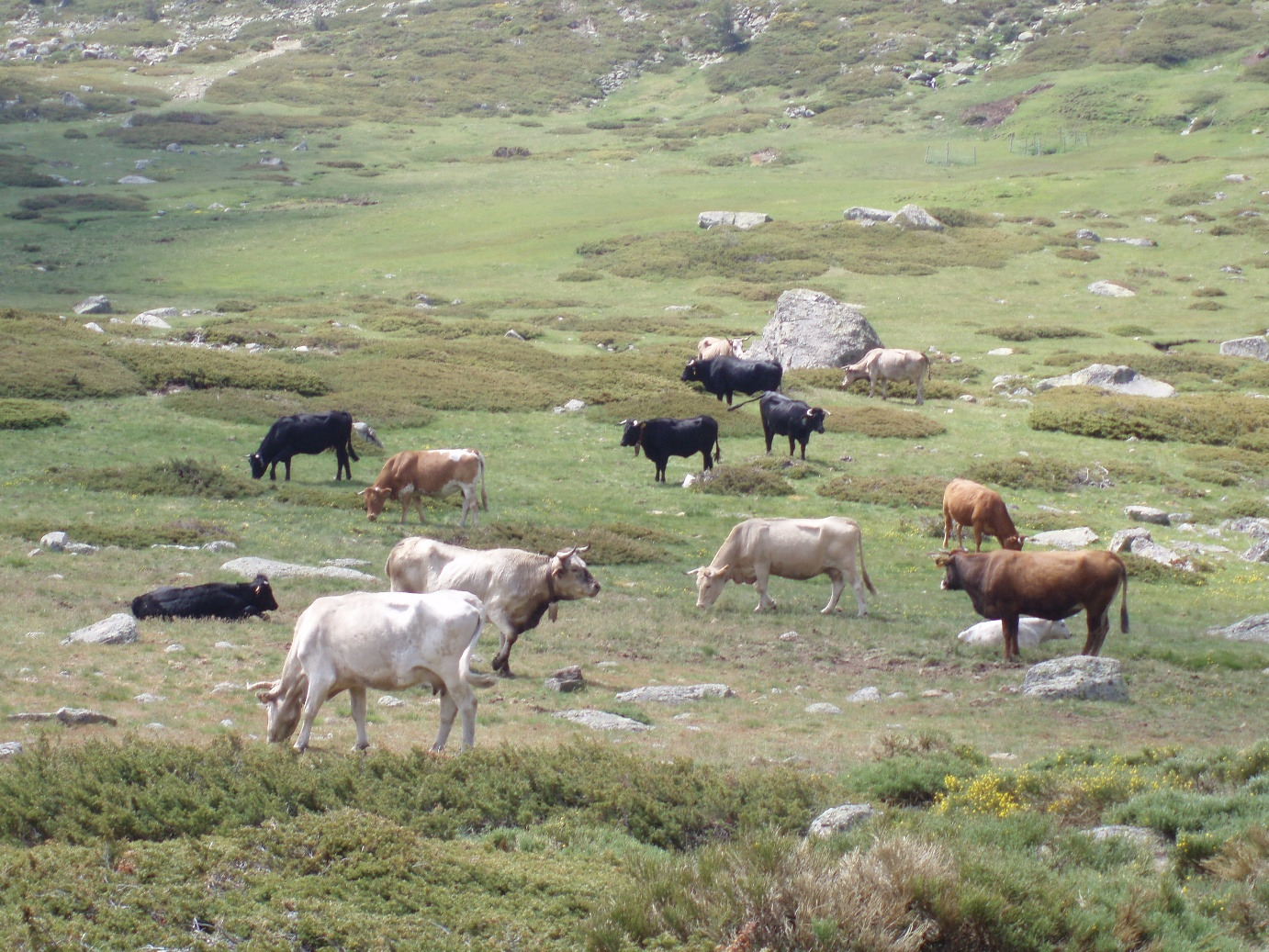
Ganadería vacuna en el circo de Peñalara.

### Sector primario
Como zona de montaña, el aprovechamiento agrícola se ve reducido a las zonas llanas del piedemonte. Un sector tradicionalmente importante es el forestal. Los pinos del valle de Valsaín son famosos internacionalmente por su calidad, y se exporta su madera a países como Alemania. También se realiza investigación en ingeniería forestal en el monte Abantos.[cita requerida] La actividad más importante es la ganadería, para la producción de carne y de animales de lidia.[cita requerida] Para promocionar el uso sostenible en la ganadería en un entorno sensible, se ha creado la IGP «Carne de la Sierra de Guadarrama» en una zona territorial delimitada, empleando ejemplares de razas selectas —avileña, charolais y limousine— en régimen extensivo y alimentados a base de pastos naturales, que dada su escasez en determinadas épocas del año, son complementados con cereales. La restricción también afecta a los 120 establecimientos autorizados en 2004 para vender productos con esta IGP.

### Sector secundario
El sector secundario es el que menos desarrollado está en los municipios cercanos a la sierra. Por tratarse de localidades con una población reducida y por estar lejos de la capital, la industria no se ha visto especialmente desarrollada. Solamente en los municipios más grandes como Guadarrama, El Escorial, Collado Villalba y Segovia hay una actividad industrial considerable para la economía de la zona.

### Sector terciario
El sector terciario es el más pujante en la actualidad. Comenzó a tomar relevancia en la segunda mitad del siglo XX, cuando la sierra de Guadarrama se desarrolló como centro turístico de ámbito regional. Los hoteles, restaurantes y albergues son cada vez más numerosos en los municipios y centros turísticos de la sierra. También son destacables los negocios relacionados con los deportes y actividades de montaña como son las estaciones de esquí, la hípica o los deportes náuticos.

## Zonas protegidas

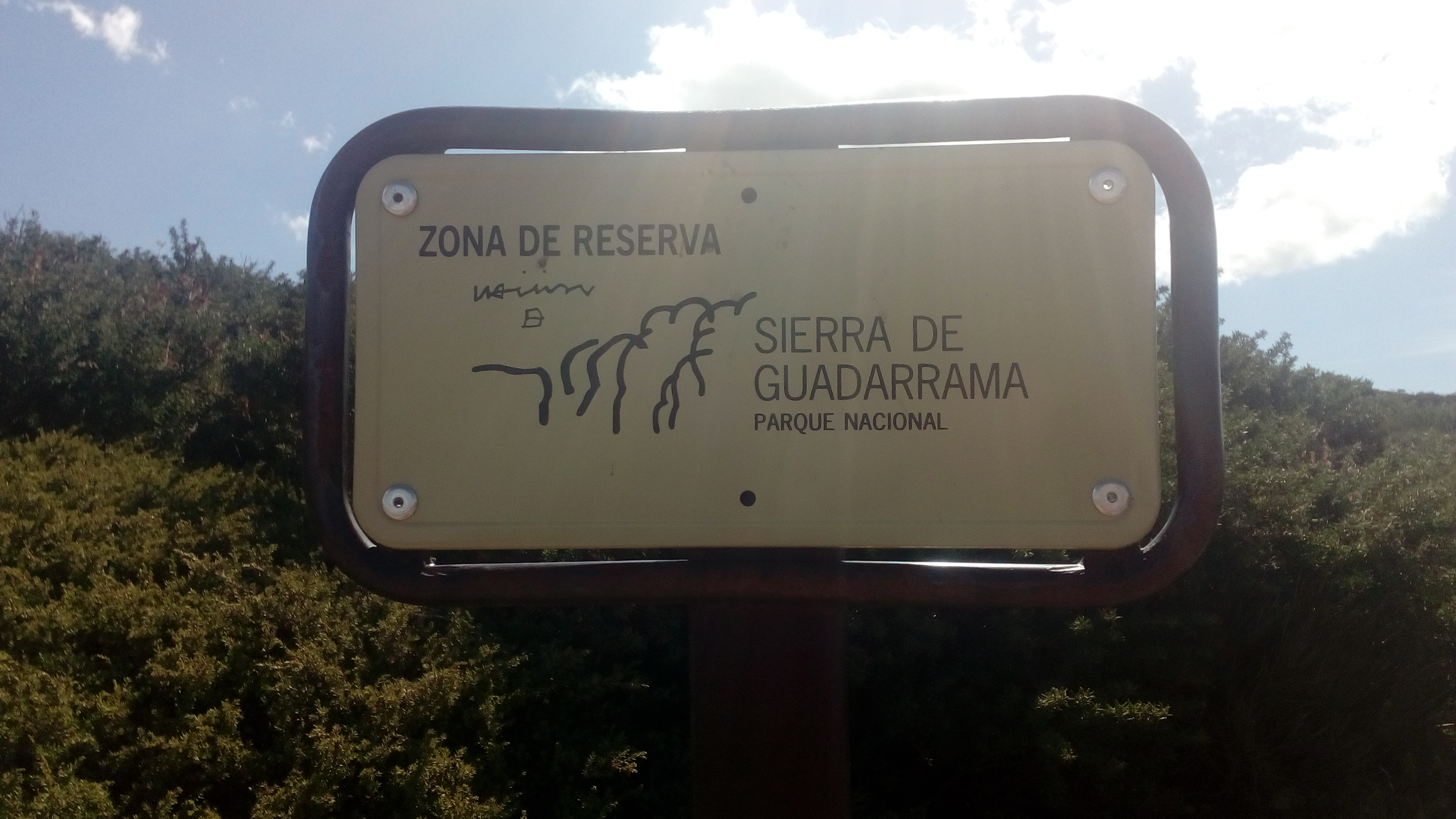
Señalización de una zona protegida en Trescasas (Segovia)

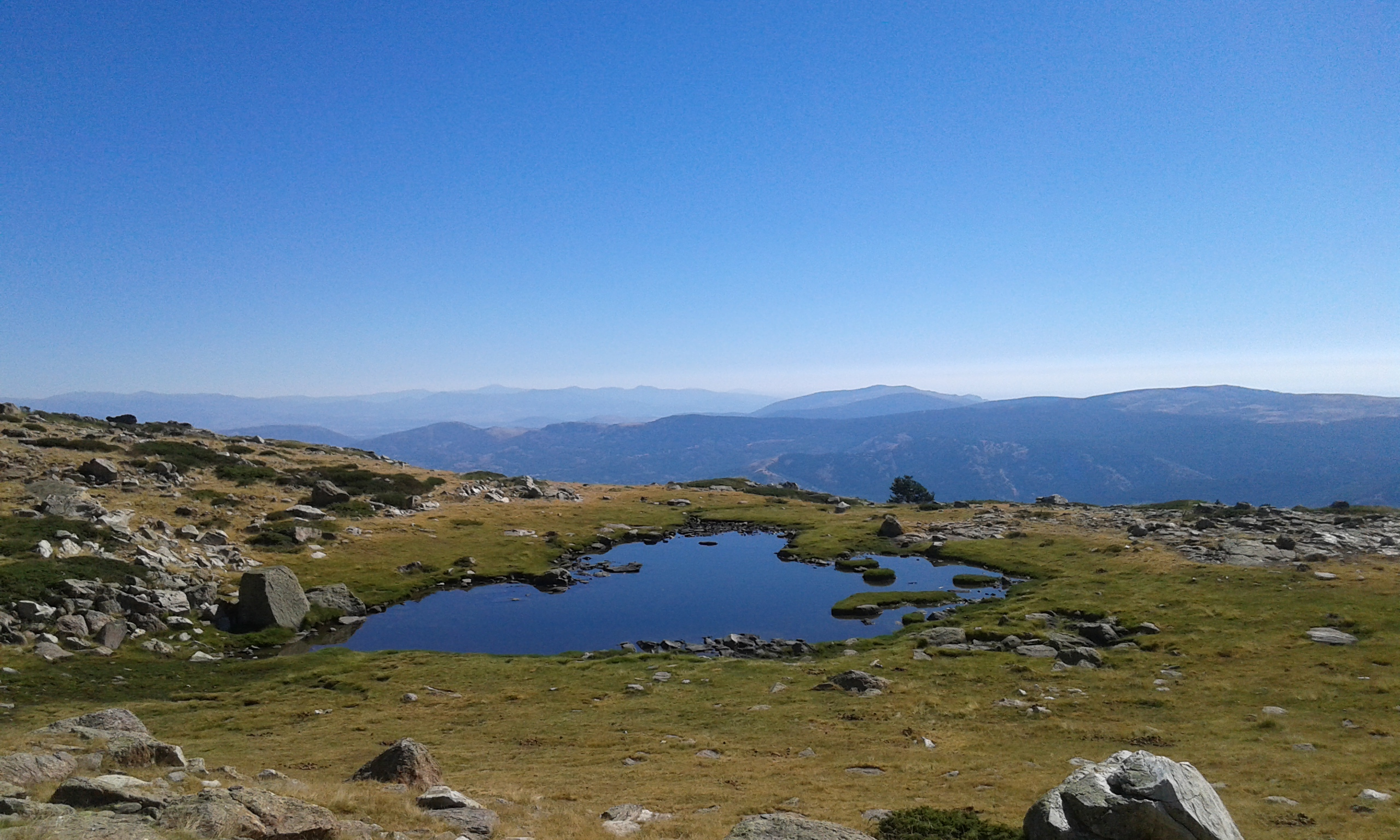
Una de las «lagunillas» del parque nacional de la Sierra de Guadarrama

El parque nacional de la sierra de Guadarrama, declarado mediante la Ley 7/2013, de 25 de junio, de declaración del parque nacional de la Sierra de Guadarrama. Protege casi 34 000 ha. El proyecto de parque nacional fue ya propuesto en 1920 por la Sociedad de Alpinismo Peñalara, pero no fue hasta el 2000 que la Comunidad de Madrid retomó la propuesta, logrando aprobar un primer Plan de Ordenación de los Recursos Naturales (PORN) en 2006, que debió ser retirado, y un segundo a finales del año 2009, no exento de críticas por varios partidos políticos, PSOE e Izquierda Unida, que se opusieron a la votación y grupos ecologistas, que estiman que con esa regulación se reduciría el nivel de protección de la sierra. Por su lado, la Junta de Castilla y León aprobó el PORN que regula su territorio en enero de 2010.
Otras reservas naturales de la sierra son:

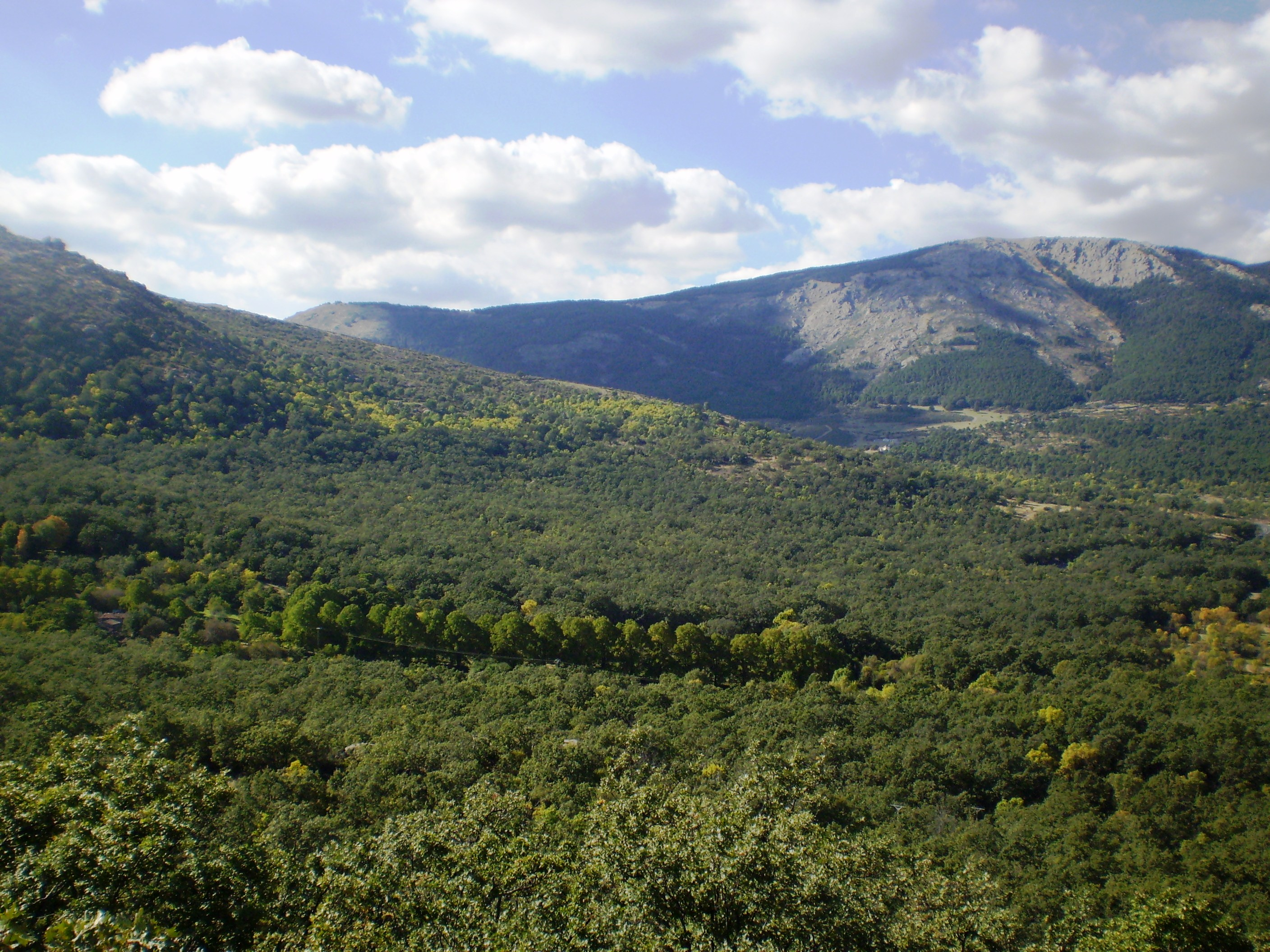
El bosque de La Herrería a los pies del Monte Abantos

- El Paraje Pintoresco del Pinar de Abantos y Zona de La Herrería, el primer espacio protegido en lo que es hoy la Comunidad de Madrid. Desde 1961 están protegidos los bosques de la ladera sur del Monte Abantos, que albergan pinos silvestres, fresnos y rebollos.
- El Parque Regional de la Cuenca Alta del Manzanares, el primer Parque Regional en declararse en la Comunidad de Madrid, en 1985. En origen solo protegía una zona de montaña muy significativa como es La Pedriza, con el mayor conjunto granítico de Europa, pero después se fue ampliando hasta alcanzar por el oeste Siete Picos y enlazar por el sur con el Monte de El Pardo, ya en Madrid, y proteger actualmente más de 47 000 hectáreas.
- El parque natural de la Cumbre, Circo y Lagunas de Peñalara (1990), que abarca la parte más alta del macizo de Peñalara, incluyendo el pico y una de las pocas formaciones glaciares de todo el Sistema Central, con tres pequeños circos, dos morrenas, y casi veinte lagunas de origen glaciar.
- Monumento natural de Interés Nacional de La Peña del arcipreste de Hita. Espacio declarado en 1930, a petición de la Real Academia Española, para conmemorar los seis siglos del Libro del Buen Amor.
- Zona de especial protección para las aves, de 69 089,6 hectáreas.

Además de estos espacios naturales con legislación y administración propias, la mayor parte de la sierra es suelo donde está prohibido construir y talar.[cita requerida]

## Montañismo y turismo

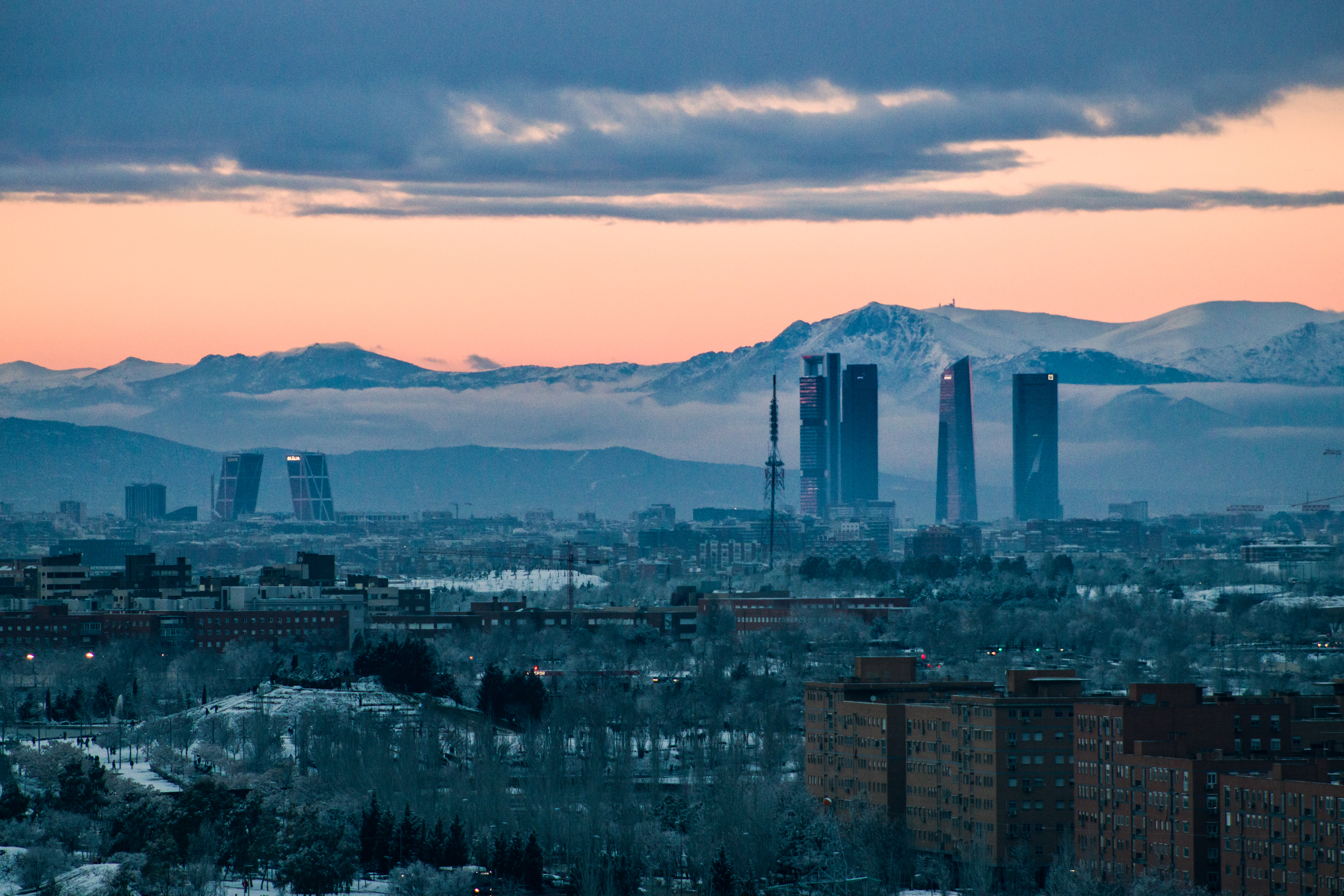
Vista de la sierra de Guadarrama desde Madrid

La sierra de Guadarrama ofrece multitud de posibilidades para practicar casi cualquier deporte de montaña, desde el senderismo hasta el paracaidismo. La proximidad de esta sierra a Segovia y Madrid y sus ciudades periféricas hace que disponga de un gran número de caminos en bastante buen estado, varias zonas de recreo y descanso, y tres estaciones de esquí. Esta sierra ha sido escenario de la formación y aprendizaje de esquiadores, escaladores, alpinistas y ciclistas famosos procedentes de Madrid y Segovia.

### Senderismo

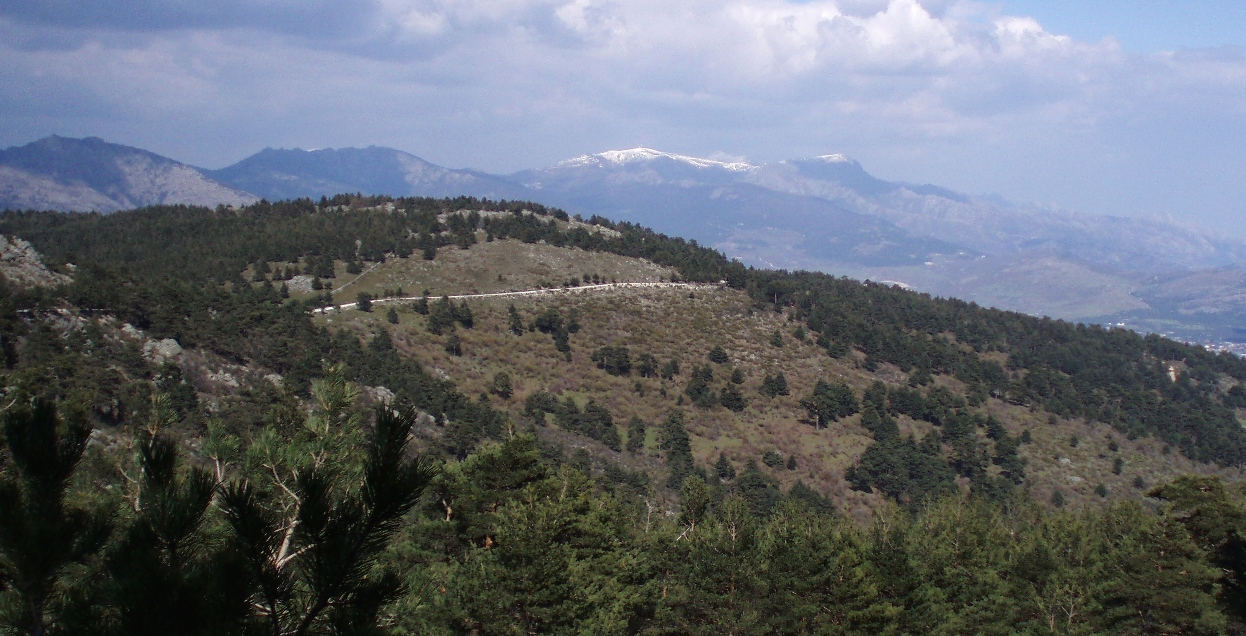
Una pista forestal en las laderas del valle de La Jarosa. Los principales picos de la sierra se ven detrás de la ladera que está en primer término.

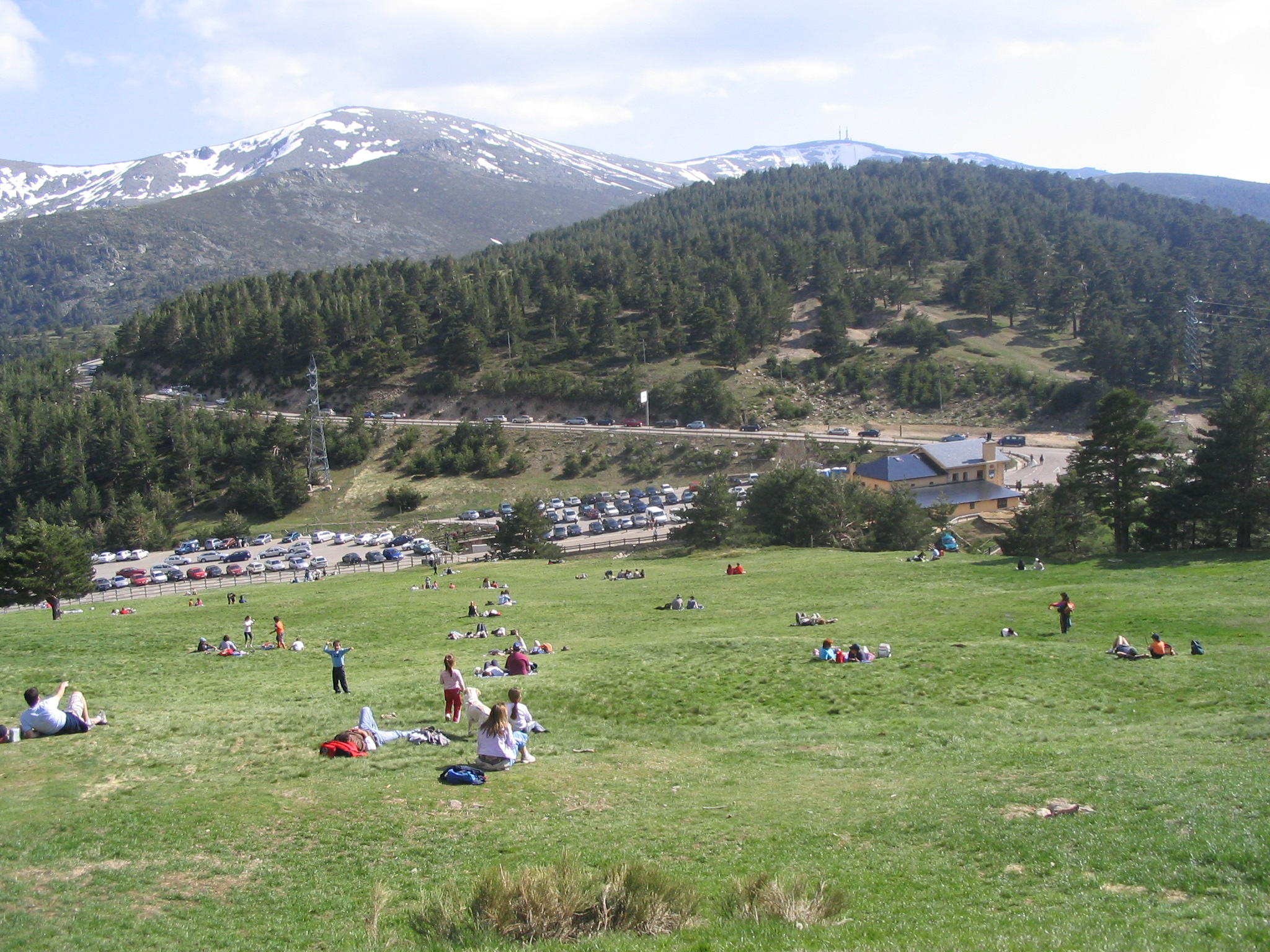
Puerto de Cotos (1830 m) inicio de las rutas del parque natural de Peñalara.

Se pueden encontrar caminos señalizados y en muy buen estado en el entorno de Robledo de Chavela y Valdemaqueda, las laderas del Monte Abantos, el entorno de los puertos de montaña de Guadarrama, Navacerrada, la Morcuera, Canencia y Navafría, en los valles de la Fuenfría, el del río Moros, la Barranca, Navalmedio, Valsaín y el del Lozoya, en el parque natural de Peñalara y en La Pedriza, entre otros lugares. Muchos de estos senderos están señalizados, y tienen áreas de descanso con barbacoas, bancos y mesas. La mayoría de estos caminos no tienen dificultad relevante durante la primavera, verano y otoño. En invierno y principio de la primavera, los caminos que transcurren por encima de los 1600 metros cobran un nivel de dificultad de alta montaña debido a que a esa altura abundan los barrancos, las zonas con hielo, los espesores de nieve suelen superar el metro y el tiempo puede cambiar muy rápidamente.

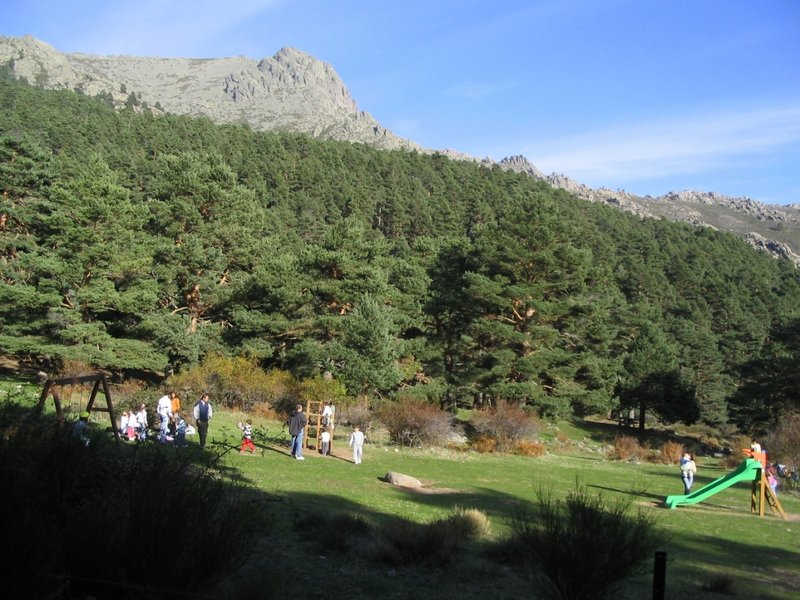
Zona recreativa del valle de la Barranca. La Maliciosa (2227 m) asoma detrás.

Por la sierra transcurren cuatro caminos de Gran Recorrido: GR-10, GR-10.1, GR-88 y GR-124. También hay más de treinta senderos clasificados de Pequeño Recorrido que recorren de manera íntegra determinadas zonas de la sierra, como por ejemplo el circular a La Pedriza (PR-M-1) y el de La Mujer Muerta (PR-M/SG-4). Existen dos caminos de interés cultural por razones de carácter histórico y monumental. Uno de ellos es una variante del Camino de Santiago que pasa por la calzada romana de la Fuenfría, y el otro es la Ruta Imperial de la Comunidad de Madrid, que transcurre por caminos empleados por Felipe II en el siglo XVI para ir al monasterio de El Escorial.
El puerto de Navacerrada (1858 m) es muy visitado por su estación de esquí, y por ser centro de recreo familiar y punto de partida de varios caminos de alta montaña. En el puerto hay varios hoteles y albergues, restaurantes, escuela y alquiler de material de esquí, un centro médico, una iglesia y un cuartel militar. Su estación de tren y autobús, y su gran aparcamiento de coches facilitan mucho su acceso, aunque son bastantes los fines de semana que queda colapsado por la gran afluencia de gente.
Otro centro de alpinismo muy importante de esta sierra es el puerto de Cotos (1830 m). A este lugar se puede acceder en tren, ya que tiene una estación, en coche y en línea regular de autobús desde Moncloa (Madrid). Dispone de un amplio aparcamiento que se suele llenar en días festivos. En el puerto hay un restaurante y el edificio del Club Alpino Español. Desde Cotos salen varios senderos que se adentran en el parque natural de Peñalara y constituye un gran centro montañero y familiar.

### Esquí

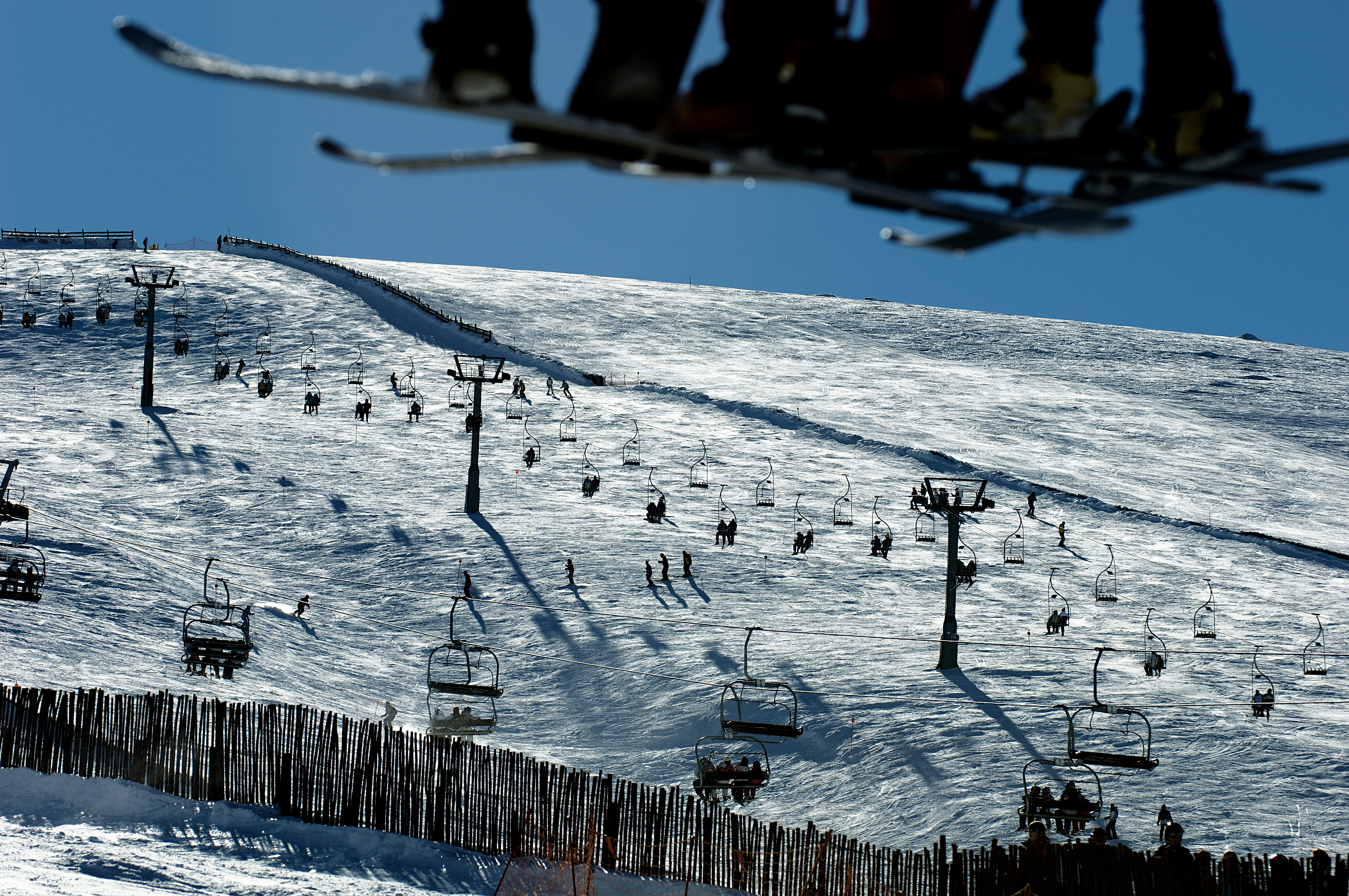
Estación de Valdesquí, ubicada en la cara norte de la Bola del Mundo.

Hay tres estaciones de esquí situadas en la sierra de Guadarrama. La más antigua de ellas es la del puerto de Navacerrada. Dispone de pistas integradas en bosques de pino silvestre, una escuela de esquí, varios hoteles y restaurantes. Otra estación es la de Valdesquí, ubicada en la cara norte de la Cuerda Larga, justo en el valle que delimitan las cumbres de la Bola del Mundo (Alto de Guarramillas) y Valdemartín. Esta es la estación más transitada, la más grande y la que más nieve conserva de las tres. El 1 de diciembre de 2007 se inauguró el Centro de esquí nórdico Navafría, una estación de esquí de fondo situada en el puerto de Navafría. Hasta 1998 existía también otra pequeña estación con base en el puerto de Cotos, llamada Valcotos, la cual fue desmantelada para regenerar el espacio natural donde se ubicaba. Tras quince años la recuperación ambiental del espacio natural ha sido completada, y en algunas de sus antiguas pistas se puede practicar hoy en día el esquí de fondo.
Estas estaciones de esquí son más pequeñas que las de los Pirineos o los Alpes, a causa de la menor superficie aprovechable para la construcción de pistas e instalaciones por encima de la cota en la que la nieve se mantiene durante todo el invierno, que varía entre los 1500 y 1700 metros.

### Ciclismo
Los puertos de montaña de la sierra de Guadarrama están íntimamente ligados al deporte del ciclismo de carretera en España. La Vuelta a España siempre discurre por ellos, pero también son famosas la Clásica de los Puertos o el Desafío Puertos de Guadarrama. 
Desde hace unos años, y en consonancia con el aumento del uso de la bicicleta por la población, ha tomado también mucha importancia la práctica de la bicicleta de montaña por pistas forestales y caminos, siendo ilegal su uso campo a través o a lo largo de cauces. Las zonas más transitadas son Cercedilla, El Escorial, Navacerrada, Guadarrama, el Valle del Lozoya y Manzanares el Real, en la vertiente madrileña, y el Valle del Eresma y el Espinar en la segoviana. Algunas administraciones han tomado ya conciencia de ello y han comenzado, o van a comenzar, a señalizar rutas dedicadas a este deporte.

### Escalada y otros deportes

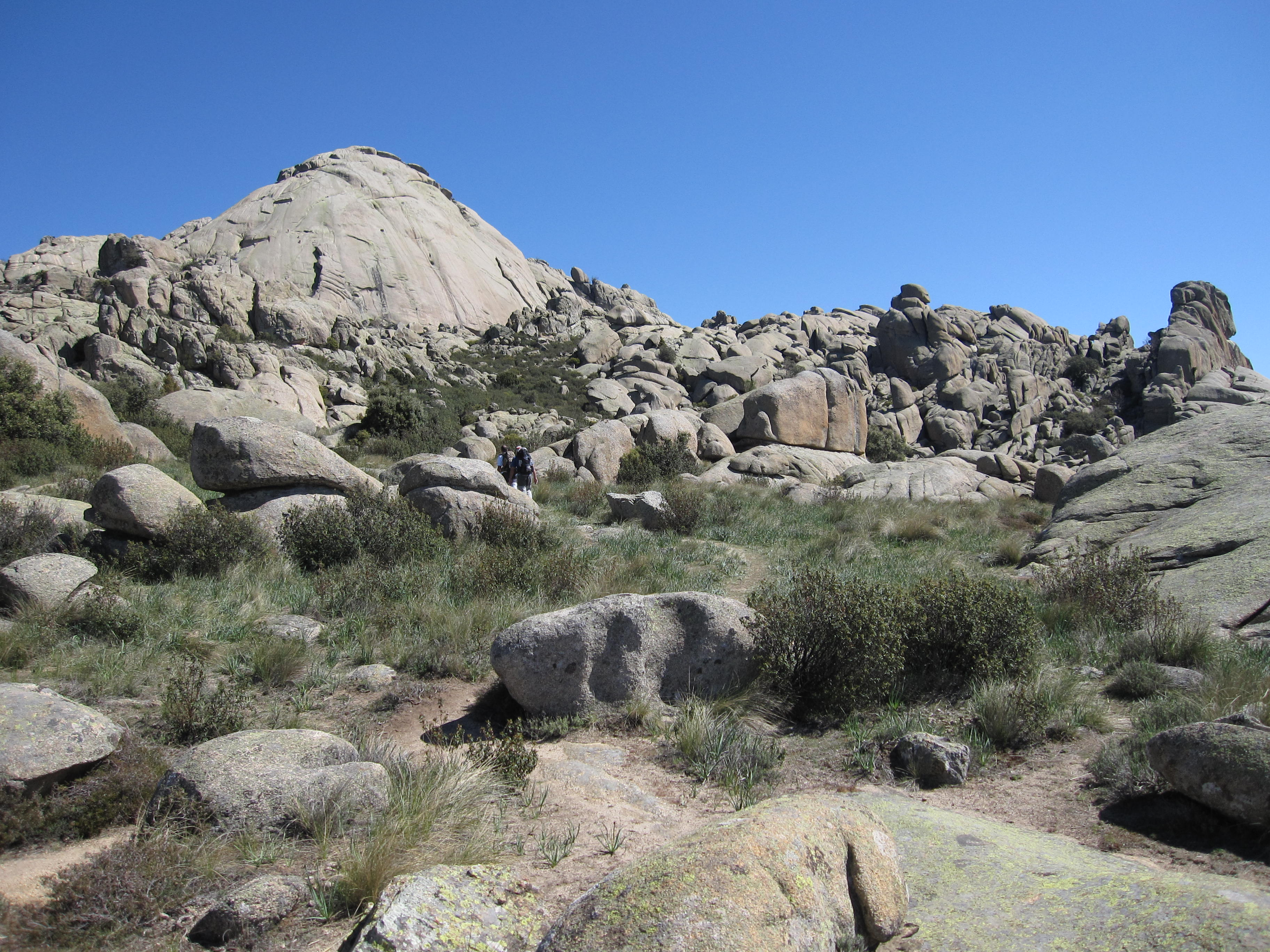
Pared sur del risco del Yelmo (1717 m), la más transitada por los escaladores que van a La Pedriza.

La escalada es un deporte muy practicado en esta sierra. La mayoría de los escaladores madrileños y segovianos importantes aprendieron este deporte en las paredes rocosas de estas montañas.[cita requerida] El mejor lugar para practicar la escalada es La Pedriza porque tiene más de dos mil vías reseñadas y de muy diversos niveles. En este paraje abundan las paredes graníticas y es el lugar más transitado por los escaladores. Una de las mejores paredes es la cara sur del Yelmo porque es la más alta y resulta muy atractiva por ser especialmente lisa. Otros lugares en los que se puede practicar la escalada son el circo de Peñalara, con muchas paredes de más de 300 metros de altura, la sierra de La Cabrera, donde hay numerosas vías en sus riscos graníticos, y el entorno meridional de la cima de La Maliciosa.
En verano las numerosas piscinas naturales, artificiales y charcas situadas en los ríos y arroyos de la sierra son muy frecuentados por bañistas, llegando a haber aglomeraciones en determinadas fechas. Una de las piscinas naturales más grandes y populares son Las Presillas, situadas en el río Lozoya muy cerca del monasterio del Paular. En los valles de la Fuenfría, el del río Moros y en La Pedriza existen también famosas piscinas y charcas. Varios clubes de montañismo y deportes ofrecen en esta sierra actividades de hípica, cuatrimotos y deportes de agua.

### Alojamientos y refugios

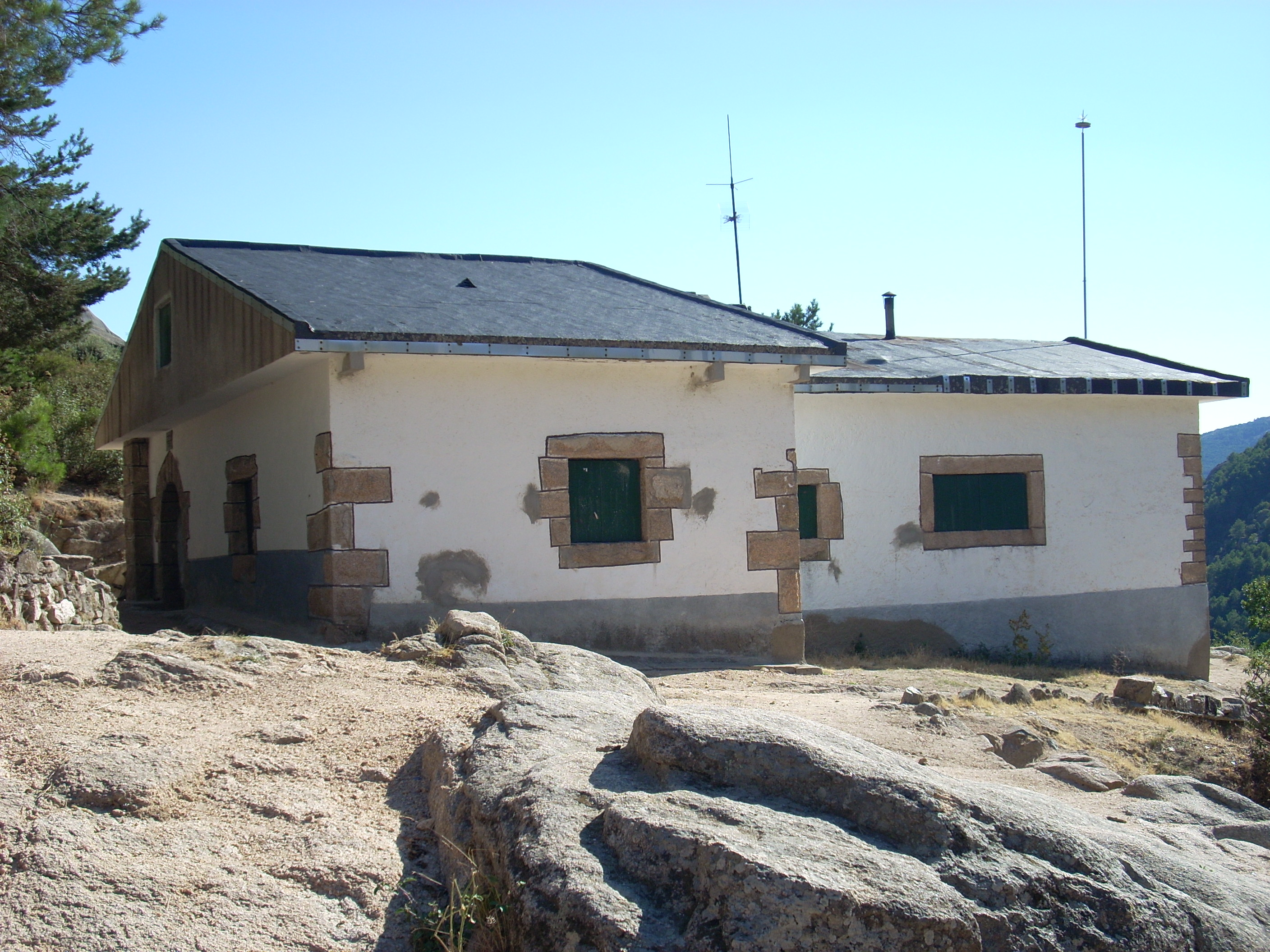
Refugio Giner de los Ríos, un refugio guardado situado en el centro de La Pedriza.

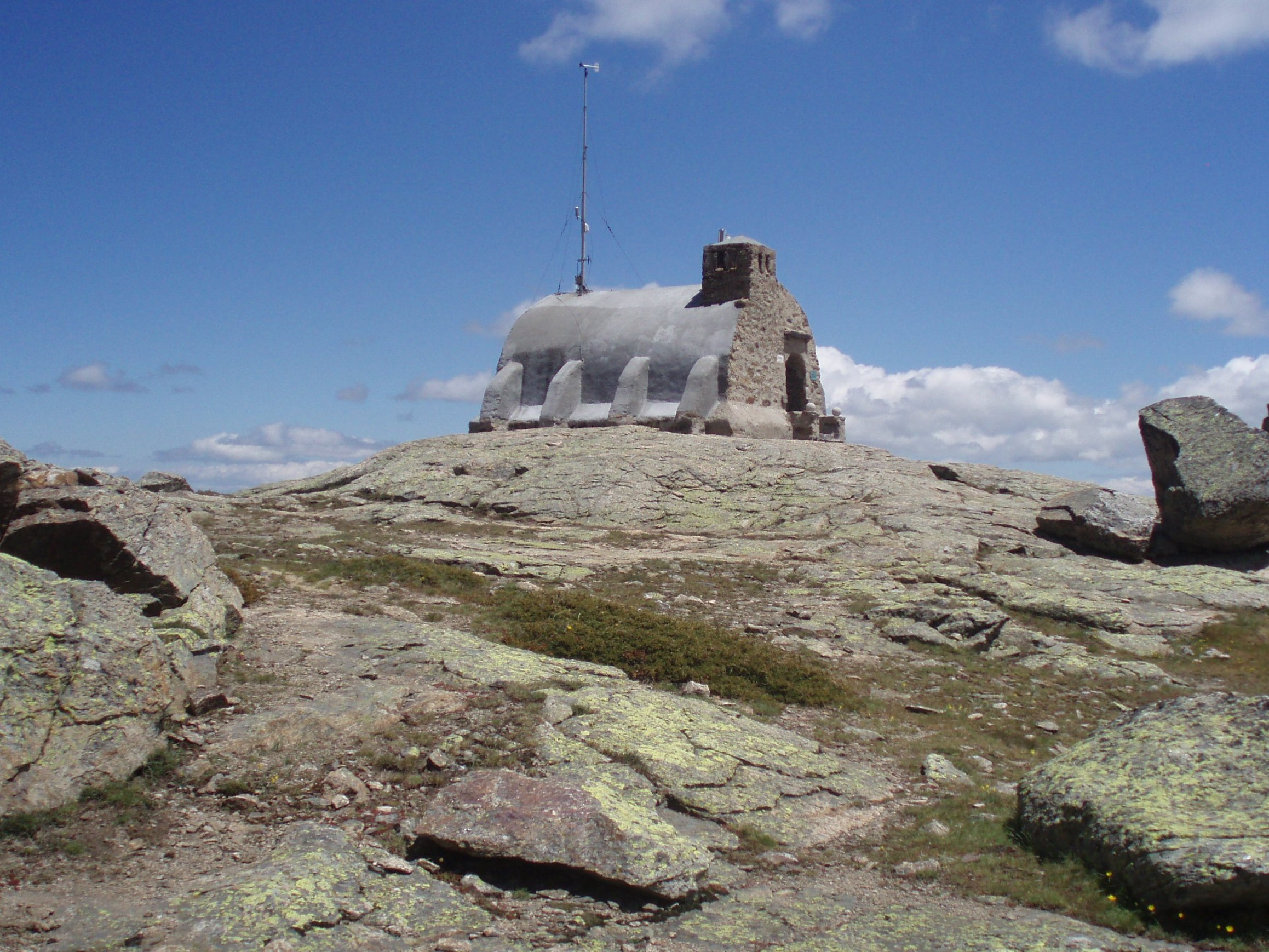
Refugio Zabala, un refugio sin guardar situado en el parque natural de Peñalara.

Existen numerosas plazas hoteleras en la sierra de Guadarrama debido a que la demanda de las mismas ha aumentado considerablemente durante la segunda mitad del siglo XX. Se pueden encontrar hoteles, hostales, albergues juveniles, casas rurales y zonas de acampada. En el puerto de Navacerrada hay varios hoteles y albergues juveniles, al igual que en los municipios situados al pie de la sierra, como son Cercedilla, Los Molinos, Guadarrama, Miraflores de la Sierra, Lozoya, Real Sitio de San Ildefonso, Los Ángeles de San Rafael, Rascafría y Manzanares el Real, entre otros. 
La afluencia de montañeros ha propiciado la creación de varios refugios de montaña. Cinco de ellos son guardados y están repartidos en el entorno de Peñalara, Cuerda Larga y la zona alta del valle del Lozoya:
- Refugio El Pingarrón: ubicado a 1825 m de altitud y a 1,5 km del puerto de Cotos, tiene 25 plazas.
- Refugio Giner de los Ríos: ubicado a 1200 m y en el centro de La Pedriza, tiene 50 plazas.
- Refugio El Palancar: ubicado a 1355 m y en el km 6,5 de la carretera de Rascafría a Miraflores de la Sierra, tiene 28 plazas.
- Refugio del puerto de la Morcuera: ubicado a 1736 m y junto al puerto de la Morcuera, tiene 40 plazas.
- Refugio de Canencia: ubicado a 1225 m y en el km 3,5 de la carretera de Canencia a Miraflores de la Sierra, tiene 24 plazas.

Aparte de los refugios guardados existen otros que no tienen vigilancia pero que sin embargo se encuentran en un buen estado de conservación y limpieza gracias a la concienciación de los montañeros que los usan. En el macizo de Peñalara existen dos refugios con estas características: en la vertiente segoviana está el Refugio Majada Hambrienta y en la madrileña el Refugio Zabala, ambos de reducidas dimensiones. También hay un refugio en la cima del Cerro de la Camorca a 1814 m, en el término municipal de Real Sitio de San Ildefonso.

## Montañas destacadas
En la tabla siguiente se recogen las principales montañas de la sierra de Guadarrama, sean por altitud —más de 1000 m, con al menos 30 m de prominencia— o por prominencia —más de 100 m. Se recogen todos los 2000 m, algunos de ellos con escasa prominencia.
Este criterio de al menos 30 m de prominencia hace que en la tabla no aparezcan algunas conocidas cumbres muy frecuentadas por los montañeros, que son parte de importantes cordales que tiene(n) alguna(s) cima(s) de más altitud. Es también el caso de riscos o picos con importantes vías de escalada, que, aunque con verticales paredones y desplomes en alguna de sus vertientes, son relativamente accesibles a través de collados desde otras.
La tabla se ha ordenado según un criterio geográfico de continuidad de la alineación, en dirección NO-SE, del siguiente modo:
- primero se recorren los montes Carpetanos, desde el puerto de Somosierra hasta el puerto de los Neveros o collado de Quebrantaherraduras;
- luego se recorre la zona central de Peñalara
- se sigue después la alineación de la sierra de la Cabrera-sierra de la Morcuera-Cuerda Larga, comenzando por la parte más occidental y yendo en la misma dirección NO-SE hasta alcanzar la alineación principal en la Bola del Mundo;
- se sigue con las cumbres de La Pedriza, desde la parte más cercana a Manzanares el Real;
- continúan las cimas de la sierra de los Porrones;
- se acaba con las sierras periféricas: la sierra de Malagón (en las provincias de Ávila y Segovia), la sierra de Ojos Albos (en la provincia de Ávila) y la sierra del Hoyo (en la provincia de Madrid). Se recogen también pequeños montes-islas situados en su proximidad.

Se han dispuesto tres rankings de altitud (tres primeras columnas) y uno de prominencia (novena columna). Los de altitud total recogen:
- el primero, las cumbres independientes —más de 300 m de prominencia,[43]— numerando solamente aquellas montañas que tengan más de 1500 m de altitud; las cimas que no la alcanzan aparecen como «—»;
- el segundo, las montañas que tengan más de 1500 m y una prominencia de 100 m; las cimas que no la alcanzan aparecen como «f/o» (fuera de orden);
- el tercero, las montañas que tengan más de 1500 m y una prominencia de 30 m; las cimas que no la alcanzan aparecen como «f/o» (fuera de orden);

Además, la tabla se puede ordenar alfanuméricamente por cada columna haciendo clic en el icono  situado en la parte superior de la columna correspondiente: un clic orden descendente, doble clic, descendente..
La referencia a pico padre se refiere a la cumbre con relación a la cual se mide la prominencia, esto es, la cumbre de más altitud a la que está unida por el collado de mayor altitud.
El sombreado ocre en las filas destaca las cumbres que están en alguna divisoria provincial: Madrid-Segovia, Segovia-Ávila y Madrid-Ávila.
| º   |     |      |                                                         |                                                    |                  |                      |                          |      |                |                                                                                   |           |                                              |                                |
| --- | --- | ---- | ------------------------------------------------------- | -------------------------------------------------- | ---------------- | -------------------- | ------------------------ | ---- | -------------- | --------------------------------------------------------------------------------- | --------- | -------------------------------------------- | ------------------------------ |
| #   | #   | #    | Nombre                                                  | Zona                                               | Altitud (metros) | Prominencia (metros) | Pico padre               | #    | Relevancia (%) | Municipio(s)                                                                      | Prov.     | Valles                                       | Comienzo de la ascensión       |
| —   | —   | 70   | Peña Zorrillo (o Los Llanos)                            | Montes Carpetanos                                  | 1662             | 43                   | Colgadizos               | f/o  | 4,4            | Somosierra (M) y Siguero (Sg)                                                     | M /SG     |                                              | P.º Somosierra                 |
| —   | 20= | 43=  | Colgadizos                                              | Montes Carpetanos                                  | 1833             | 148                  | Peña Berrocosa           | 29   | 28,49          | La Acebeda y Robregordo (M) y Prádena (Sg)                                        | M /SG     |                                              |                                |
| —   | —   | —    | Cerro del Gargantón                                     | Montes Carpetanos                                  | 1786             | 15                   | Colgadizos               | —    | 9,01           | La Acebeda (M) y Prádena (Sg)                                                     | M /SG     |                                              |                                |
| —   | —   | —    | Peña del Avellano                                       | Montes Carpetanos                                  | 1826             | 7                    | Peña Quemada             | —    |                | Braojos y La Acebeda (M) y Prádena (Sg)                                           | M /SG     |                                              |                                |
| —   | —   | 43=  | Peña Quemada                                            | Montes Carpetanos                                  | 1833             | 92                   | Peña Berrocosa           | f/o  | 23,1           | Braojos (M) y Prádena                                                             | M /SG     |                                              | Pto. de Peña Quemada           |
| —   | —   | —    | Cerro del Jabinar                                       | Montes Carpetanos                                  | 1858             | 10                   | Peña Berrocosa           | —    |                | Braojos y Gascones (M) y Arcones (Sg)                                             | M /SG     |                                              | Pto. de Peña Quemada           |
| —   | 17  | 33   | Peña Berrocosa                                          | Montes Carpetanos                                  | 1960             | 129                  | Peña del Buitre          | 34   | 28,9           | Gascones y Villavieja del Lozoya (M) y Matabuena (Sg)                             | M /SG     |                                              |                                |
| —   | —   | —    | Lomo Gordo                                              | Montes Carpetanos (m.º Reajo)                      | 2077             | 12                   | Peña del Buitre          | —    | 9,6            | Navarredonda y San Mamés (M) y Gallegos (Sg)                                      | M /SG     |                                              |                                |
| —   | —   | —    | Reajo Alto                                              | Montes Carpetanos (m.º Reajo)                      | 2099             | 11                   | Peña del Buitre          | —    | 10,4           | Navarredonda y San Mamés (M) y Gallegos y Ceguilla (Sg)                           | M /SG     | Navafría y Lozoya                            | Pto. de Navafría               |
| 04  | 12  | 18   | Peña del Buitre o La Muela                              | Montes Carpetanos (m.º Reajo)                      | 2104             | 327                  | El Nevero                | 10   | 48,60          | Ceguilla                                                                          | SG        | Navafría y Lozoya                            | Pto. de Navafría               |
| —   | —   | 19   | Reajo Capón                                             | Montes Carpetanos (m.º Reajo)                      | 2092             | 61                   | Peña del Buitre          | f/o  |                | Lozoya (M) y Ceguilla (Sg)                                                        | M /SG     | Navafría y Lozoya                            | Pto. de Navafría               |
| —   | —   | —    | Pico del Reventón                                       | Montes Carpetanos                                  | 1925             | 28                   | Reajo Capón              | —    |                | Lozoya (M) y Ceguilla (Sg)                                                        | M /SG     |                                              | Pto. de Navafría               |
| —   | —   | —    | Alto de la Pinarilla                                    | Montes Carpetanos                                  | 1867             | 9                    | Reajo Capón              | —    |                | Lozoya (M) y Ceguilla (Sg)                                                        | M /SG     |                                              | Pto. de Navafría               |
| —   | —   | 41   | Picardeñas                                              | Montes Carpetanos (cuerda tr.)                     | 1859             | 73                   | El Nevero                | f/o  |                | Navafría y Ceguilla                                                               | SG        | Navafría                                     | Pto. de Navafría               |
| —   | —   | —    | Alto del Puerto                                         | Montes Carpetanos (m.º Nevero)                     | 2094             | 5                    | El Nevero                | —    |                | Lozoya (M) y Navafría y Ceguilla (Sg)                                             | M /SG     | Navafría y Lozoya                            | Pto. de Navafría               |
| —   | —   | —    | Cima sin nombre                                         | Montes Carpetanos (m.º Nevero)                     | 2165             | 10                   | El Nevero                | —    |                | Lozoya (M) y Navafría (Sg)                                                        | M /SG     | Navafría y Lozoya                            | Pto. de Navafría               |
| —   | 06  | 08   | El Nevero                                               | Montes Carpetanos (m.º Nevero)                     | 2209             | 281                  | Padre                    | 13   | 46,50          | Pinilla del Valle (M) y Torre Val de San Pedro (Sg)                               | M /SG     | Navafría y Lozoya                            | Pto. de Navafría               |
| —   | —   | —    | Peña Cabra                                              | Montes Carpetanos (cor. trans.)                    | 2028             | 13                   | El Nevero                | —    |                | Navafría                                                                          | SG        | Navafría                                     | Alto del Gallinero             |
| —   | —   | 42   | Cancho de los Muertos                                   | Montes Carpetanos (cuerda tr.)                     | 1834             | 39                   | El Nevero                | f.o. |                | Lozoya y Pinilla del Valle                                                        | M         |                                              |                                |
| —   | —   | 11   | Alto del Porrinoso                                      | Montes Carpetanos (m.º Nevero)                     | 2171             | 80                   | El Nevero                | f/o  | 26,1           | Pinilla del Valle (M) y Torre Val de San Pedro (Sg)                               | M /SG     |                                              |                                |
| —   | —   | 29   | Romalo Pelado                                           | Montes Carpetanos                                  | 1975             | 34                   | Alto del Porrinoso       | f/o  |                | Torre Val de San Pedro (Sg)                                                       | SG        |                                              |                                |
| —   | —   | —    | Cerro Pelado                                            | Montes Carpetanos (m.º Nevero)                     | 2056             | 29                   | Alto del Porrinoso       | —    |                | Torre Val de San Pedro (Sg)                                                       | SG        |                                              |                                |
| —   | —   | —    | Cerro Negro                                             | Montes Carpetanos (m.º Nevero)                     | 2087             | 8                    | Alto del Porrinoso       | —    |                | Collado Hermoso y Pelayos del Arroyo (Sg)                                         | SG        |                                              |                                |
| —   | —   | —    | Cerro Malo                                              | Montes Carpetanos (m.º Nevero)                     | 2076             | 10                   | Alto del Porrinoso       | —    |                | Torre Val de San Pedro (Sg)                                                       | SG        |                                              |                                |
| —   | —   | —    | Regajo Hondo                                            | Montes Carpetanos (m.º Nevero)                     | 2078             | 10                   | Alto del Porrinoso       | —    |                | Torre Val de San Pedro (Sg)                                                       | SG        |                                              |                                |
| —   | —   | —    | Peñacabra                                               | Montes Carpetanos                                  | 2161             | 16                   | Alto del Porrinoso       | —    |                | Pinilla del Valle (M) y Torre Val de San Pedro (Sg)                               | M /SG     |                                              |                                |
| —   | —   | —    | Hoyo Cerrado                                            | Montes Carpetanos                                  | 2157             | 28                   | Alto del Porrinoso       | —    |                | Alameda del Valle (M) y Pelayos del Arroyo (Sg)                                   | M /SG     |                                              |                                |
| —   | —   | —    | Peñas Crecientes                                        | Montes Carpetanos                                  | 2004             | 6                    | Alto del Porrinoso       | —    |                | Alameda del Valle y Rascafría (M) y Santo Domingo de Pirón y Collado Hermoso (Sg) | M /SG     |                                              | P.º de Malagosto               |
| —   | —   | —    | Alto de las Calderuelas                                 | Montes Carpetanos                                  | 2055             | 10                   | La Flecha                | —    | 8,4            | Rascafría (M) y Trescasas (Sg)                                                    | M /SG     | Rascafría y San Ildefonso                    | P.º de las Calderuelas         |
| —   | —   | —    | Las Poyatas                                             | Montes Carpetanos                                  | 2013             | 48                   | La Flecha                | f/o  |                | Rascafría (M) y Trescasas (Sg)                                                    | M /SG     | Rascafría y San Ildefonso                    | P.º de las Calderuelas         |
| —   | 13  | 21   | La Flecha                                               | Montes Carpetanos (m.º Reventón)                   | 2077             | 144                  | El Reventón              | 30   | 32             | Rascafría (M) y Trescasas (Sg)                                                    | M /SG     | Rascafría y San Ildefonso                    | Rascafría                      |
| —   | 14  | 22   | El Cancho                                               | Montes Carpetanos (m.º Reventón)                   | 2042             | 119                  | La Flecha                | 36   |                | Rascafría (M) y Trescasas y Palazuelos de Eresma (SG)                             | M /SG     |                                              | Puerto de Cotos                |
| —   | —   | 20   | El Reventón                                             | Montes Carpetanos (m.º Reventón)                   | 2079             | 40                   | Padre                    | f/o  | 16,9           | Rascafría (M) y Palazuelos de Eresma (Sg)                                         | M /SG     | Rascafría y San Ildefonso                    | P.º del Reventón               |
| —   | 10  | 15   | Alto del Morete o cerro Morete                          | Montes Carpetanos (m.º Reventón)                   | 2133             | 118                  | Alto de los Neveros      | 37   | 29,5           | Rascafría (M) y San Ildefonso                                                     | M /SG     | Rascafría y San Ildefonso                    | P.º del Reventón               |
| —   | —   | —    | Alto de los Poyales                                     | Montes Carpetanos (m.º Reventón)                   | 2081             | 27                   | Alto del Morete          | —    |                | Rascafría (M) y San Ildefonso                                                     | M /SG     | Rascafría y San Ildefonso                    | P.º de los Poyales             |
| —   | —   | 13   | Alto de los Neveros                                     | Montes Carpetanos (m.º Reventón)                   | 2139             | 43                   | Peñalara                 | f.o. |                | Rascafría (M) y San Ildefonso                                                     | M /SG     |                                              | P.º de los Poyales             |
| —   | —   | 80   | Cerro de las Posiciones o La Asperilla                  | Montes Carpetanos (cordal paralelo separado)       | 1641             | 56                   | Cerro de las Cardosillas | f/o  | 97             | Trescasas y Palazuelos de Eresma                                                  | SG        |                                              |                                |
| —   | —   | 82   | Cerro de las Cardosillas                                | Montes Carpetanos (cordal paralelo separado)       | 1636             | 71                   | La Atalaya               | f/o  | 97             | Trescasas y Palazuelos de Eresma                                                  | SG        |                                              |                                |
| —   | —   | 77   | La Atalaya                                              | Montes Carpetanos (cordal paralelo separado)       | 1646             | 97                   | padre                    | f/o  | 97             | Trescasas y Palazuelos de Eresma                                                  | SG        |                                              |                                |
| —   | —   | —    | Risco de los Pájaros²                                   | Zona central (m.º Peñalara)                        | 2334             | 8                    | Risco de los Claveles    | —    | 8,21           | Rascafría (M) y San Ildefonso                                                     | M /SG     | Valsaín y Lozoya                             | Puerto de Cotos                |
| —   | —   | —    | Risco de los Claveles²                                  | Zona central (m.º Peñalara)                        | 2388             | 13                   | Peñalara                 | —    | 10,66          | Rascafría (M) y San Ildefonso                                                     | M /SG     | Valsaín y Lozoya                             | Puerto de Cotos                |
| 01  | 01  | 01   | Peñalara                                                | Zona central (m.º Peñalara)                        | 2428             | 1113                 | Padre                    | 01   | 100,00         | Rascafría (M) y San Ildefonso                                                     | M /SG     | Valsaín y Lozoya                             | Puerto de Cotos                |
| —   | —   | —    | Hermana Mayor²                                          | Zona central (m.º Peñalara)                        | 2285             | 20                   | Peñalara                 | —    | 12,76          | Rascafría (M) y San Ildefonso                                                     | M /SG     | Valsaín y Lozoya                             | Puerto de Cotos                |
| —   | —   | —    | Hermana Meyor²                                          | Zona central (m.º Peñalara)                        | 2269             | 14                   | Peñalara                 | —    |                | Rascafría (M) y San Ildefonso                                                     | M /SG     | Valsaín y Lozoya                             | Puerto de Cotos                |
| —   | —   | —    | Peña Citores o cerro de la Fuente de los Pájaros        | Zona central (m.º Peñalara)                        | 2181             | 26                   | Padre                    | —    | 14,1           | San Ildefonso                                                                     | SG        | Valsaín y Lozoya                             | Puerto de Cotos                |
| —   | 28  | 67   | Cabeza Mediana                                          | Zona central (m.º Peñalara) (algo separada)        | 1691             | 109                  | Peñalara                 | 39   | 22,52          | Rascafría                                                                         | M         | Lozoya                                       | Mirador de los Robledos        |
| f/o | f/o | f/o  | Cancho de la Cabeza                                     | Sierra de La Cabrera                               | 1263             | 332                  | Pico de la Miel          | 09   |                | Patones                                                                           | M         |                                              |                                |
| —   | —   | f/o  | Cabeza de Cerugea                                       | Sierra de La Cabrera                               | 1220             | 56                   | Cancho de la Cabeza      | f/o  |                | Patones y El Berrueco                                                             | M         |                                              |                                |
| —   | —   | f/o  | Las Cabreras                                            | Sierra de La Cabrera                               | 1177             | 86                   | Pico de la Miel          | f/o  |                | El Berrueco                                                                       | M         |                                              | El Berrueco                    |
| —   | —   | f/o  | Pico de las Vacas                                       | Sierra de La Cabrera                               | 1164             | 73                   | Las Cabreras             | f/o  |                | El Berrueco                                                                       | M         |                                              |                                |
| —   | —   | f/o  | Peña del Pesebre                                        | Sierra de La Cabrera                               | 1131             | 36                   | Pico de las Vacas        | f/o  |                | El Berrueco                                                                       | M         |                                              |                                |
| —   | —   | f/o  | Pico de la Miel                                         | Sierra de La Cabrera                               | 1392             | 49                   | Cancho Gordo             | f/o  |                | La Cabrera                                                                        | M         |                                              |                                |
| —   | —   | ?f/o | El Pormoso                                              | Sierra de La Cabrera                               | 1455             | 49                   | Cancho Gordo             | f/o  |                | La Cabrera                                                                        | M         |                                              |                                |
| —   | —   | f/o  | Cancho de la Bola                                       | Sierra de La Cabrera                               | 1495             | 72                   | Cancho Gordo             | f/o  |                | La Cabrera                                                                        | M         |                                              |                                |
| —   | 31  | 89   | Cancho Gordo                                            | Sierra de La Cabrera                               | 1564             | 269                  |                          | 15   | 32,41          | La Cabrera                                                                        | M         |                                              |                                |
| —   | —   | 91=  | Cancho Largo                                            | Sierra de La Cabrera                               | 1560             | 35                   | Cancho Gordo             | f/o  |                | La Cabrera                                                                        | M         |                                              |                                |
| —   | —   | f/o  | La Cabeza                                               | Sierra de La Cabrera                               | 1261             | 90                   | Cancho Gordo             | f/o  |                | La Cabrera                                                                        | M         |                                              |                                |
| —   | —   | f/o  | Torre de Valdemanco                                     | Sierra de La Cabrera                               | 1446             | 30                   | Cancho Largo             | f/o  |                | Valdemanco                                                                        | M         |                                              |                                |
| —   | —   | 84   | Cachiporrilla                                           | Altos del Hontanar (transv. Morcuera)              | 1620             | 86                   | Espartal                 | f/o  | ?              | Canencia y Lozoya                                                                 | M         |                                              | Alameda del Valle              |
| —   | —   | 88   | Pico sin nombre en el Gamonal                           | Altos del Hontanar (transv. Morcuera)              | 1583             | 35                   | Cachiporrilla            | f/o  | ?              | Canencia, Lozoya y Pinilla del Valle                                              | M         |                                              | Alameda del Valle              |
| —   | —   | 87   | Cagarralo                                               | Altos del Hontanar (transv. Morcuera)              | 1587             | 36                   | Cerro del Águila         | f/o  | ?              | Canencia y Pinilla del Valle                                                      | M         |                                              | Alameda del Valle              |
| —   | —   | 71   | Cerro del Águila                                        | Altos del Hontanar (transv. Morcuera)              | 1661             | 48                   | Espartal                 | f/o  | ?              | Canencia y Pinilla del Valle                                                      | M         |                                              | Alameda del Valle              |
| —   | —   | 62   | Espartal                                                | Altos del Hontanar (transv. Morcuera)              | 1733             | 58                   | Perdiguera               | f/o  | ?              | Canencia y Rascafría                                                              | M         |                                              | Alameda del Valle              |
| —   | f/o | f/o  | Picazuelos                                              | Sierra de la Morcuera                              | 1258             | 125                  | Cerro Perdigón           | f/o  | ?              | Puentes Viejas                                                                    | M         |                                              |                                |
| —   | —   | f/o  | Peña Caldera                                            | Sierra de la Morcuera                              | 1177             | 38                   | Picazuelos               | f/o  | ?              | Buitrago de Lozoya y Lozoyuela-Navas-Sieteiglesias                                | M         |                                              |                                |
| —   | —   | f/o  | Cerro Bullero                                           | Sierra de la Morcuera                              | 1212             | 42                   | Cerro Perdigón           | f/o  | ?              | Buitrago de Lozoya, Garganta de los Montes y Lozoyuela-Navas-Sieteiglesias        | M         |                                              |                                |
| —   | —   | f/o  | Cerro Perdigón                                          | Sierra de la Morcuera                              | 1281             | 42                   | Cabeza del Cuadrón       | f/o  | ?              | Garganta de los Montes                                                            | M         |                                              |                                |
| —   | —   | f/o  | Cabeza del Cuadrón                                      | Sierra de la Morcuera                              | 1378             | 96                   | Regajo o Peña Negra      | f/o  | ?              | Garganta de los Montes                                                            | M         |                                              |                                |
| —   | —   | 47   | Regajo o Peña Negra                                     | Sierra de la Morcuera                              | 1828             | 54                   | Mondalindo               | f/o  | ?              | Valdemanco y Garganta de los Montes                                               | M         |                                              | Alameda del Valle              |
| 06  | 20= | 43=  | Mondalindo o Cabeza del Cervunal                        | Sierra de la Morcuera                              | 1833             | 351                  | Perdiguera               | 08   | 43,88          | Bustarviejo, Canencia y Garganta de los Montes                                    | M         | El Pedregal (Bustarviejo)                    |                                |
| —   | —   |      | Cabeza Herreros                                         | Sierra de la Morcuera (cor. trans.)                | 1341             | 45                   | Perdiguera               | f/o  |                | Canencia y Garganta de los Montes                                                 | M         | El Pedregal (Bustarviejo)                    |                                |
| —   | —   | f/o  | Peña Gorda                                              | Sierra de la Morcuera (cor. trans.)                | 1478             | 74                   | Mondalindo               | f/o  |                | Canencia y Garganta de los Montes                                                 | M         | El Pedregal (Bustarviejo)                    |                                |
| —   | 24  | 56   | Cabeza de la Braña                                      | Sierra de la Morcuera                              | 1771             | 164                  | Mondalindo               | 26   |                | Bustarviejo y Canencia                                                            | M         |                                              |                                |
| —   | 33  | 91=  | Cabeza Arcón                                            | Sierra de la Morcuera (algo separada)              | 1560             | 282                  | Cabeza de la Braña       | 11   | ?              | Bustarviejo                                                                       | M         |                                              |                                |
| —   | 34  | 94   | Cerro El Pendón                                         | Sierra de la Morcuera (algo separada)              | 1544             | 136                  | Cabeza Arcón             | 31   | ?              | Bustarviejo                                                                       | M         |                                              |                                |
| —   | —   | 40   | La Perdiguera                                           | Sierra de la Morcuera                              | 1862             | 66                   | Padre                    | f/o  | 19,32          | Bustarviejo, Canencia y Miraflores de la Sierra                                   | M         |                                              | P.º Morcuera                   |
| —   | —   | —    | Cerro La Genciana                                       | Sierra de la Morcuera                              | 1866             | 29                   | La Perdiguera            | —    | ?              | Canencia y Miraflores de la Sierra                                                | M         |                                              | P.º Morcuera                   |
| —   | —   | 46   | Piedras Coloradas                                       | Sierra de la Morcuera                              | 1831             | 57                   | La Najarra               | —    | ?              | Rascafría y Miraflores de la Sierra                                               | M         |                                              | P.º Morcuera                   |
| —   | —   | —    | Cerro Merino                                            | Sierra de la Morcuera (trasnv.)                    | 1707             | 29                   | La Najarra               | —    | ?              | Rascafría y Miraflores de la Sierra                                               | M         |                                              | P.º Morcuera                   |
| —   | —   | 53   | Peñas Viborizas                                         | Sierra de la Morcuera (trasnv.)                    | 1788             | 57                   | La Perdiguera            | f/o  | ?              | Canencia, Pinilla del Valle y Rascafría                                           | M         |                                              | P.º Morcuera                   |
| —   | 11  | 17   | La Najarra                                              | Cuerda Larga                                       | 2120             | 132                  | Loma de Bailanderos      | 32   | 30,62          | Rascafría y Miraflores de la Sierra                                               | M         | Lozoya y San Blas                            | P.º Morcuera                   |
| —   | —   | 16   | Loma de Bailanderos                                     | Cuerda Larga                                       | 2133             | 82                   | Asómate de Hoyos         | f/o  | 24,38          | Rascafría y Manzanares el Real                                                    | M         | Lozoya y San Blas                            | P.º Morcuera                   |
| —   | —   | 06   | Asómate de Hoyos                                        | Cuerda Larga                                       | 2242             | 65                   | Cabezas de Hierro        | f/o  | 22,65          | Rascafría y Manzanares el Real                                                    | M         | Lozoya, San Blas y Manzanares \|P.º Morcuera |                                |
| —   | —   | —    | Peña Lindera                                            | Cuerda Larga (cuerda desde Asómate de Hoyos)       | 2107             | 28                   | Asómate de Hoyos         | —    | 14,09          | Rascafría y Manzanares el Real                                                    | M         | Manzanares y San Blas                        | P.º Morcuera                   |
| —   | —   | —    | Alto de Matasanos                                       | Cuerda Larga                                       | 2056             | 12                   | Peña Lindera             | —    | ?              | Rascafría y Manzanares el Real                                                    | M         | Manzanares y San Blas                        | P.º Morcuera                   |
| —   | —   | —    | Navahondilla                                            | Cuerda Larga                                       | 2235             | 6                    | Loma de Pandasco         | —    |                | Rascafría y Manzanares el Real                                                    | M         | Lozoya, San Blas y Manzanares \|P.º Morcuera |                                |
| —   | —   | —    | Loma de Pandasco                                        | Cuerda Larga                                       | 2247             | 27                   | Cabezas de Hierro        | —    | 14,02          | Rascafría y Manzanares el Real                                                    | M         | Lozoya y Manzanares                          | Apto. de Valdesquí             |
| 02  | 02  | 02   | Cabeza de Hierro Mayor                                  | Cuerda Larga                                       | 2381             | 551                  | Peñalara                 | 02   | 69,27          | Rascafría y Manzanares el Real                                                    | M         | Lozoya y Manzanares                          | Apto. de Valdesquí             |
| —   | —   | 03   | Cabeza de Hierro Menor                                  | Cuerda Larga                                       | 2376             | 49                   | Cabeza de Hierro Mayor   | f/o  | 69,27          | Rascafría y Manzanares el Real                                                    | M         | Lozoya y Manzanares                          | Apto. de Valdesquí             |
| —   | 03  | 04   | Cerro de Valdemartín                                    | Cuerda Larga                                       | 2280             | 129                  | Cabezas de Hierro        | 35=  | 32,35          | Rascafría y Manzanares el Real                                                    | M         | Lozoya y Manzanares                          | Apto.de Valdesquí              |
| —   | 04  | 05   | Bola del Mundo o Alto de las Guarramillas               | Cuerda Larga                                       | 2265             | 103                  | Cerro de Valdemartín     | 41   | 28,75          | Rascafría y Navacerrada                                                           | M /SG     | Valsaín, Lozoya, Manzanares y La Barranca    | P.º Navacerrada                |
| —   | —   | 39   | Peña Horcón                                             | Cuerda Larga (cuerda de las Cabrillas, trans.)     | 1881             | 34                   | Bola del Mundo           | —    |                | Cercedilla y Navacerrada                                                          | M         |                                              |                                |
| —   | —   | —    | El Alcornocal (o Miramar)                               | La Pedriza                                         | 1148             | 23                   | El Yelmo                 | —    | ?              | Manzanares el Real                                                                | M         | Manzanares el Real                           |                                |
| —   | —   | 64   | El Yelmo o Peña del Diezmo                              | La Pedriza                                         | 1717             | 62                   | Los Fantasmas            | f/o  | ?              | Manzanares el Real                                                                | M         | Manzanares y San Blas                        | Canto Cochino                  |
| —   | 27  | 63   | Los Fantasmas                                           | La Pedriza                                         | 1727             | 274                  | Torre de los Buitres     | 14   | 36,50          | Manzanares el Real                                                                | M         | Manzanares y San Blas                        | Canto Cochino                  |
| —   | —   | —    | Risco del Acebo                                         | La Pedriza                                         | 1631             | 26                   | Los Fantasmas            | —    | —              | Manzanares el Real                                                                | M         | Manzanares y San Blas                        | Canto Cochino                  |
| —   | —   | 65   | El Torro                                                | La Pedriza                                         | 1706             | 32                   | Torre de los Buitres     | f/o  | ?              | Manzanares el Real                                                                | M         | Manzanares y San Blas                        | Canto Cochino                  |
| —   | —   | —    | El Pájaro                                               | La Pedriza                                         | 1549             | 14                   | El Torro                 | —    | ?              | Manzanares el Real                                                                | M         | Manzanares y San Blas                        | Canto Cochino                  |
| —   | —   | 48   | Torre de los Buitres                                    | La Pedriza                                         | 1827             | 42                   | Cerro de los Hoyos       | f/o  | ?              | Manzanares el Real                                                                | M         | Manzanares y San Blas                        | Canto Cochino                  |
| —   | —   | 34   | Cerro de los Hoyos                                      | La Pedriza                                         | 1946             | 64                   | Torres de La Pedriza     | f/o  | —              | Manzanares el Real                                                                | M         | Manzanares y San Blas                        | Canto Cochino                  |
| —   | —   | 23   | Torres de La Pedriza                                    | La Pedriza                                         | 2029             | 65                   | Asómate de Hoyos         | f/o  | 20,77          | Manzanares el Real                                                                | M         | Manzanares y San Blas                        | Canto Cochino                  |
| —   | —   | 37   | Las Milaneras                                           | La Pedriza                                         | 1917             | 32                   | Torres de La Pedriza     | f/o  | ?              | Manzanares el Real                                                                | M         | Manzanares y San Blas                        | Canto Cochino                  |
| —   | —   | 51   | Cancho Centeno                                          | La Pedriza                                         | 1798             | 43                   | Las Milaneras            | f/o  | ?              | Manzanares el Real                                                                | M         | Manzanares y San Blas                        | Canto Cochino                  |
| —   | —   | 38   | Peña Horcajo                                            | La Pedriza                                         | 1353             | 49                   | Cancho Centeno           | f/o  | ?              | Manzanares el Real                                                                | M         | Manzanares                                   | Canto Cochino                  |
| —   | 40  | ?    | La Camorza                                              | Sierra de los Porrones                             | 1213             | 131                  | Torreta de los Porrones  | 33   | ?              | Manzanares el Real                                                                | M         | Manzanares                                   |                                |
| —   | —   | 54   | Torreta de los Porrones                                 | Sierra de los Porrones                             | 1372             | 31                   | Peña Blanca              | f/o  | 9,27           | El Boalo                                                                          | M         | Manzanares                                   | C.º de Quebrantaherraduras     |
| —   | —   | 85   | Peña Blanca                                             | Sierra de los Porrones                             | 1598             | 33                   | Cancho de las Porras     | f/o  | ?              | El Boalo y Manzanares el Real                                                     | M         | Manzanares                                   | C.º de Quebrantaherraduras     |
| —   | —   | 68   | Cancho de las Porras                                    | Sierra de los Porrones                             | 1679             | 58                   | La Maliciosa Baja        | f/o  | 16,30          | El Boalo y Manzanares el Real                                                     | M         | Manzanares                                   | C.º de Quebrantaherraduras     |
| —   | —   | —    | Cancho Porrón                                           | Sierra de los Porrones                             | 1669             | 10                   | La Maliciosa Baja        | —    | 6,72           | El Boalo y Manzanares el Real                                                     | M         | Manzanares                                   | C.º de Quebrantaherraduras     |
| —   | —   | 36   | La Maliciosa Baja                                       | Sierra de los Porrones                             | 1939             | 51                   | La Maliciosa             | f/o  | 17,65          | El Boalo y Manzanares el Real                                                     | M         | Manzanares                                   | Collado de Quebrantaherraduras |
| —   | —   | —    | Cerro de las Barreras                                   | Sierra de los Porrones (cordal transversal)        | 1772             | 24                   | La Maliciosa Baja        | —    | —              | Manzanares el Real                                                                | M         |                                              |                                |
| —   | —   | 74   | Cerro Ortigoso                                          | Sierra de los Porrones (cordal transversal)        | 1653             | 37                   | La Maliciosa Baja        | f/o  | —              | Manzanares el Real                                                                | M         |                                              |                                |
| —   | 05  | 07   | La Maliciosa                                            | Sierra de los Porrones                             | 2227             | 153                  | Bola del Mundo           | 28   | 34,55          | El Boalo, Becerril de la Sierra y Manzanares el Real                              | M         | La Barranca y Manzanares                     | P.º Navacerrada                |
| —   | —   | —    | El Peñotillo                                            | Sierra de los Porrones (cuerda de los Almorchones) | 2124             | 26                   | La Maliciosa             | —    |                | Becerril de la Sierra                                                             | M         | La Barranca y Manzanares                     | P.º Navacerrada                |
| —   | —   | ?    | Peña Retuerta                                           | Sierra de los Porrones (cuerda de los Almorchones) | 1428             | 51                   | La Maliciosa             | f/o  |                | Becerril de la Sierra y Navacerrada                                               | M         |                                              |                                |
| —   | —   | 30   | Alto del Telégrafo                                      | Zona central                                       | 1975             | 38                   | Padre                    | f/o  | 15,49          | San Ildefonso (Sg) / Cercedilla (M)                                               | M /SG     | Valsaín y Navalmedio                         | P.º Navacerrada                |
| —   | 09  | 14   | Siete Picos                                             | Zona central                                       | 2136             | 281,8                | Padre                    | 12   | 44,94          | San Ildefonso (Sg) / Cercedilla (M)                                               | M /SG     | La Fuenfría, Valsaín y Navalmedio            | P.º Navacerrada                |
| —   | —   | 32   | Cerro Ventosa                                           | Zona central                                       | 1964             | 68                   | Siete Picos              | f/o  | 44,94          | San Ildefonso (Sg) / Cercedilla (M)                                               | M /SG     |                                              |                                |
| —   | —   | 57   | Divisoria de Navalazor                                  | Zona central (trans.)                              | 1761             | 36                   | Cerro Ventosa            | f/o  |                | San Ildefonso                                                                     | SG        |                                              | Alto de la Milanera            |
| —   | 23  | 50   | Cerro de La Camorca                                     | Zona central                                       | 1815             | 178                  | padre                    | 23   | 30,95          | San Ildefonso                                                                     | SG        | Valsaín                                      | Boca del Asno                  |
| —   | —   | 24   | Cerro Minguete                                          | Zona central                                       | 2026             | 34                   | Montón de Trigo          | f/o  | 15,2           | El Espinar y San Ildefonso (Sg) / Cercedilla (M)                                  | M /SG     | Moros y La Fuenfría                          | Cercedilla                     |
| —   | —   | —    | Peña Bercial                                            | Zona Central                                       | 2002             | 24                   | Cerro Minguete           | —    |                | El Espinar (Sg) / Cercedilla (M)                                                  | M /SG     | Morosy La Fuenfría                           | Cercedilla                     |
| —   | 15  | 25   | Peña el Águila                                          | Zona central                                       | 2008             | 255                  | Cerro Minguete           | 17   | 40,76          | El Espinar (Sg) / Cercedilla (M)                                                  | M /SG     | Moros y La Fuenfría                          | Puerto de Cotos                |
| —   | 18  | 35   | La Peñota                                               | Zona central                                       | 1945             | 171                  | Peña el Águila           | 25   | 32,41          | El Espinar (Sg) / Cercedilla (M)                                                  | M /SG     | Moros y La Fuenfría                          | Cercedilla                     |
| —   | —   | 66   | Peña del Cuervo                                         | Zona central                                       | 1705             | 57                   | La Peñota                | f/o  |                | El Espinar (Sg) / Cercedilla (M)                                                  | M /SG     |                                              | Cercedilla                     |
| —   | —   | —    | Cerro de Matalafuente                                   | Zona central                                       | 1645             | 29                   | La Peñota                | —    |                | El Espinar (Sg) / Cercedilla (M)                                                  | M /SG     |                                              | Cercedilla                     |
| —   | —   | 93   | Cerro de la Sevillana                                   | Zona central                                       | 1556             | 58                   | Peña del Cuervo          | f/o  |                | El Espinar (Sg) / Cercedilla (M)                                                  | M /SG     |                                              | Cercedilla                     |
| —   | 08  | 12   | Montón de Trigo                                         | La Mujer Muerta                                    | 2161             | 177                  | Bola del Mundo           | 24   | 36,22          | El Espinar y San Ildefonso                                                        | SG        | Moros y Valsaín                              | Puerto de la Fuenfría          |
| 03  | 07  | 09   | La Pinareja                                             | La Mujer Muerta                                    | 2197             | 401                  | Bola del Mundo           | 05   | 55,80          | El Espinar, Navas de Riofrío y San Ildefonso                                      | SG        | Moros y Valsaín                              | Puerto de la Fuenfría          |
| —   | —   | 10   | Peña del Oso                                            | La Mujer Muerta                                    | 2196             | 85                   | La Pinareja              | f/o  | 25,45          | El Espinar, Navas de Riofrío y La Losa                                            | SG        | Moros                                        | Navas de Riofrío               |
| —   | —   | 26   | Pico de Pasapán                                         | La Mujer Muerta                                    | 2005             | 55                   | Peña del Oso             | f/o  | 19,2           | El Espinar y La Losa                                                              | SG        | Moros                                        | Navas de Riofrío               |
| —   | —   | 28   | Cumbre Refugio Descansadero                             | La Mujer Muerta                                    | 1998             | 33                   | Pico de Pasapán          | 27   |                | Ortigosa del Monte y El Espinar                                                   | SG        | Moros                                        | Navas de Riofrío               |
| —   | 16  | 27   | Majada Pielera o Peñas de la Majada                     | La Mujer Muerta                                    | 2004             | 158                  | Pico de Pasapán          | 27   | 32,5           | Ortigosa del Monte y El Espinar                                                   | SG        | Moros                                        | Navas de Riofrío               |
| —   | —   | 31   | Cerro Carmocho                                          | La Mujer Muerta                                    | 1965             | 30                   | Majada Pielera           | f/o  |                | El Espinar y Otero de Herreros                                                    | SG        | Moros                                        | Navas de Riofrío               |
| —   | —   | —    | Cerro Carmochin o Quintanar                             | Sierra del Quintanar                               | 1931             | 26                   | Cerro Carmocho           | —    |                | El Espinar y Otero de Herreros                                                    | SG        |                                              |                                |
| —   | —   | 86   | Cerro de la Cachiporra                                  | Sierra del Quintanar (algo alejado)                | 1597             | 63                   | Peña del Oso             | f/o  | —              | La Losa                                                                           | SG        |                                              |                                |
| —   | —   | 52   | Morro de las Arrancadas                                 | Sierra del Quintanar (algo alejado)                | 1792             | 44                   | La Pinareja              | f/o  | —              | Valsaín                                                                           | SG        |                                              |                                |
| —   | —   | 76   | Cerro Piñonero o de la Gamonosa                         | Zona central                                       | 1649             | 48                   | Cabeza Líjar             | f/o  |                | San Rafael (Sg) y Guadarrama (M)                                                  | M /SG     | La Jarosa                                    | Puerto de Guadarrama           |
| —   | 22  | 49   | Cabeza Líjar                                            | Zona central                                       | 1824             | 187                  | Padre                    | 22   | 31,87          | Peguerinos (Av), San Rafael (Sg) y Guadarrama (M)                                 | Av /M /SG | La Jarosa                                    | Puerto de Guadarrama           |
| —   | —   | 54   | Cerro de la Salamanca                                   | Zona central                                       | 1785             | 76                   | Cabeza Líjar             | f/o  | 20,32          | Peguerinos (Av) y Guadarrama (M)                                                  | Av /M     | Enmedio y La Jarosa                          | Puerto de Guadarrama           |
| —   | —   | 75   | Cerro de la Carrasqueta                                 | Zona central                                       | 1651             | 86                   | Cerro de la Salamanca    | f/o  |                | Peguerinos (Av) y Guadarrama (M)                                                  | Av /M     |                                              | Puerto de Guadarrama           |
| —   | —   | 61   | Pico San Juan                                           | Zona central                                       | 1734             | 32                   | Monte Abantos            | f/o  | 10             | Peguerinos (Av) y San Lorenzo de El Escorial (M)                                  | Av /M     | La Jarosa                                    | San Lorenzo de El Escorial     |
| —   | 26  | 59   | Monte Abantos                                           | Zona suroeste                                      | 1753             | 227                  | Cabeza Líjar             | 19   | 33,74          | San Lorenzo de El Escorial (M)                                                    | M         | Cuelgamuros                                  | Puerto de Malagón              |
| 05  | 19  | 38   | Cueva Valiente                                          | Sierra de Malagón                                  | 1903             | 392                  | La Peñota                | 07   | 48,08          | Peguerinos                                                                        | Av        | Enmedio                                      | San Rafael                     |
| —   | —   | 60   | Boyatos                                                 | Sierra de Malagón                                  | 1735             | 59                   | Peñón de la Solana       | ?    |                | Peguerinos                                                                        | Av        |                                              |                                |
| —   | 23* | 55   | Peñón de la Solana                                      | Sierra de Malagón                                  | 1775             | 127                  | Cueva Valiente           | ?    |                | Peguerinos                                                                        | Av        |                                              |                                |
| —   | 25  | 58   | Cabeza Renales                                          | Sierra de Malagón                                  | 1757             | 195                  | Cueva Valiente           | 21   | 32,5           | El Espinar                                                                        | Av        | Enmedio                                      | San Rafael                     |
| —   | —   | 72   | El Polvorín                                             | Sierra de Malagón                                  | 1661             | 65                   | Cabeza Renales           | f/o  |                | El Espinar y exclave (M)                                                          | Av /M     |                                              |                                |
| —   | —   | 79   | Vercedilla                                              | Sierra de Malagón                                  | 1642             | 56                   | El Polvorín              | f/o  |                | El Espinar                                                                        | Av        |                                              |                                |
| —   | —   | 78   | Alto de la Cabeza                                       | Sierra de Malagón                                  | 1643             | 54                   | Cabeza Renales           | f/o  |                | Navas del Marqués (Av) y Navas de San Antonio (Sg)                                | Av /SG    |                                              |                                |
| —   | —   | 81   | Cirunalejo                                              | Sierra de Malagón                                  | 1639             | 50                   | Cabeza Renales           | f/o  |                | Navas del Marqués                                                                 | Av        |                                              |                                |
| —   | —   | f/o  | Peña del Cuervo (Ávila)                                 | Sierra de Malagón (trans.)                         | 1485             | 79                   | El Polvorín              | f/o  |                | Peguerinos                                                                        | Av        |                                              |                                |
| —   | —   | f/o  | Cerro del Poyal                                         | Sierra de Malagón (trans.)                         | 1458             | 46                   | Cirunalejo               | f/o  |                | Navas del Marqués                                                                 | Av        |                                              |                                |
| —   | 32  | 90   | Cerro del Caloco                                        | Monte-isla (separado s.ª Malagón)                  | 1562             | 267                  | Cabeza Renales           | 16   | ?              | El Espinar                                                                        | Av        |                                              |                                |
| —   | —   | f/o  | Alto del Calocomediano                                  | Monte-isla (separado s.ª Malagón)                  | 1433             | 98                   | Cerro del Caloco         | f/o  | —              | El Espinar                                                                        | Av        |                                              |                                |
| —   | —   | f/o  | El Caloquillo                                           | Monte-isla (separado s.ª Malagón)                  | 1353             | 40                   | Alto del Calocomediano   | f/o  | —              | El Espinar                                                                        | Av        |                                              |                                |
| —   | —   | f/o  | Cerro de la Rinconada                                   | Monte-isla (separado s.ª Malagón)                  | 1358             | 77                   | Cerro Carmocho           | f/o  | —              | El Espinar                                                                        | Av        |                                              |                                |
| —   | —   | f/o  | El Estepar                                              | [Monte-isla (separado s.ª Malagón)                 | 1346             | 87                   | Peñón de la Solana       |      | 35,86          | El Espinar                                                                        | Av        |                                              |                                |
| —   | —   | f/o  | Alto de los Cebollos                                    | Sierra de Ojos Albos (al N Malagón)                | 1375             | 30                   | Alto de San Bernabé      | f/o  | —              | Villacastín                                                                       | SG        |                                              |                                |
| —   | —   | f/o  | Alto de San Bernabé                                     | Sierra de Ojos Albos (al N Malagón)                | 1383             | 68                   | Altos de las Atalayas    | f/o  | —              | Villacastín                                                                       | SG        |                                              |                                |
| —   | —   | —    | Cerro de Peña Morena                                    | Sierra de Ojos Albos (al N Malagón)                | 1441             | 26                   | Altos de las Atalayas    | —    | —              | Navas de San Antonio y Villacastín                                                | SG        |                                              |                                |
| —   | —   | 95   | Altos de las Atalayas                                   | Sierra de Ojos Albos (al N Malagón)                | 1507             | 33                   | Cruz de Hierro           | f/o  | —              | Santa María del Cubillo (Av) y Villacastín (Sg)                                   | Av / SG   |                                              |                                |
| —   | —   | 73   | Cruz de Hierro o Alto de la Cabeza                      | Sierra de Ojos Albos (al N Malagón)                | 1660             | 40                   | Cabeza Renales           | f/o  | —              | Santa María del Cubillo y Ojos Albos                                              | Av        |                                              |                                |
| —   | 29  | 69   | Risco Alto o barranco de la Cabeza o cerro de la Cabeza | Zona suroeste                                      | 1679             | 129                  | Monte Abantos            | 35=  |                | Santa María de la Alameda y San Lorenzo de El Escorial                            | M         |                                              |                                |
| —   | 30  | 83   | Monte San Benito                                        | Zona suroeste                                      | 1626             | 279                  | Risco Alto               | 13*  | 12,40          | Santa María de la Alameda y Robledo de Chavela                                    | M         |                                              |                                |
| —   | ?   | f/o  | La Atalaya (Valdemaqueda)                               | Zona suroeste                                      | 1366             | 142                  | Risco Grande             | ?    | 12,40          | Valdemaqueda                                                                      | M         |                                              |                                |
| —   | ?   | f/o  | Risco Grande                                            | Zona suroeste                                      | 1386             | 278                  | Cerro del Poyal          | ?    | 12,40          | Valdemaqueda                                                                      | M         |                                              |                                |
| —   | f/o | f/o  | Cabeza Reina                                            | Monte-isla                                         | 1470             | 109                  | padre                    | 40   | 19,11          | San Rafael                                                                        |           |                                              | San Rafael                     |
| —   | —   | f/o  | Barrerillas Blancas                                     | Zona suroeste                                      | 1317             | 40                   | La Machota Alta          | f/o  | 26,43          | Zarzalejos                                                                        | M         |                                              |                                |
| —   | f/o | f/o  | La Machota Alta                                         | Zona suroeste                                      | 1464             | 208                  | Monte San Benito         | 20   | 26,43          | Zarzalejos                                                                        | M         |                                              |                                |
| —   | f/o | f/o  | La Machota Baja                                         | Zona suroeste                                      | 1404             | 130                  | La Machota Alta          | ?    | 26,43          | Zarzalejos                                                                        | M         |                                              |                                |
| f/o | f/o | f/o  | Cerro de San Pedro                                      | Monte-isla                                         | 1425             | 505                  | El Yelmo                 | 03   | 38,38          | Colmenar Viejo                                                                    | M         |                                              |                                |
| f/o | f/o | f/o  | El Estepar                                              | Sierra del Hoyo de Manzanares                      | 1404             | 434                  | Monte Abantos            | 04   | 35,86          | Hoyo de Manzanares y Moralzarzal                                                  | M         |                                              | Hoyo de Manzanares             |
| —   | —   | f/o  | Silla del Diablo                                        | Sierra del Hoyo de Manzanares                      | 1363             | 58                   | El Estepar               | f/o  |                | Moralzarzal                                                                       | M         |                                              | Collado Villalba               |
| —   | —   | —    | Peñacovacha                                             | Sierra del Hoyo de Manzanares                      | 1352             | 6                    | Canto Hastial            | —    | —              | Moralzarzal                                                                       | M         |                                              | Collado Villalba               |
| —   | 36  | 53   | Canto Hastial                                           | Sierra del Hoyo de Manzanares                      | 1376             | 111                  | El Estepar               | 38   | 17,63          | Collado Villalba y Moralzarzal                                                    | M         |                                              | Collado Villalba               |
| —   | —   | ?    | Los Picazos                                             | Sierra del Hoyo de Manzanares                      | 1297             | 50                   | El Estepar               | f/o  | ?              | Hoyo de Manzanares                                                                | M         |                                              | Hoyo de Manzanares             |
| —   | f/o | f/o  | Cabeza Mediana o cerro del Telégrafo o cerro Cañal      | Monte-isla                                         | 1330             | 228                  | El Estepar               | 18   | 24,04          | Collado Mediano y Moralzarzal                                                     | M         |                                              | Collado Mediano                |
| —   | —   | f/o  | Cerro de la Golondrina                                  | Monte-isla                                         | 1393             | 99                   | Peña Horcón              | f/o  |                | Navacerrada                                                                       | M         |                                              |                                |
| —   | f/o | f/o  | Cerro del Castillo                                      | Sierra del Castillo (monte-isla)                   | 1341             | 143                  | C.º de la Golondrina     | 30*  |                | Becerril de la Sierra                                                             | M         |                                              |                                |
| —   | —   | f/o  | Cerro de Jarahonda                                      | Monte-isla                                         | 1342             | 73                   | C.ºde la Golondrina      | f/o  |                | Collado Mediano                                                                   | M         |                                              | Collado Mediano                |
| f/o | f/o | f/o  | La Almenara                                             | Zona suroeste                                      | 1259             | 400                  | padre                    | 06   |                | Robledo de Chavela                                                                | M         |                                              |                                |
| —   | —   | f/o  | El Almojón                                              | Zona suroeste                                      | 1178             | ?                    | La Almenara              |      |                | Robledo de Chavela                                                                | M         |                                              |                                |

(²) Pico subsidiario de Peñalara.
- Risco de los Claveles, la segunda montaña más alta de la sierra
- Cabezas de Hierro, la segunda montaña independiente más alta de la sierra
- La Maliciosa, una de las más importantes de la sierra
- Siete Picos, uno de los principales macizos de la sierra
- Monte Abantos
- El Yelmo, el risco más importante de La Pedriza
- Cabeza Reina
- Cerro de San Pedro, uno de los montes-isla de la sierra